# 成田国際空港
成田国際空港（なりたこくさいくうこう、英語: Narita International Airport）は、千葉県成田市にある日本最大の国際空港。略称は成田空港（なりたくうこう、英: Narita Airport）。空港コードはNRT。
東京都区部から東へ約60キロメートルに位置している。東京国際空港（羽田空港）と共に首都圏並びに日本の空の玄関口であり、航空便の行き先や時刻表において『東京（成田）』と表記されることもある。敷地面積は東京国際空港に次いで日本第2位である。

## 概要
乗り入れ航空会社数99社、乗り入れ就航都市数137都市141路線（海外115都市118路線「40か国3地域」、国内22都市23路線）、開港から2018年（平成30年）12月31日までの航空機発着回数は通算約580万回、航空旅客数は通算約10億人 と名実ともに日本を代表する空の玄関口であり、日本航空、全日本空輸、ジェットスター・ジャパン、ZIPAIR Tokyo、スプリング・ジャパン、Peach Aviation、日本貨物航空のハブ空港である。関西国際空港とともに国際線の旅客数・発着回数が国内線のそれを大幅に上回っていることから大都市圏の国際線主体の空港という傾向が強い。2012年以降は格安航空会社（LCC）の就航により国内線も大幅に拡大しており、関西国際空港と並んでLCCの拠点空港となっている。成田空港の貿易額は日本全体の貿易額の14パーセントを占め（2015年）、1994年以降、常に港湾および空港を含めた国内最大の貿易港となっている。
1978年5月20日に、成田国際空港の前身である新東京国際空港（しんとうきょうこくさいくうこう、New Tokyo International Airport）として開港した。2004年4月1日、成田国際空港株式会社法が施行され、空港を管理する新東京国際空港公団（New Tokyo International Airport Authority, NAA）が、日本国政府による100パーセントの出資で設立された成田国際空港株式会社（Narita International Airport Corporation, NAA）に改組し民営化（特殊会社化）。「NAA」の略称は、旧公団時代から引き継がれたものである。民営化にともない正式名称を「成田国際空港」とした。
上記の改称以前から「成田空港（なりたくうこう、Narita Airport）」や「成田」という呼び方が定着していた。行先表でも「成田（NARITA）」を使用している。
空港法第4条に定める「国際航空輸送網又は国内航空輸送網の拠点となる空港」のひとつであり、航空法上の混雑空港（IATAのWSGでもっとも混雑レベルが激しい「レベル3」）でもある。国際線旅客数・発着便数・就航都市数、総就航都市数、乗り入れ航空会社数、拠点空港としている航空会社数、貿易額において国内最大である。スカイトラックスの実施する旅客サービスに関する空港評価「World Airport Awards 2018」において「World’s Best Airport Security Processing」でBest Airportに選ばれている。
2015年4月8日に格安航空会社（LCC）専用空港ターミナルビルとして第3ターミナルが供用開始された。同ターミナルは既存の第2ターミナルから徒歩15分ほどと距離があり、他のLCC専用ターミナル同様簡素な作りになっている。同ターミナルは同年度のグッドデザイン賞で高い評価を受け、国内空港初の金賞を受賞している。また一部を除き23時で閉館する第1・第2ターミナルと異なり、第3ターミナルは24時間開館している。
空港内にはファッションブランドから化粧品、雑貨、家電、土産物、飲食まで300店舗以上が営業しており、第3ターミナルには国内空港で最大のフードコートを整備、ラグジュアリーブランドの免税店を拡充するなどの積極策を打っており、2018年3月期の売上高は前期比14.8パーセント増の1,246億円と売上高日本一のショッピングセンター（SC）となっている。

### データ
- 開港：1978年5月20日
- 空港運用状況（2019年）[13][14]
  - 航空機発着回数：264,115回（1日平均724便）
  - 航空旅客数：44,344,739人（1日平均12万1,492人が利用）
    - 国際線：36,701,960人（日本第1位）
      - 日本人客：14,737,394人
      - 外国人客：18,224,660人
      - 通過客：3,739,906人[注釈 2]

    - 国内線：7,642,779人

  - 航空貨物取扱量：2,039,905トン（日本第1位）主に電子機器

#### 着陸回数
- 国内線
- 国際線

#### 旅客数
- 国内線
- 国際線

#### 貨物量 (トン数)
- 国内線
- 国際線

## 空港機能
日本を代表する空の玄関口（ハブ空港）のひとつであるが、歴史的経緯（別項成田空港問題を参照）により当初計画での全面供用は実現せず、現在は2019年に改定された基本計画に基づく拡張の途上にある。また騒音問題から0時 - 6時 (JST) の離着陸は緊急時を除き禁止されており、これらの制約を避けるため羽田空港の拡張、再国際化や24時間運用が進められた。これに対し、成田空港も京成成田空港線の開業によるアクセス向上や、発着枠の拡大などで国際競争力を高めようとしている。

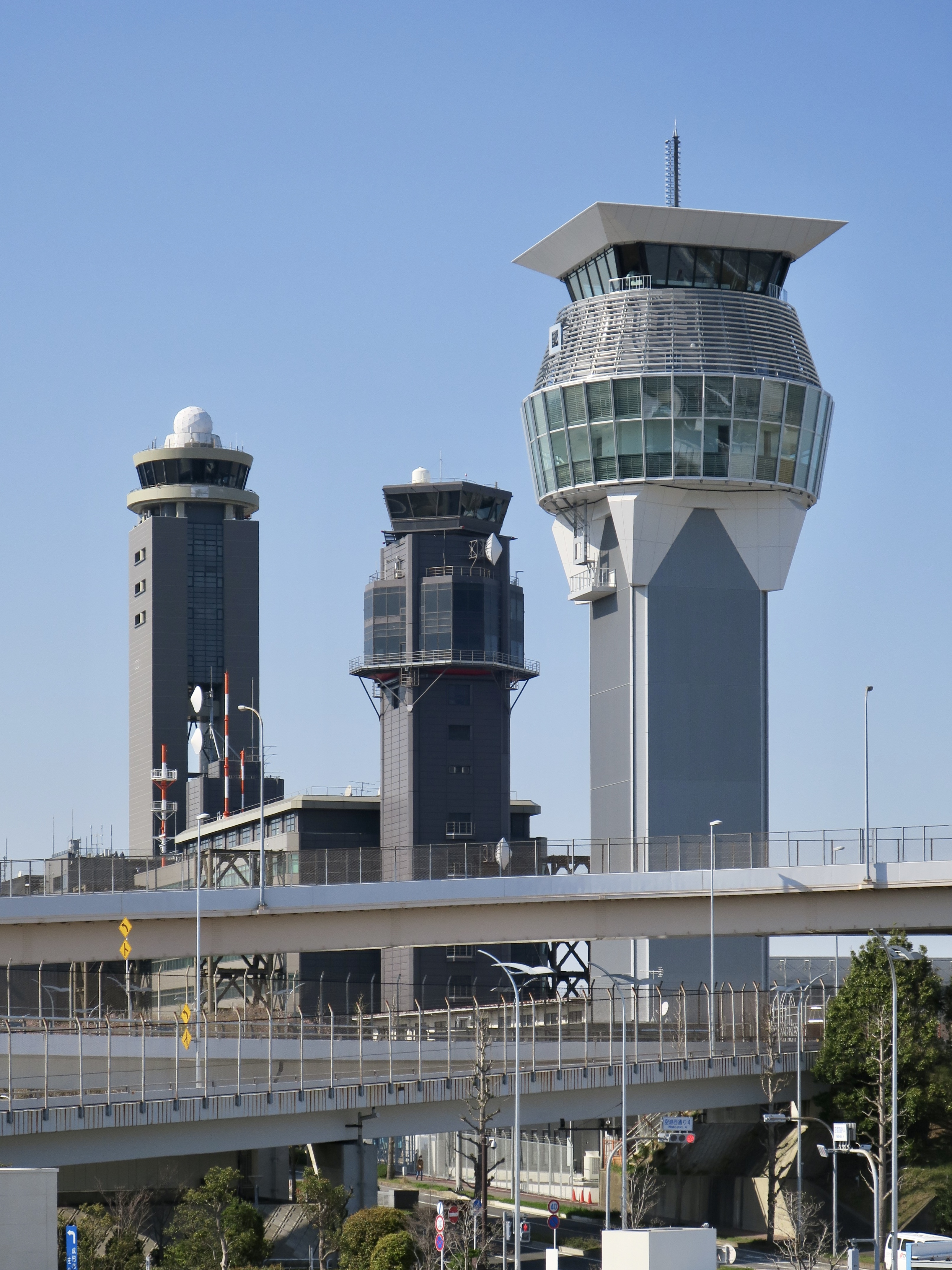
左から、新管制塔・旧管制塔・ランプセントラルタワー（2020年）

1992年に供用を開始した第2ターミナルによって管制塔からの航空機視認性が悪化するため、1990年2月から新たな管制塔の建設が進められ、1993年2月2日に旧管制塔から航空管制業務を引き継いだ。新管制塔の高さは全高は87.3メートルで、当時としては日本一の高さであり、2020年現在でも羽田空港・那覇空港の管制塔に次ぐ第3位の高さである。新管制塔は高層化にともなう風圧を軽減するために塔の中央部分を中抜けにしたほか、制振装置室を設けて揺れを軽減するなどの対策が施されている。
新管制塔の供用開始後、旧管制塔は「ランプタワー」として新東京国際空港公団に引き継がれ、最上階の旧航空管制室は地上管制業務の一部（ランプコントロール）を行う施設として使用されていたが、2020年9月10日に新たに設けられた「ランプセントラルタワー」の供用開始により役目を終え、老朽化した旧管制塔は撤去される。
2013年3月7日にB滑走路用西側誘導路（後述）の供用開始により、2本の滑走路の最大発着数（時間値）が1時間あたり58回から64回に増え、年間発着枠も25万回から27万回に拡大された。また、広域マルチラテレーション（WAM）の導入によって、最大時間値は2015年の夏ダイヤの運航からさらに68回に拡大されている。
2015年3月の第3旅客ターミナル完成をもって、年間発着枠30万回化のための施設整備が完了した。また地元と空港側が、2019年10月末から、A滑走路について24時までの発着を行うことに合意した。2019年2月4日、空港周辺9市町と成田国際空港会社、国、千葉県が「四者協議会」を開催し、同年10月27日から先行するA滑走路で発着を23時から1時間延長することで正式決定した。また、国は地元事業への補助率をかさ上げする「成田財特法」を4月から10年間延長する方針を示した。従来の5年ごとの延長から、長期事業にも適用しやすくなる。3本目の滑走路建設後・B滑走路延伸後の発着延長も予定されており、10年延長はそれを踏まえた対応である。
現在、年間発着枠数50万回を目指し、空港面積を現状の約2倍とする大規模な拡張工事を2029年3月の完成を目指し行なっており、B滑走路の延伸や新たに拡張された部分にC滑走路が整備される予定である。

### 空港レイアウト
- 空港敷地面積（2025年現在）：1,137ヘクタール（日本第2位[32])
  - 2029年（令和11年）3月までに、さらに1,099ヘクタール拡張して2,297ヘクタールとなる予定である[31]。これにより、現状日本最大の東京国際空港（羽田空港）の面積1,516ヘクタールを超えて日本最大の空港となる。
- 第1ターミナル（46.3万m2）　第2ターミナル（39.1万m2）　第3ターミナル（6.7万m2）
- スポット：137スポット（工事により一部閉鎖中のものを含む）（計画は143スポット）
- 滑走路
  - A滑走路：4,000×60メートル、16R/34L（16R・34LともILSを装備、16RはCat III b）
    - 着陸帯 ‐ 4,120×300メートル

  - B滑走路：暫定2,500×60メートル、16L/34R（16L・34RともILSを装備）
    - 着陸帯 ‐ 2,620×150メートル（暫定。当初計画は2,620×300メートル）
- エプロン：面積 約218ヘクタール（計画面積は約260ヘクタール）
- 誘導路：延長 約25.5キロメートル 幅30メートル（一部23メートル、暫定計画を含む。計画延長は約34.2キロメートル、計画幅は30メートル）
- 航空保安無線施設：ILS 4式（計画 ILS 6式）、VOR/DME 2式（A滑走路：成田VOR/DME、B滑走路：北総VOR/DME）
- 運用時間：24時間(ATISは5:00-24:00)
- 利用時間：6:00 - 24:00[33]（開港から2019年10月26日までは6:00 - 23:00）
- 誘導路の延長・エプロンの面積の推移は、「着陸帯、滑走路、誘導路およびエプロンの数値の推移」を参照。

### 滑走路

#### A滑走路
A滑走路（第1滑走路）は、関西国際空港の第2滑走路（06L/24R）と並び、日本国内では最長の4,000メートルである。しかし、新東京国際空港公団による1978年（昭和53年）5月20日の開港以降も、A滑走路34L南端から約800メートルの位置に、反対派の「岩山鉄塔」が建つ未買収地が234平方メートル残っており、アプローチ帯を建設できなかった。このため、本来そこにあるべき900メートルの進入灯を、A滑走路南端から内側へ750メートルにわたって設置せざるを得ず、34Lへ着陸する場合は、3,250メートルの滑走路としてしか利用できなかった。
その後、当該範囲の土地取得と航空法規則改正により2009年度（平成21年度）から、本来の滑走路内にある進入灯を岩山鉄塔の建物を避ける形でアプローチ帯造成とともに750メートル移設する工事を行い、開港から34年後の2012年（平成24年）12月13日に、4,000メートルの滑走路として本来の運用をようやく開始した。

#### B滑走路
B滑走路（第2滑走路）は、2002年5月に開かれた日韓ワールドカップに間に合うよう、同年4月18日に、当初計画の長さより短い2,180メートルの暫定平行滑走路として供用開始された。これは滑走路の用地買収が進まず、34R付近にある反対派住民の住居と農地を避けるため、B滑走路の一部を計画時より北16L側に延伸させたためである。延長が短いためB滑走路の離着陸には制約が設けられ、重量の大きなボーイング747以上の大型機と貨物を含む長距離国際線には使用できず、中小型機と国内線・近距離国際線のみに使用された。
本来の長さである2,500メートルへの延伸は、東峰地区にある反対派の敷地を避けるため、条件賛成派の土地を買収して空地となった16Lを北西方向へ320メートル延長する案が提示された。2006年8月開催の100回に及ぶ公聴会意見を踏まえて、同年9月11日に当時の国土交通大臣・北側一雄がこの案を認可し、2009年10月22日から2,500メートルでの供用が開始された（方角と大臣姓双方の語句から北側延長と言われている）。そのため、進入灯は東関東自動車道の上を通っている。
供用開始時期は当初2010年3月としていたが、2009年3月23日に発生したフェデックス・エクスプレス80便着陸失敗事故の影響を受け、NAAと国土交通省が協議をした結果、前倒しでの実施となった（詳細は歴史の節を参照）。B滑走路では2,500メートル化にともない、重量が大きく長い離着陸滑走距離が必要になる貨物機や大型機（ボーイング747-8、エアバスA380、An-225は除く）の着陸が可能となった。また、燃料を満載する長距離国際線ではアメリカ合衆国西海岸地域やヨーロッパロシアに位置するモスクワへ向かう直行便が離陸できるようになった。
しかし、B滑走路に並行する西側誘導路の一部が空港反対派民家とその所有地を避けるため、滑走路側に向かって「への字」に湾曲していた。このため、この部分を走行する航空機は、離着陸機の滑走に合わせて一時待機を余儀なくされていた。これを解消するため、NAAは既に用地収得済みの「への字」部分について、カーブを緩やかにする改修工事を2010年11月末までに完成させ、2011年3月10日より一時待機は廃止された。これにより滑走路との安全距離が確保され、誘導路上での一時待機がなくなり発着効率が大きく向上した。
2009年7月30日にはB滑走路東側に新誘導路が供用開始され、東側誘導路は「離陸（出発）機専用」・西側誘導路は「着陸（到着）機専用」となり、誘導路の使い分けにより離陸までの時間短縮が可能になった。これにより、第2旅客ビル北側において着陸機があるときに行っていたB滑走路へ入るホールド（待機）は廃止され、ホールドスポットも廃止された。また2012年度末に新たにB滑走路西側誘導路と第2旅客ビル地区とを結ぶ誘導路増設工事を進めていたが、2013年3月7日より、約720メートル延長された新誘導路と横堀地区エプロンを供用開始した。西側誘導路の整備により、第2旅客ターミナルビルのサテライトから出発した航空機がB滑走路南端から離陸する場合、従来の東側誘導路を通るよりも走行距離が約1,800メートル短縮され、所要時間も約220秒短縮された。
2016年9月には、2,500メートルのB滑走路16Lを北側（成田市側）にさらに1,000メートル延伸して、3,500メートルにする計画が提示された。2019年（令和元年）11月5日の基本計画改定により、北側への延伸が正式に位置付けられる一方、南側の未供用部分については滑走路予定地から外されることとなった。
2020年4月12日から、新型コロナウイルス感染症（COVID-19）の世界的流行に伴う航空機発着数減少に伴い、一時的に閉鎖されていたが、同年7月22日に運用が再開された。
現在では先述した3,500メートルへの延伸工事を行なっており、延伸にあたり支障となる東関東自動車道は滑走路直下をトンネルで横断するよう地下化される。

#### 横風用滑走路（旧C滑走路計画）

当初計画における成田国際空港の全体図。この図に描かれたC滑走路の計画は廃止された。

当初の基本計画におけるC滑走路（第3滑走路）は、横風用滑走路として長さ3,200メートル・幅60メートルとして計画されていた。横風用滑走路が整備された場合、強い北風・南風の際の着陸が容易になり、離着陸の遅れの減少、発着の効率性の向上・発着枠の増大が期待されていた。
しかし、C滑走路の用地内に空港反対派の所有地や、空港反対派支援者・協力者の一坪運動共有地が多数存在する状況から計画が停滞し、用地を取得した部分はC誘導路として使用することとなった。またC滑走路予定地南側部分の、航空機整備施設区域に接しているところには、駐機スポットが7スポット（512番、511番、510番、509番、508番、507番、506番）増設されており、誘導路を滑走路として再整備する際は、これらの駐機スポットを移転する必要があった。
またC滑走路南側延長線上の山武市・富里市および北側延長線上の成田市大栄地区（旧大栄町）が飛行コース下になることから、新たな騒音問題が発生する可能性があった。2009年（平成21年）9月17日、NAAはC滑走路上の6件の一坪共有地について訴訟を起こし、2013年（平成25年）4月25日、2件54人の地主に対して最高裁が持ち分売却を命ずる判決を下し、一連の裁判は4か所でNAAの勝訴、2か所が和解で終結した。
2014年（平成26年）以降、C滑走路の位置や長さを見直す動きが出始め、2015年（平成27年）11月27日に開かれた四者協議会では、新たな第3滑走路についての素案が提示された。その後、後述の新平行滑走路計画に移行することとなり、2019年（令和元年）11月5日の基本計画改定により、本計画は正式に廃止された。

#### 新平行滑走路（C滑走路）

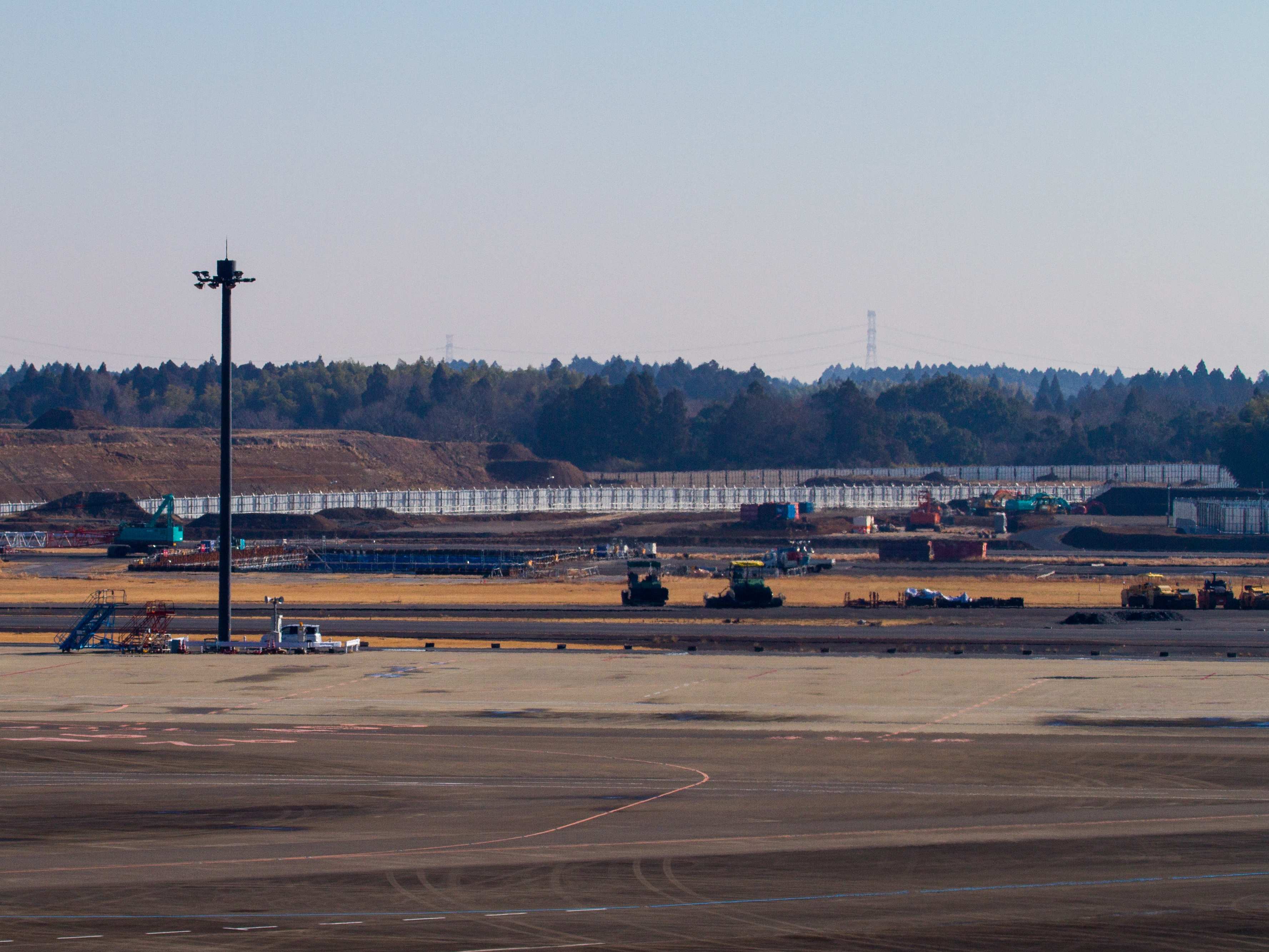
エプロン地区の拡張工事の様子

NAAは、新平行滑走路として、前述の横風用滑走路を撤回し、山武郡芝山町（敷地の一部は香取郡多古町にもまたがる）に滑走路から420メートル東に離れた場所に、第3滑走路をB滑走路34Rの先端から南へ平行する形で、滑走路・誘導路を設置する計画変更を発表した。
設置変更の理由として、航空機およびその搭載航法装置、地上支援機器などの発達によって、横風・強風等でのダイバートが大幅に減少したためで、NAAによれば、横風・強風を理由とする成田空港からのダイバートは、2006年（平成18年）から2015年（平成27年）の10年間で0.03パーセントときわめて少なく、横風用滑走路の必要性はきわめて低下していた。そのため平行滑走路を増設、あわせてエプロンおよび諸施設の拡大による、成田国際空港の機能強化へと用途変更することとなった。
新平行滑走路の建築を含めた成田空港の機能強化については、成田空港に関する四者協議会（国土交通省、千葉県、空港周辺9市町、NAAで構成）で話し合いが行われ、成田空港の機能充実と地域の共生を両立させながら計画されている。
200回を超える住民説明会や地元要望を受けた計画修正を経て、2018年（平成30年）3月13日に四者協議会は機能強化について合意に達した。2019年（令和元年）11月5日の改定により本構想は正式に基本計画に明記された。2029年3月末の完成を目指している。
滑走路の規模は延長3,500メートル、幅員は45メートルであり、滑走路を結ぶ誘導路（幅員23メートル）も合計で約6,500メートル整備される。現状滑走路の整備予定地を通過している国道296号と千葉県道62号成田松尾線は、滑走路直下にトンネルを建設し地下を通過するよう付け替えられる。2025年現在では、工事開始へ向け整備予定地の用地買収や住居の移転が進められている。

### 旅客施設

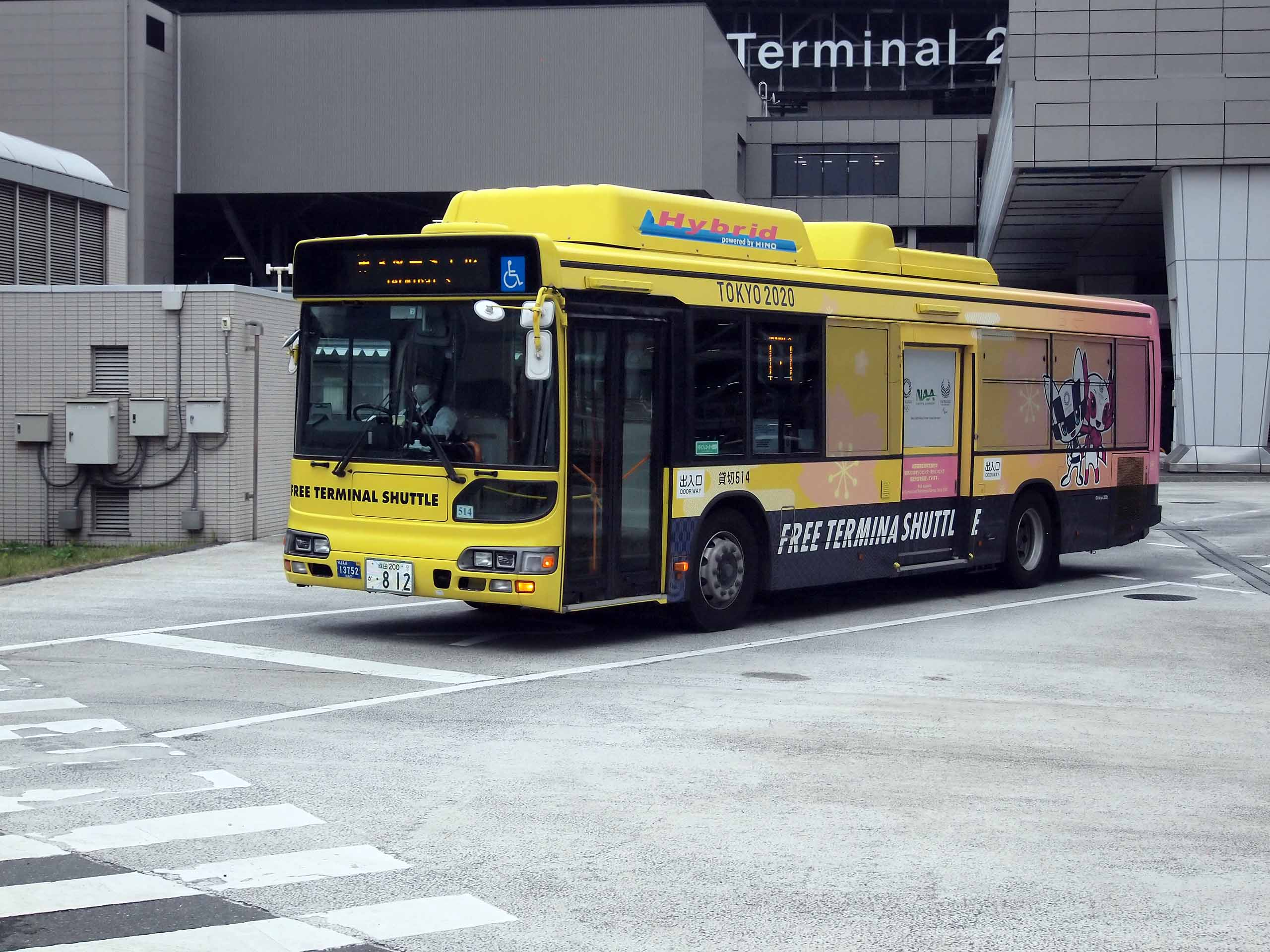
ターミナルを結ぶシャトルバス

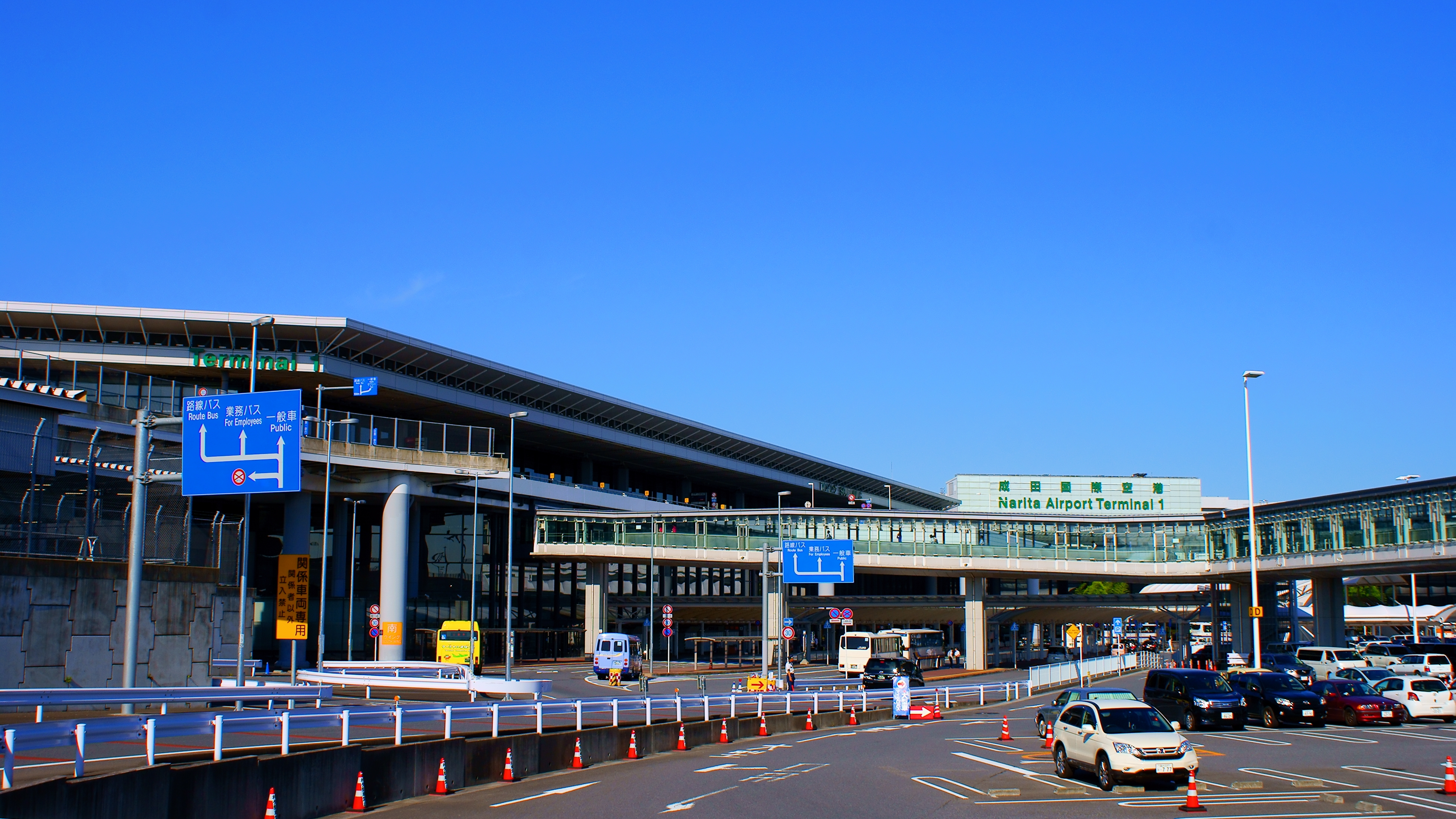
第1ターミナル（外観）

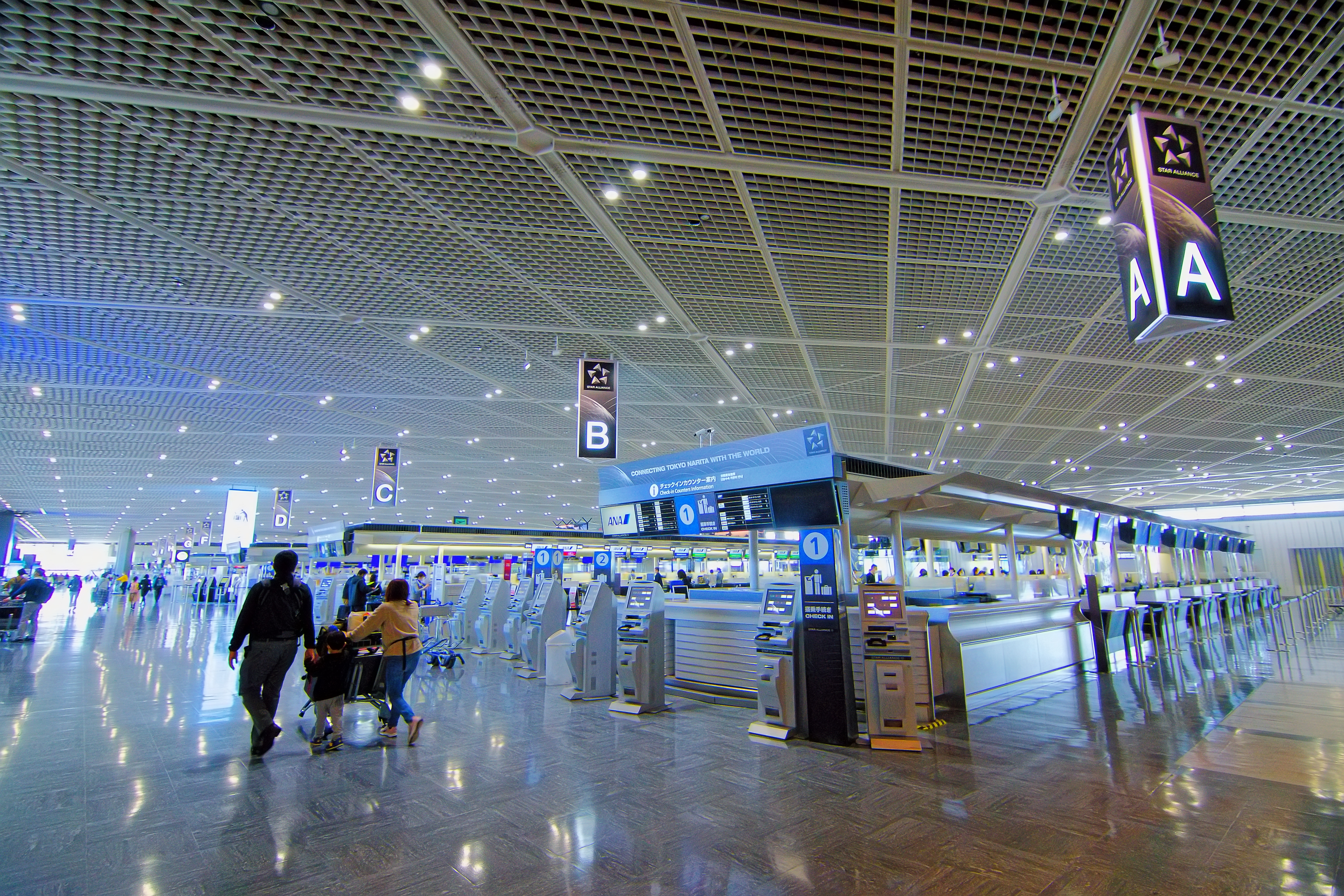
第1ターミナル南ウイング出発ロビー

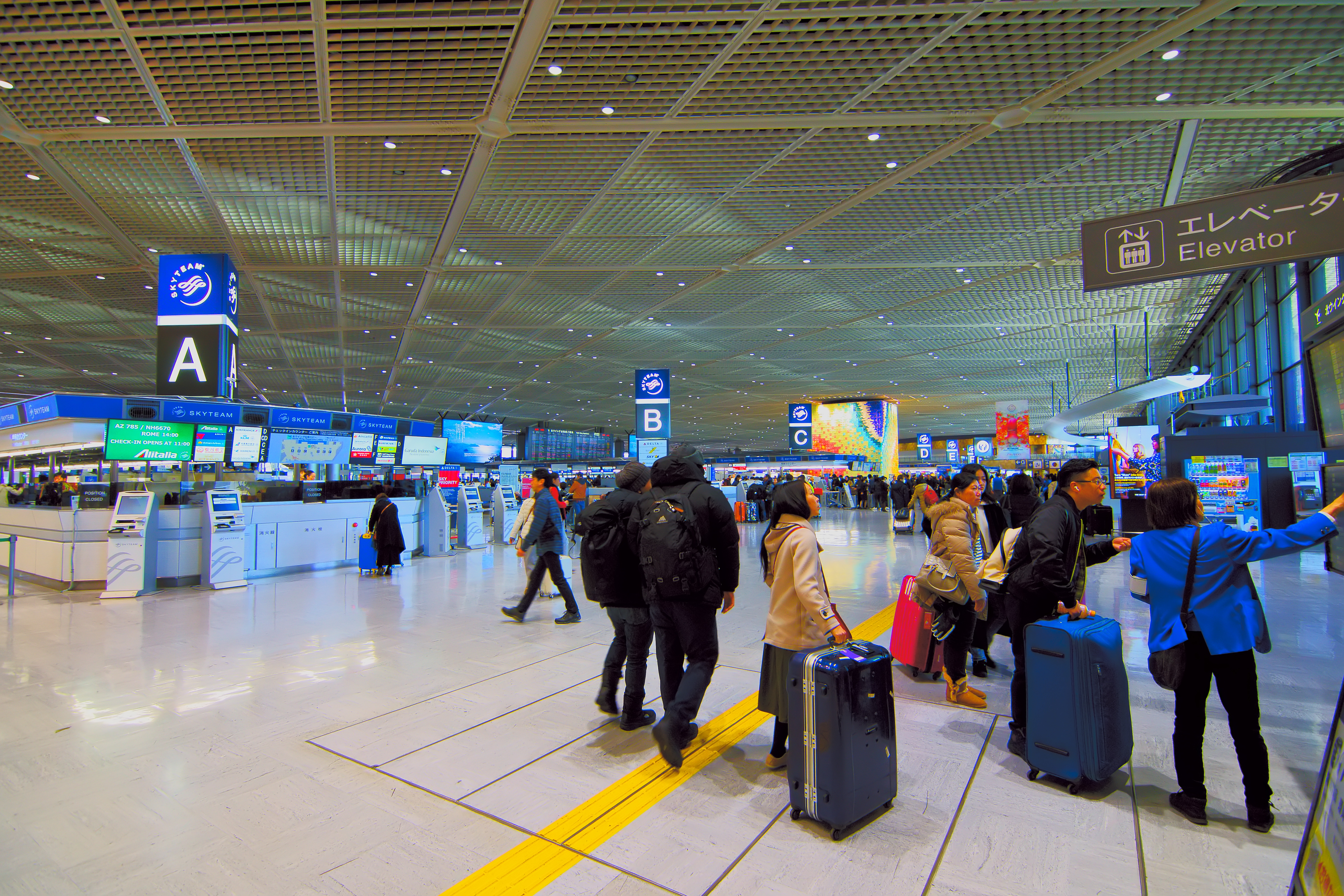
第1ターミナル北ウイング出発ロビー

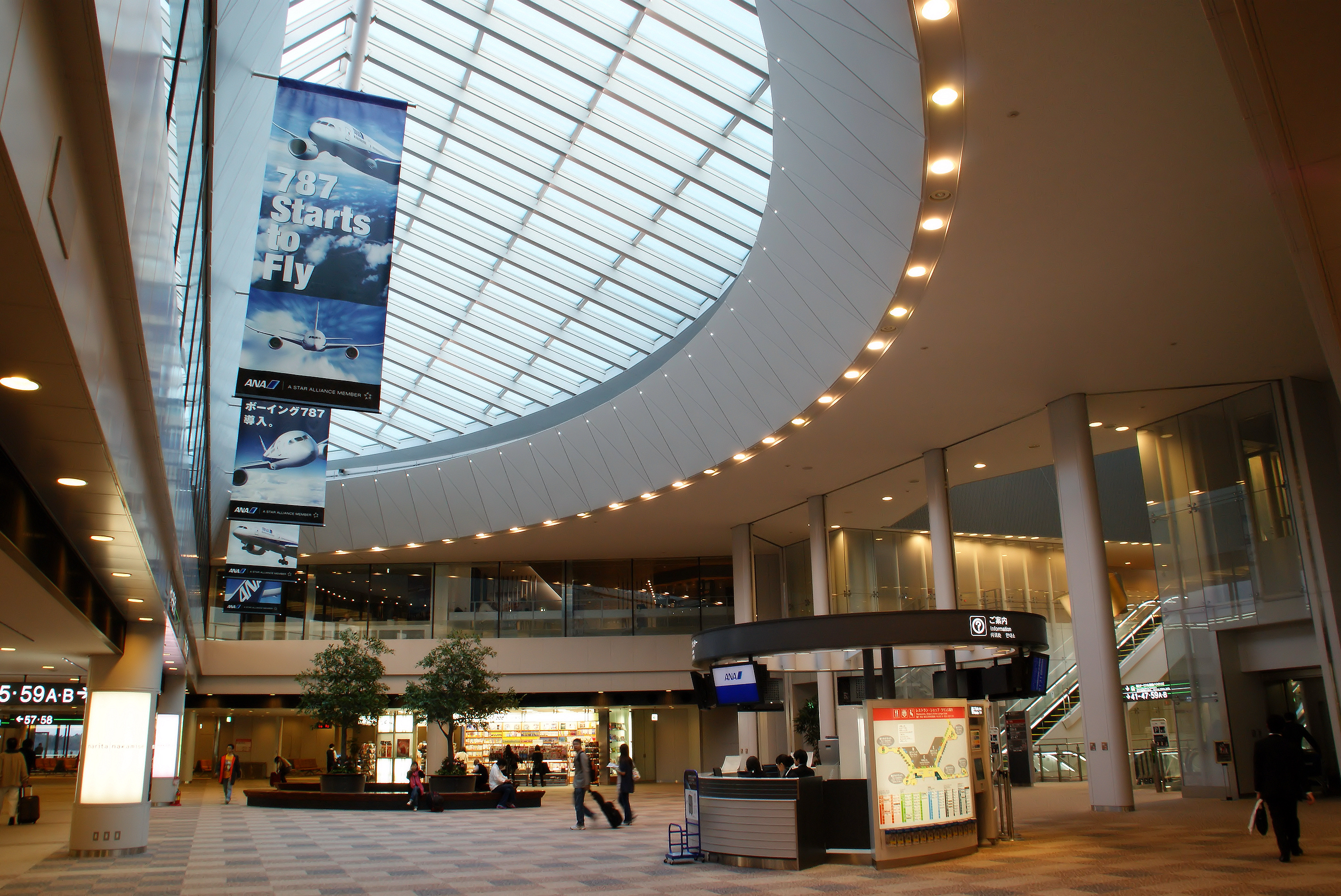
第1ターミナル第5サテライト

現在、成田空港には3棟の旅客ターミナルビルがあり、ターミナル間連絡バスによって相互に移動できる。ターミナル間の移動の所要時間は10 - 15分である。他社とのコードシェア便（共同運航便）では、機材を運航する航空会社が入居するターミナルに向かう必要がある。
開港から14年半あまりが経過した1992年12月に第2ターミナルが開業した。日本航空グループと全日本空輸グループが第2ターミナルへ移転し、第1ターミナルは日本エアシステムと海外航空会社がおもに利用した。しかし、真新しい第2ターミナルへの各種サービスの偏重、混雑時間の集中やコードシェア便の増加によるターミナル間移動などの問題があった。
第2ターミナルの開業で処理能力に余裕が生まれたため、入れ替わりに第1ターミナルの北ウイングが閉鎖され、大規模なリニューアル工事が行われた。サテライトの段階的な改築・増築を経て、1998年末にレストランや飲食店などのテナントが集結する中央ビル新館が竣工し、1999年3月に北ウイングが再開業した。その入れ替わりで南ウイングが閉鎖され、工事が進められた。南ウイングの再開業にあたっては、航空会社を可能な限り航空連合ごとにまとめ、同じターミナルに集約することによって乗り継ぎの利便性を高めた。
現在、主要な航空会社は3つの航空連合にまとまっており、ワンワールド加盟社の多くは第2ターミナル、スターアライアンス加盟社の多くは第1ターミナル南ウイング、スカイチーム加盟社の多くが第1ターミナル北ウイングを使用している。

#### 第1ターミナル
1978年の開港当時は、北ウィングを日本航空やブリティッシュ・エアウェイズなどが、南ウィングをパンアメリカン航空やキャセイパシフィック航空などが使用していた。その後、1992年の第2ターミナルの完成を受けて日本航空や全日空などが移動するなど使用航空会社が変更されたほか、オープン当初は年間約1000万人の旅客処理数と約166000m2だったターミナルは改築と増床を重ね、延床面積は当初の2倍以上に拡張された。
中央ビルならびに南北ウイングと第1 - 第5サテライトに分かれている。出発ロビーは4階、到着ロビーは1階である。中央ビルには商業施設や有料空港ラウンジ、展望デッキなどがある。北ウイングには第1、第2サテライトがあり、おもにスカイチーム加盟各社とZIP AIR本社などが入居している。南ウイングには第3、第4、第5 サテライトがあり、おもにスターアライアンス加盟各社と、全日空ハンドリング各社が入居している。
- 北ウイング
  - 第1サテライト 11 - 18ゲート（11はバスゲート兼用[53]、13は欠番、15はエアバスA380対応）
  - 第2サテライト 21 - 29ゲート（26はエアバスA380対応、28A - 28Gは出発バスゲート、29は到着バスゲート[53]）
- 南ウイング
  - 第3サテライト 31 - 38ゲート（32はバスゲート兼用[53]）
  - 第4サテライト 41 - 47ゲート（45・46はエアバスA380対応）
  - 第5サテライト
    - 51 - 59ゲート（54はエアバスA380対応、59A - Cはバスゲート[53]）
    - A - Hゲート（国内線ゲート、B - Gは出発バスゲート、A・Hはバスゲート兼用）

57Aゲートの搭乗橋は国内線Aゲートに、55ゲートの搭乗橋は国内線Hゲートに、56ゲートの搭乗橋は国内線AゲートとHゲートの両方にそれぞれつながっている。時間帯によって国内線エリアと国際線エリアを切り替えて運用している。
開港当初は第1から第4サテライトまであり当時は出発と到着客が分離されておらず椅子のみがある非常に簡素なもので屋上は空港見学者のために解放されていた。しかし旅客増加に伴う混雑解消のため1985年に屋上に旅客用待合室を増設したため閉鎖された。当時のサテライトはすべて後の改修で建て直されたため現存しない。
施設の老朽化を受けて、中央ビルと北ウィングが最初に大幅な改築を受け、新たなチェックインカウンターの設置や店舗の改装、ラウンジの増設などが施されて1999年3月16日に新装開業した。2006年6月2日に新装開業した南ウイングの改築完成時に、日本初のインライン・スクリーニングやカーブサイド・チェックインなどのサービスが導入された。また、この前後にはエールフランスや全日空の新ラウンジもオープンした。また出国手続き後のエリアに、旅客であれば誰でも利用可能な有料ラウンジが設けられている。
なお、南ウイングから発着する一部を除くスターアライアンス加盟各社は、搭乗手続きのチェックインカウンターを航空会社別に区分せず、マイレージ上級会員や搭乗クラスによって区分した「ゾーン・チェックイン」スタイルで行われていた。しかし搭乗客からの評判が悪く、2016年6月2日からチェックイン・カウンターの配置を見直し、以前のような航空会社別の配置に戻った。

#### 第2ターミナル

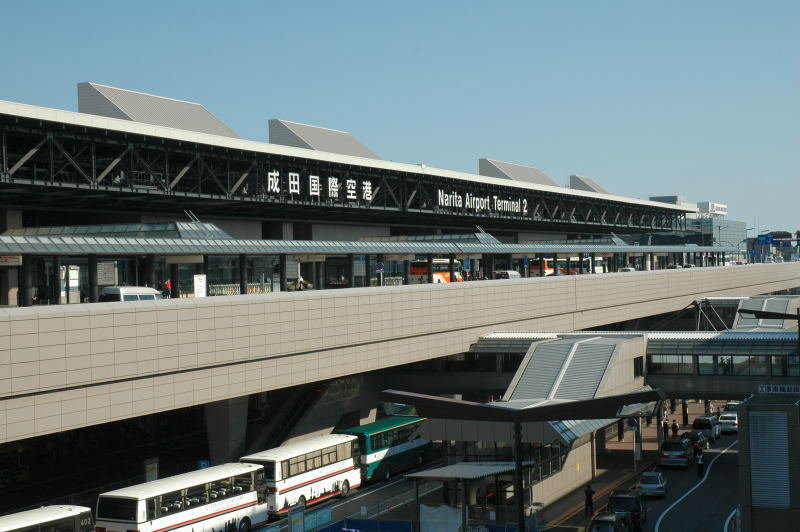
第2ターミナル（外観）

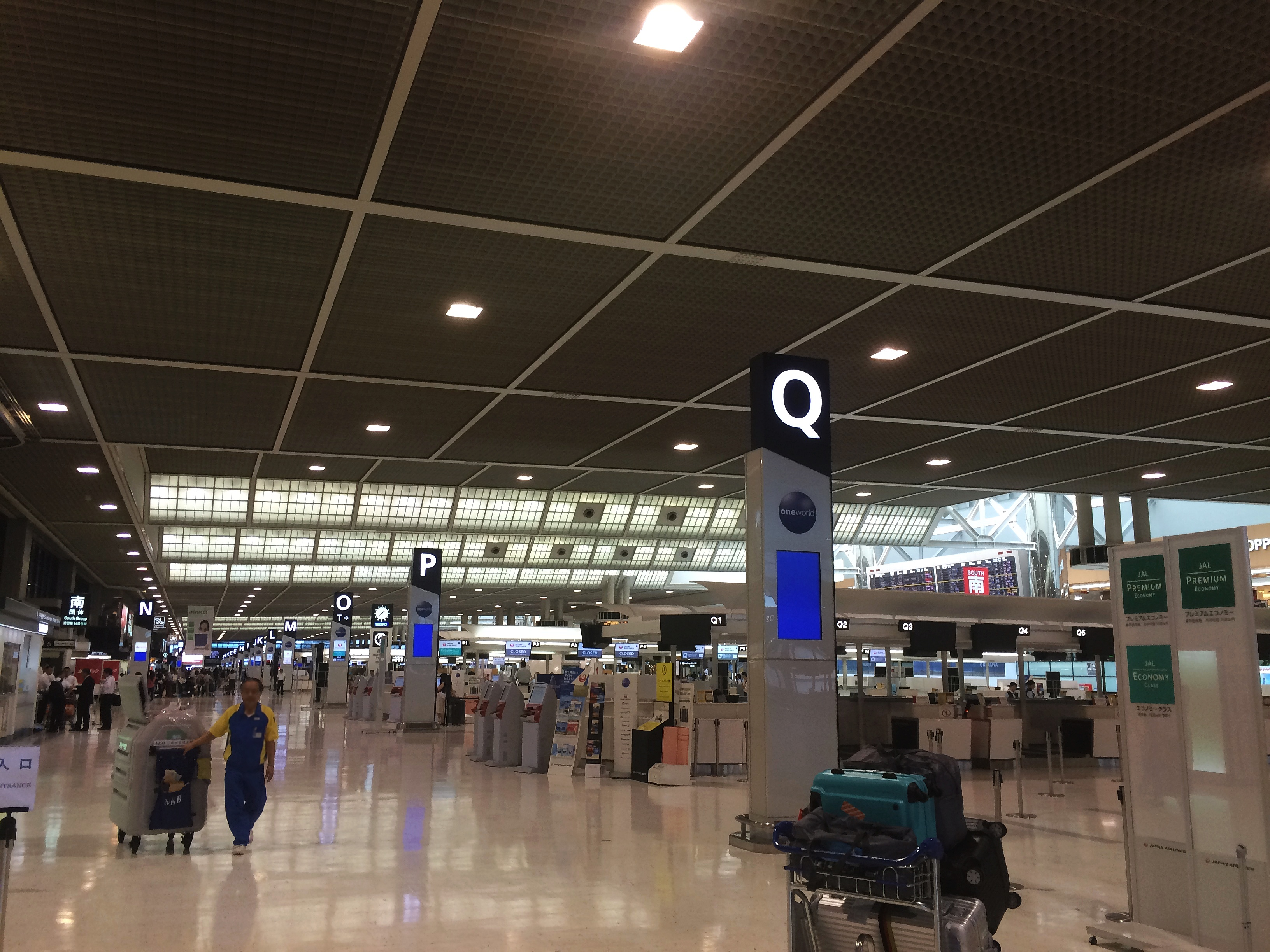
第2ターミナル出発ロビー

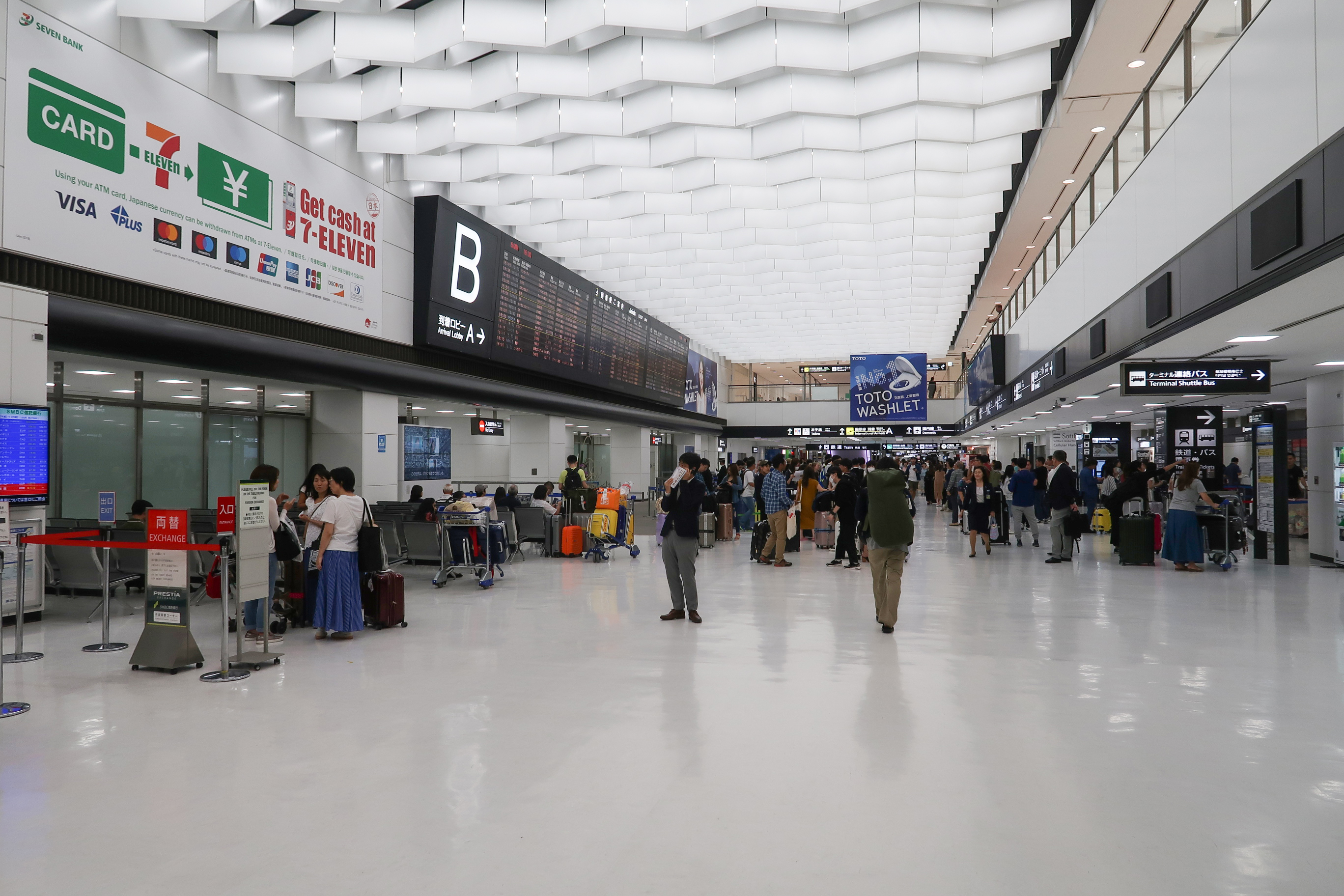
第2ターミナル到着ロビー

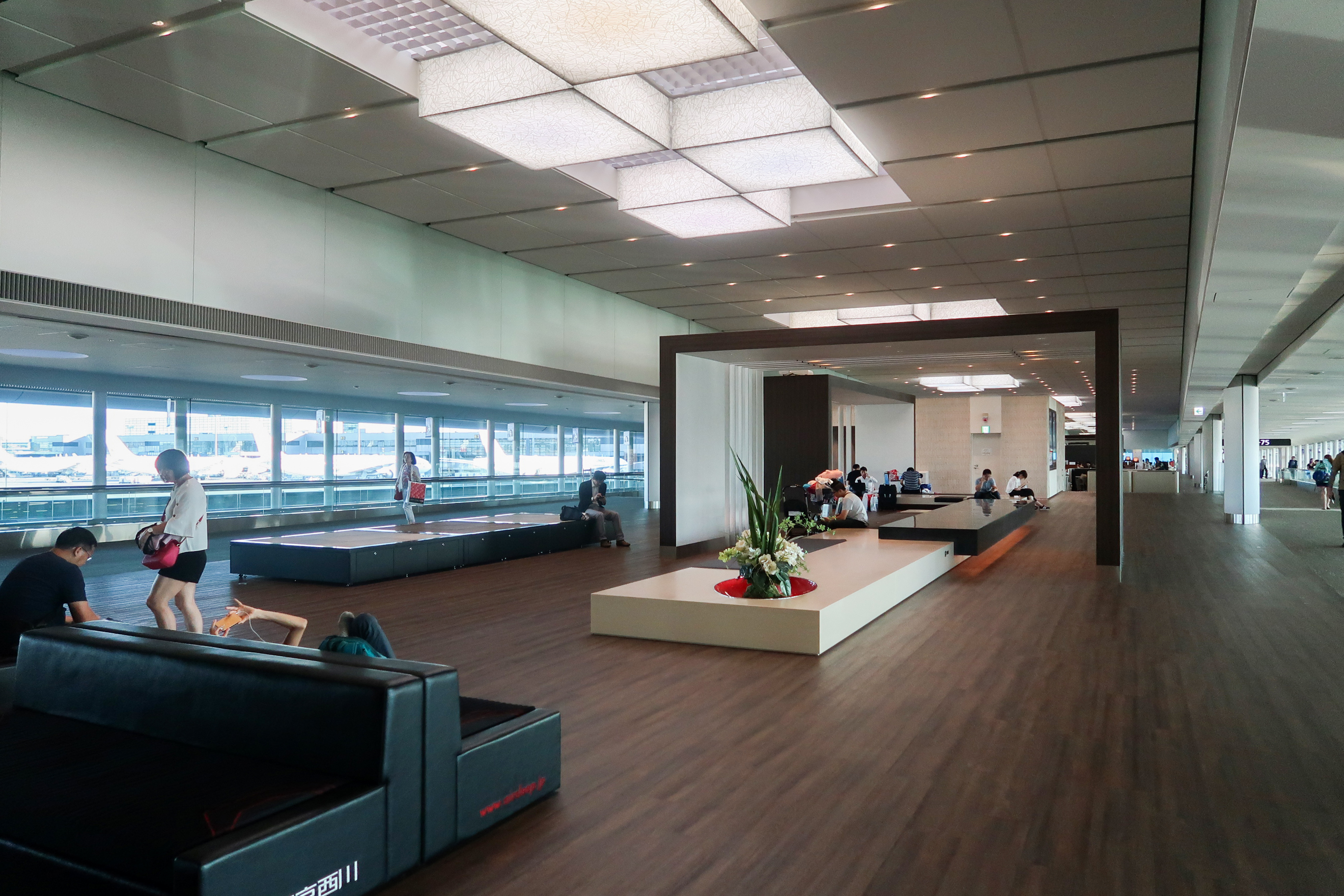
レストエリア

1992年12月に供用開始。当時は単一ターミナルビルとしては世界最大級の規模だった。出発ロビーは3階、到着は1階で、本館とサテライトに分かれる。両館の連絡は、動く歩道を併設した連絡通路（中央部は出発、外側は到着の一方通行）を利用する現在はワンワールド加盟各社が使用しているほか、日本航空がハンドリングする各航空会社や一部のスカイチームの加盟航空会社も使用している。第3ターミナルに隣接しており格安航空会社の利用もある。成田空港の旅客ターミナルの中では唯一、屋根付き駐車場と直通通路により結ばれており、雨天でも濡れることなく移動できる。
- 本館
  - 60ゲート （到着バスゲート[53]）
  - 61 - 68ゲート （66 - 68はエアバスA380対応）
  - 71 - 75ゲート （76・77は第3ターミナルに転用された）
  - 70ゲート（ターミナル連絡バスゲート）
  - 70H - 70Mゲート（出発バスゲート[53]、70A - 70Gは使用終了）
  - A - Sゲート（国内線ゲート、A - Dは出発バスゲート[53]、E - Hは改札機の設置なし、J - Mは第3ターミナル開業にともない使用終了、O・Qは欠番）
- サテライト
  - 80ゲート（ターミナル連絡バスゲート）
  - 81 - 88ゲート
  - 91 - 99ゲート（96はエアバスA380対応）

なお、64・65・66・67A・67B・68ゲートは搭乗橋が国内線・国際線で共用されている。国内線で運用した飛行機をその後、国際線で運用する際（国際線のあとに国内線の場合も）にこのゲートを使用する場合が多い。国内線Iゲートは64ゲートの搭乗橋と、Nゲートは66、Pゲートは67A、Rゲートは67B、Sゲートは68のそれぞれのゲートの搭乗橋とつながっており、スイングゲートを使用することで国内線エリアと国際線エリアを切り替えて運用している。また、65ゲートの搭乗橋は、国内線は到着のみで共用できる構造となっている。
2007年に大規模な改装が行われ、チェックインカウンターの増設やカウンター周辺の改装とあわせて、日本初となる自動出入国管理ゲート「J-BIS」やインライン・スクリーニングなどの新サービスが導入されたほか、成田国際空港初のペット用ホテルやキッズルームも設けられた。同時に各航空会社のラウンジの改装・新設も行われ、日本航空が日本最大の約4,000平方メートルの面積を持つラウンジをオープンさせた。同じワンワールド加盟航空会社のキャセイパシフィック航空やカンタス航空、チャイナエアラインも新しいラウンジをオープンさせた。
2009年9月にはサテライトエリアの改修も行われ、レストランや免税店などの拡張をはじめとした各種設備の充実が行われたほか、サテライトエリアにある日本航空のラウンジの大規模な改修と拡張も行われた。
繁忙期に深夜の滞在スペースが不足していることから、第3ターミナル移転前まで格安航空会社が使用していた北側仮設ターミナルを改装して、24時間利用可能な滞在スペースが設けられた。2016年7月には成田空港の飲食店では初の24時間営業店舗として吉野家がオープンした。

#### 第3ターミナル

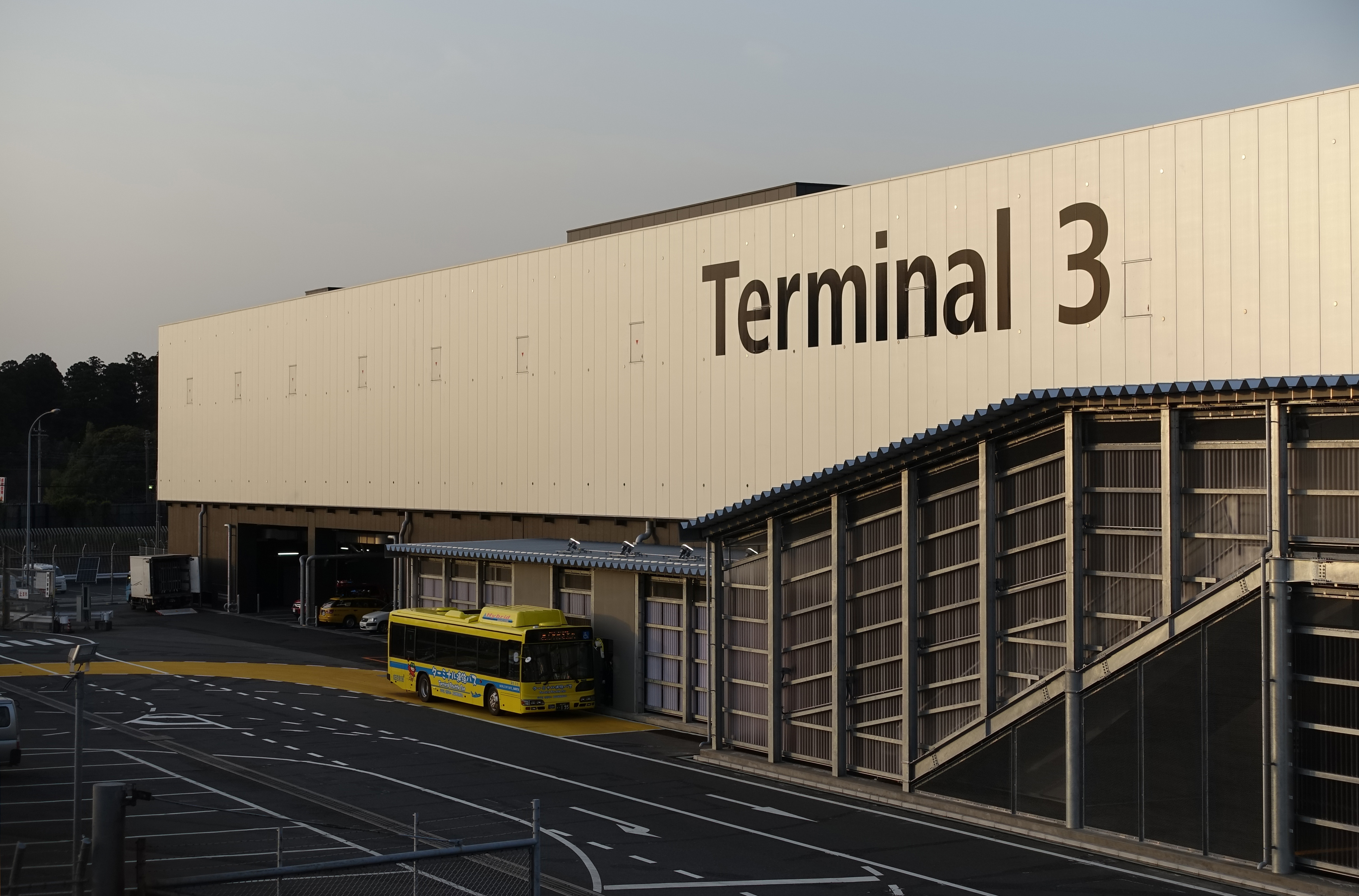
第3ターミナル（外観）
シャトルバス（ターミナル連絡バス）は、到着ロビー拡張のため、路線バス乗降場に移転している

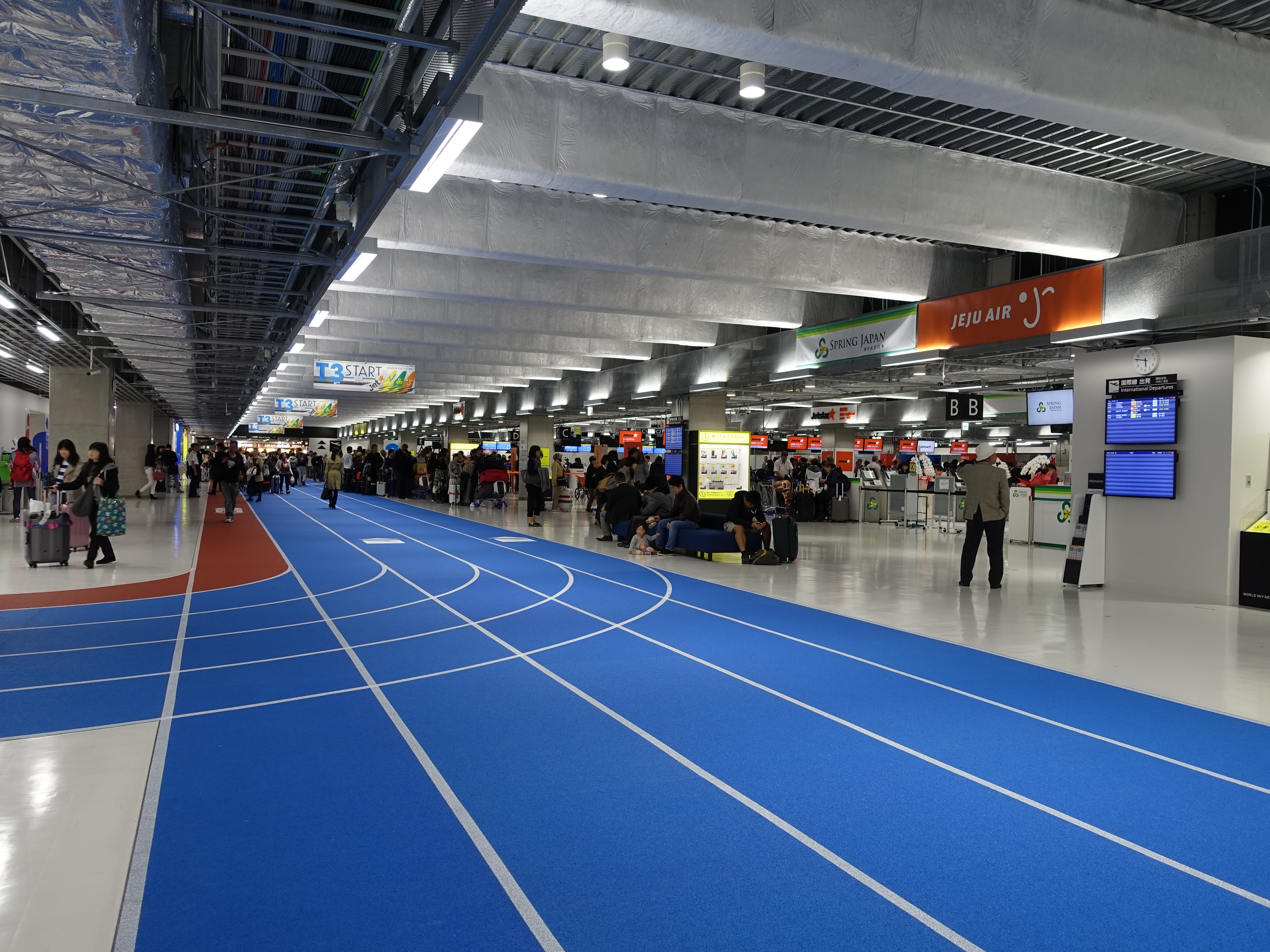
第3ターミナル2階出発ロビー

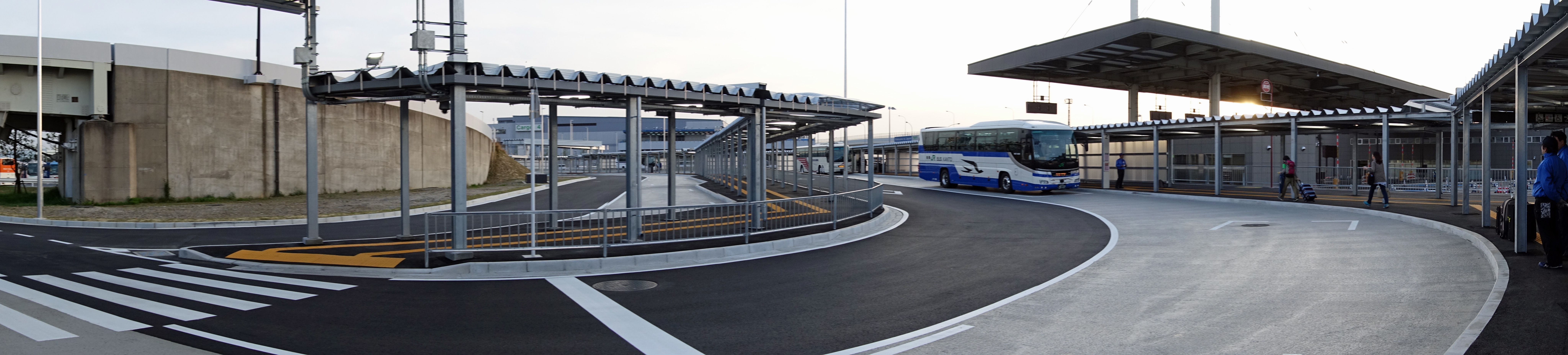
第3ターミナル2階出入り口にある空港アクセスバス・路線バス乗降場

2012年（平成24年）、増加が予想される格安航空会社（LCC）の乗り入れに対応し、当時第2ターミナルの北側にあった第5貨物ビルとエプロンの一部であった土地への建設が計画された。建設にあたっては、施設利用料を抑えたいLCC各社からの建設費抑制に対する要望が強く、加えて供用開始後の維持費の縮減にも考慮する設計とされた。ローコストな旅客ターミナルビル建設のため「Terminal3プロジェクト」が立ち上げられ、参加した日建設計、良品計画、PARTY の三者が制作過程から密接に連携することで、無駄な装飾を排してコストを圧縮しつつ、建物・サイン類・調度品などのデザインの分断を避けている。デザインは伊藤直樹が参画し、同年度のグッドデザイン賞では高い評価を受け、国内空港初の金賞を受賞している。
2015年（平成27年）4月8日供用開始。LCC専用空港ターミナルビルとして機能するが、依然として他のターミナルを発着するLCCも存在する。当空港の旅客ターミナルでは唯一専用の空港連絡鉄道の駅がなく、空港第2ビル駅（成田第2・第3ターミナル）が最寄り駅となる。なお、第2ターミナルの最北端部から専用通路で300メートル先に設けられているが、第2ターミナルからの移動はこの専用通路による徒歩のみとなっており、動く歩道は整備されていない。第1ターミナルからの無料アクセスは第2ターミナル同様シャトルバスのみである。
出発・到着客がともに同ターミナルの2階を通行するため、床の動線案内表示が新たに導入された。陸上競技場を模した青色（出発）と赤茶色（到着）のゴムチップトラックで色分けされている。
第1・第2ターミナルは一部を除き23時で閉館するが、当ターミナルは公共交通機関の始発、最終便前のタクシーや自家用車での移動や、ホテルでの前泊や後泊ができない乗客のために、2階の空港案内所、フードコート、チェックインカウンター周辺、保安検査場前までのエリアを24時間解放している。なお、フードコートのテナントは原則として21時に閉店、その他店舗も21時に営業終了するが、2023年に新規出店した松屋が24時間営業している。フードコートとゲートラウンジには無印良品製のソファーベンチを導入した。
LCC専用ターミナルという性質上、航空会社やクレジットカード会員向けの空港ラウンジなどの施設や、上級クラスもしくは航空会社マイレージの上級会員向けの優先レーンなどは存在しない。自動出入国管理ゲートも設置されておらず、設置予定もない。またレンタカーカウンターもない。2019年（令和元年）9月5日の到着ロビーの拡張により宅配便取扱カウンターが設置された。
2022年2月（令和3年）には、隣接する第5貨物ビルを撤去・移転のうえ、跡地にターミナルビルを増築。11万平方メートルに拡張され、年間キャパシティは1,500万人となった。
- 本館
  - 150A - 150Eゲート（国際線 出発バスゲート）
  - 151 - 155ゲート（国際線） - 第2ターミナルの76・77ゲートを転用した。
  - 159ゲート（国際線 到着バスゲート[53]）
  - 160A - 160Dゲート（国内線/国際線兼用 出発バスゲート[53]） - 150から改番
- サテライト（国内線）
  - 161 - 164 ゲート
  - 171 - 175 ゲート（171 - 173は出発バスゲート[53]）

#### ビジネスジェット専用ターミナル
2012年3月、首都圏初のビジネスジェット専用ターミナルが運用を開始した。他のターミナルとは離れた場所にあり、ビジネスジェット機で成田空港を利用する場合、出入国や税関などの手続きを、ビジネスジェットプライベートジェット専用ターミナルで行える。空港施設使用料は1機あたり30万円（2025年時点）となっており、別途着陸料や駐機料を支払う。

#### サービス施設使用料
国際線（出発のみ）・国内線旅客に対し、空港使用料として、旅客サービス施設使用料（PSFC）、旅客保安サービス料（PSSC）を、航空券の発券の際に合算徴収している。従来は国内線旅客に対しては無料であったが、2015年（平成27年）4月8日の第3ターミナルオープンに伴い、国内線でも徴収することになった。
下表の料金は2024年9月1日から適用の金額。
|                                  |                            |                            | 国際線  | 国際線  | 国際線 | 国内線 | 国内線 | 国内線 |
| 出発                             | 乗継                       | 到着                       | 出発    | 乗継    | 到着   |        |        |        |
| -------------------------------- | -------------------------- | -------------------------- | ------- | ------- | ------ | ------ | ------ | ------ |
| 旅客サービス 施設使用料 （PSFC） | 第1・第2 ターミナル        | 大人                       | 2,460円 | 1,230円 | -      | 450円  | -      | 450円  |
| 旅客サービス 施設使用料 （PSFC） | 第1・第2 ターミナル        | 子供                       | 1,240円 | 620円   | -      | 220円  | -      | 220円  |
| 旅客サービス 施設使用料 （PSFC） | 第3 ターミナル             | 大人                       | 1,370円 | 690円   | -      | 390円  | -      | 390円  |
| 旅客サービス 施設使用料 （PSFC） | 第3 ターミナル             | 子供                       | 690円   | 350円   | -      | 190円  | -      | 190円  |
| 旅客保安サービス料（PSSC）       | 旅客保安サービス料（PSSC） | 旅客保安サービス料（PSSC） | 700円   | 700円   | -      | -      | -      | -      |

なお、1978年の開港当初の旅客施設使用料は、出発に際して大人1000円、子供500円となっていた。

#### 商業施設

##### 店舗

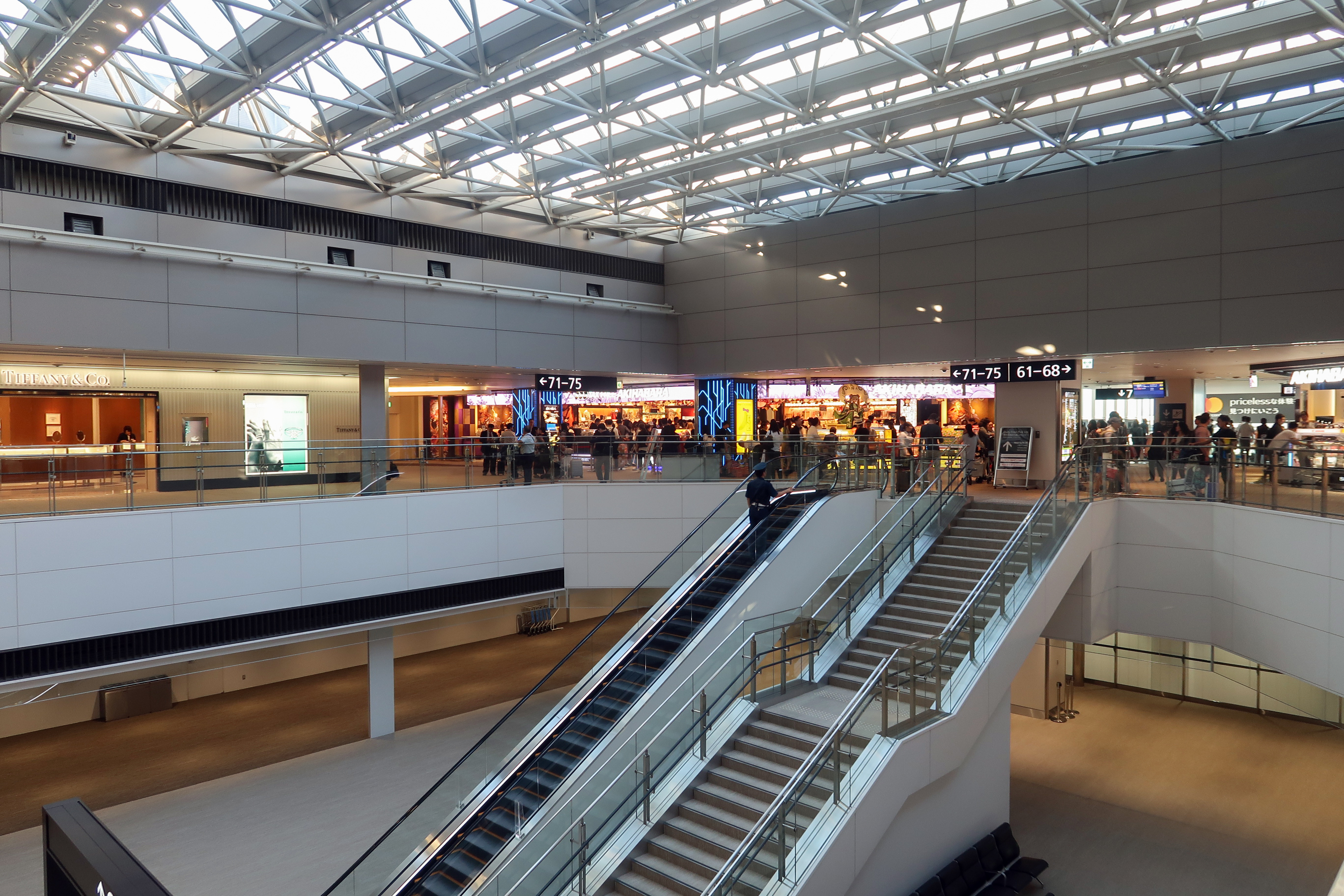
ナリタ5番街（第2ターミナル）

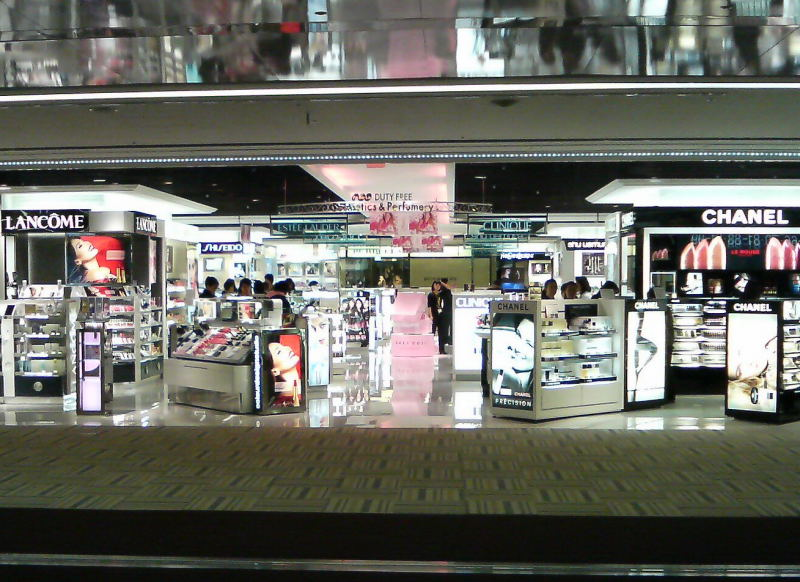
JAL-DFS（第2ターミナル）

国際空港であり、ほかの国内の大型商業施設と比較して1店舗ずつは小規模な店舗面積でありながら、多くの店で単価の高い有名ブランド品を取り扱っているため、ショッピングセンターとしては、2015年度に1,169億円の売上収入があり、日本一の売上高となっている。
旅客ターミナルの非制限エリアと制限エリア（出国審査を済ませた人のみが利用できるエリア）には、飲食店と書店・みやげ物屋などの各種売店がテナントとして移動体通信事業者(MNO)の国際ローミング対応の携帯電話のレンタル、ドコモ・au・ソフトバンクの販売代理店や、有料のエアポートラウンジ（指定されたクレジットカード会員の発着便利用時は無料）などがある（第3ターミナルを除く）。
後述の公共機関を除いたサービス施設として、ビジネスセンター、食料品や日用品等の販売店として、各ターミナル内の非制限エリアにNAAによるコンビニエンスストア型売店が数か所ある。また、成田空港駅、空港第2ビル駅にはそれぞれ駅売店（KIOSK）もある。
出国審査（東京出入国在留管理局成田空港支局）後は、搭乗客や航空会社、店舗の関係者などしか入れない制限区域である。2005年（平成17年）以降の改装により、第1・第2ターミナルともに、さながら街中のショッピングモールのような国内外のファッションブランドのブティックや、DFSなどによる免税店街が広がっている。日本の租税が課される酒（酒税）・煙草（たばこ税）・物品に課される消費税・外国製品に課される関税が、出発の制限エリアでは免税されるため、大勢の買い物客で賑わっている。また、化粧室や有料のリフレッシュルーム（仮眠室・シャワールーム）、キッズルーム（第2ターミナルのみ）、第3ターミナルを除いて、プライオリティ・パスといった各種サービス施設も置かれている。搭乗口付近には、各航空会社のラウンジが置かれている。また、ほかの国内空港と同様に、キヨスク風の小型売店とイートインスタンドを兼ね備えたゲートラウンジ店舗（BLUE SKYなど）もあり、搭乗直前まで利用ができる。
第1ターミナル南ウィングの改装に合わせて、出国後の制限エリア（北ウィングの旅客も利用できる）に、免税店モール「narita nakamise」 がオープンした。2007年には、第2ターミナルの出国後の制限エリアに、「narita nakamise」よりも約1.4倍広い5,000m2の店舗面積を持つ免税店モール「ナリタ5番街」 がオープンした。なお、第2ターミナルは本館だけでなく、サテライトにも免税店やファッションブランドのブティック、書店やレストランなどの店舗や外貨両替専門の出張所窓口、航空会社のラウンジがある。
- ファッションブランドのブティック（一部）
  - ブルガリ
  - カルティエ
  - エルメス
  - フェラガモ
  - シャネル
  - トッズ
  - グッチ

##### 銀行窓口
銀行の支店窓口として、第2ターミナル内に千葉銀行成田空港支店が入居している。このほか、みずほ銀行・京葉銀行などの外貨両替専門の出張所窓口、入国時の東京税関での関税出納（納税）に業務が限られるみずほ銀行の派出所扱いの窓口が、税関検査場内に置かれている

##### ATM
ターミナルビル内の複数箇所で、三菱UFJ銀行、三井住友銀行、みずほ銀行、千葉銀行、京葉銀行、ゆうちょ銀行、セブン銀行（看板は「SEVEN BANK」表記）、イオン銀行のATMが置かれている。また、JR東日本の空港第2ビル駅・成田空港駅のコンコースではビューカードATMが置かれている。
このうち、海外発行のATMカードやクレジットカードによる現金引き出し・残高照会利用は、日本と磁気ストライプカードの記録方式が違い、それに対応するカードリーダーの機械が、従前はゆうちょ銀行（旧：郵便貯金）ATMだけであったが、のちに各行のATMが対応している。京葉銀行など一部は、通常の国内金融機関向けATMとは別に、海外発行カード専用ATMを別途設置している。
2009年9月からは、セブン銀行により出国後の制限区域内においては国内初となるATMが設置されている。空港およびセブン-イレブン店内など市中に設置の機種と提携金融機関などの条件は同一である。日本円での引き出しが可能であるが、外為法の抵触（100万円相当額以上の現金を持ち出す場合は税関で携行品申告をする必要がある）を避ける意図から、1回の操作では3万円までしか引き出しができない。

##### 郵便関係
2013年7月1日、成田国際空港郵便局の廃局にともない、管轄が成田郵便局へ移管され、成田郵便局 空港第1旅客ビル内分室、空港第2旅客ビル内分室が設置されている。第3ターミナルには郵便ポストのみ設置されている。

### 貨物ターミナル

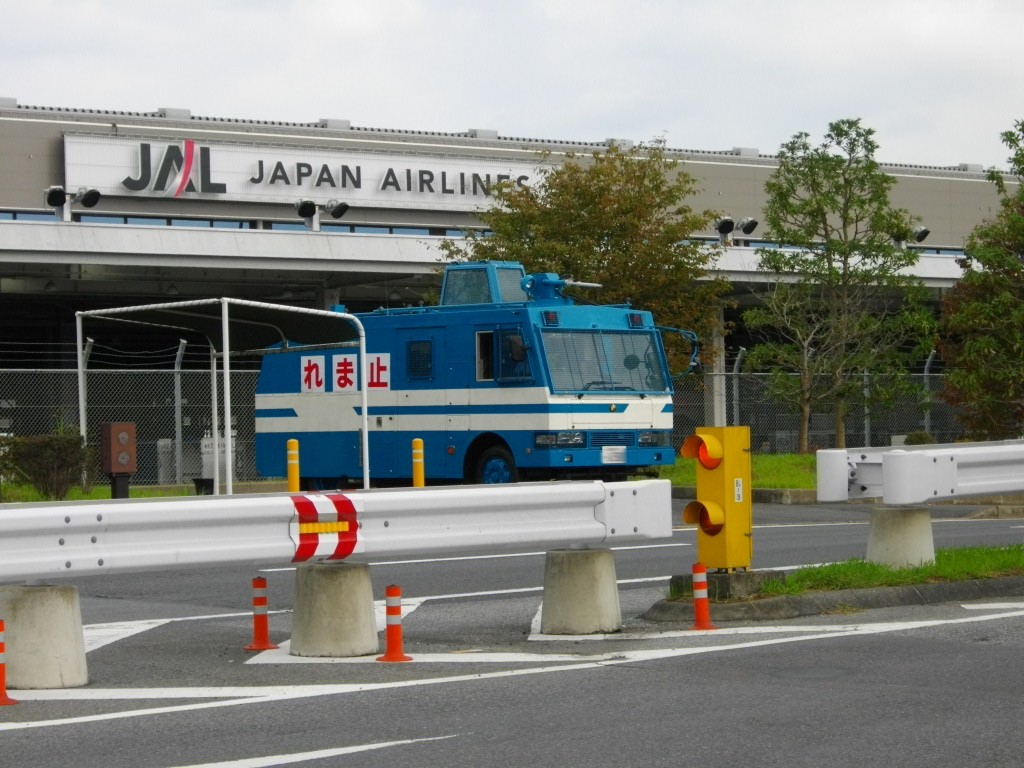
JALカーゴの貨物上屋と、その前で警備にあたる機動隊車両

2019年現在、成田国際空港の国際航空貨物の取扱量は香港、上海浦東、仁川、台湾桃園に次いでアジア5位の地位を占める。開港当時は第1ターミナル北ウイング横に集中して貨物ビルが置かれていたが、航空貨物需要の増加に対応して五月雨式に拡張を続けた。第一貨物地区と第四貨物上屋と第七貨物上屋、第五貨物上屋、空南貨物地区、整備地区暫定貨物上屋などに、JALカーゴ、ANAカーゴ、日本貨物航空、各フォワーダーなどの貨物ビルが点在している。貨物地区内には勤務者やドライバーのためにコンビニエンスストア（ファミリーマート）も設置（第一貨物地区第2貨物ビル内）され、第七貨物前トラック待機場にもコンビニエンスストアが設置されているほか、ガソリンスタンドも設置されている。
施設規模をすべて合わせると20.2万平方メートルの規模を持ち、相次ぐ拡張の結果、年間240万トンの取り扱いが可能となったが、暫定滑走路の延伸工事の完成に臨み、さらに取扱量を増やすために現在も拡張工事が行われている。「貨物管理ビル」の日本貨物航空事務所は2011年中にすべて退去し、現在はNCA整備ハンガー付属棟に移転している。
2017年（平成29年）の輸出額は12兆2,444億円、輸入額は11兆3,131億円と、金額ベースでは日本一の貿易港である。輸出入品目としては、電子部品・電子機器・医薬品など、軽量で高付加価値の物品が中心となっている。
- おもな輸出品目（平成29年）[82]

半導体等電子部品（6.8%）、半導体等製造装置（6.4%）、科学光学機器（5.9%）
- おもな輸入品目（平成29年）[82]

通信機（15.7%）、半導体等電子部品（10.5%）、医薬品（10.4%）、事務用機器（8.4%）、科学光学機器（6.8%）
また、成田空港はマグロなど魚介類の輸入通関が多く「成田漁港」の別名がある（平成29年、3万7,508トン）。

### 給油施設
発着回数が多い上に長距離線の割合が多い成田空港は航空燃料の取り扱い数量が多いため、千葉港で荷揚げした燃料を46.9キロメートルに及ぶパイプラインで空港に移送しており、国内唯一の事例となっている。空港に送られた航空燃料は「給油センター」のタンクに貯蔵され、多くの場合はさらにそこからハイドラント配管により駐機スポットまで届けられ、車両によって航空機に接続・給油される。
諸般の事情によりパイプライン敷設は開港に間に合わず、1983年（昭和58年）まで貨物列車による航空燃料の輸送が行われていた（暫定輸送）。

### 駅サービス施設
両旅客ターミナルに接続した成田空港駅・空港第2ビル駅の改札外には「SKYLINER&KEISEI INFORMATION CENTER（京成トラベルサービス）」と「JR EAST Travel Service Center（びゅうトラベルサービス）」、「みどりの窓口・指定席券売機（JR東日本）」がそれぞれある。SKYLINER&KEISEI INFORMATION CENTERでは海外旅行保険の加入やトラベレックスによる外貨両替サービスが受けられる。JR EAST Travel Service Centerでは通常の切符類の購入に加え、訪日外国人が海外で購入可能な「ジャパンレールパス」類の実券引き替えや「Suica & NE'X」の発売を行っている。

### 空港内ホテル
空港内ホテルとしては、第2ターミナル前のP2駐車場棟地下1階に、24時間365日利用可能なカプセルホテル「ナインアワーズ成田空港」が2014年（平成26年）に開業した。第2ターミナルからは徒歩で3分-5分程度の距離であり、雨でも濡れずに行ける。
また第1ターミナル横に「成田エアポートレストハウス」が2025年（令和7年）3月まであったが、新滑走路や新旅客ターミナルビル建設の「成田空港再編計画エリア」に位置している関係から閉館した。

### 駐車場
P1・P2・P3・P5および貨物地区駐車場といった有料駐車場が設けられている。また、オートバイ用の駐車スペースも確保されており、障害者手帳による割引サービスも実施されている。一部の駐車場は事前にインターネットで申し込むことが可能で、割引も適用される。
なお、第2ターミナルに隣接しているP2は第2ターミナルと連絡通路で直結しており、雨天でも雨に濡れることなく空港ターミナルにアクセスでき、料金支払い出口が新空港ICに直結されている唯一の駐車場である。なお、第3ターミナルに隣接もしくは直結した駐車場はないが、P2まで雨天でも雨に濡れることなくアクセスできる。

### 諸問題

#### 運用・環境面の問題
2008年、NAAは、B滑走路が2,500メートル化する2010年以降に年間発着回数を当時の1.5倍にあたる年間30万回にする試算を「成田国際空港都市づくり推進会議」に提示した。その実現に向けては課題が山積していたが、平行同時離陸や利用時間延長を容認することなどで実現が目指された。この構想には、世界とりわけ東アジアでの国際ハブ空港としての地位低下防止と競争力強化、容量不足緩和の狙いがあり、国土交通省とNAAで能力増強の検討がなされた。
2010年10月13日に開催された成田空港に関する四者協議会で、成田空港の容量拡大（30万回）に係る確認書が締結された。NAAは、年間発着能力を最速で2011年度中に25万回、2012年度中に27万回、2014年度中に30万回に拡大させる方針を示した。
なお、周辺地域住民への環境配慮も必要で、成田空港では開港以来、住宅などの防音工事に400億円超、電波障害対策に200億円超など、合計3,200億円超の環境対策事業を実施しており、今後も実施され続ける予定である。法律面でも公共用飛行場周辺における航空機騒音による障害の防止等に関する法律（騒防法）や特定空港周辺航空機騒音対策特別措置法（騒特法、事実上成田空港を対象とした騒音地区の住宅等の建設を制限や補償する法律）に基づき、環境対策を実施している。
2010年3月28日より、基本的にA滑走路を離陸専用、B滑走路を着陸専用とする使い分けが行われていた。2011年10月20日より同時離着陸方式が導入され、両滑走路とも離着陸併用となった。2012年10月現在では、運航ダイヤがピークとなる午前、午後の合計約2 - 3時間程度、同時離着陸が行われている。ただし、航空管制官の目視によって航空機の状況を確認するため、雨天など悪天候時には同方式での運用は停止される。しかし、2012年度中に航空機の監視装置が高度化され、悪天候時でも同時離着陸運用が可能となった。An-124、An-225、エアバスA380などの大型機や貨物機は、B滑走路の長さが十分でないため、A滑走路への着陸となる。年間発着枠30万回化のための施設整備は、上述の通り2015年3月に完了している。また騒音問題から開港以来、深夜23時から翌朝6時にかけての離着陸を原則禁止する「夜間離着陸制限」（いわゆる“門限”）が設定されてきたが、2013年3月31日に、出発空港における悪天候などの航空会社の努力では対応できないやむを得ない場合に限って、“門限”を午前0時まで延長することが可能になった。2019年10月27日からは、0時まで運用時間が伸びるようになった。
成田発着枠は空きがあるものの、昼11時や夕方17時以降のピーク時間帯はすでに満杯と離着陸が偏在しており、夜22時台は騒音問題からA滑走路とB滑走路各10回ずつ、計20回までの便数発着制限を設定されており、その影響で夜21時台の発着回数も自主規制されている。これらの制約もあって、再国際化し24時間発着できる羽田空港へ定期便を移管する動きもあるが、羽田空港の混雑のため、大型機の発着枠に余裕があり貨物機の発着枠も多い成田空港との共存が進んでおり、新しい航空会社の就航も進んでいる。

#### 警備
早朝に到着するバスで空港ターミナルビルに入館する場合、社会情勢次第では入場時に身分証明書の提示を求めることもある。このように、過激派の三里塚闘争が沈静化された現在、空港ターミナルビル内で発見される「不審な荷物」の大半は、置き忘れや所有者の都合で置きっ放しにされるものであり、年間100件近く出動する爆発物処理班の出動も、徒労に終わるケースがほとんどである。このため、空港警備隊は「空港内では荷物から決して離れないで」と、旅行者や利用者に注意を促している。

## 歴史

### 新空港建設の検討
1960年代の日本では、大型ジェット旅客機の増加に加え高度経済成長により年々増大する国際輸送における航空機の重要性が高まったため、滑走路の拡充による発着能力の向上が望まれていた。加えて、日本航空も発注していた「ボーイング2707」や「コンコルド」などの開発が当時検討・着手されており、今後の国際間移動の主流となると予想されていた超音速旅客機の就航にも備えて、滑走路の長大化も求められた。そのため、当面の航空需要については羽田空港の再拡張で対応することとされたが、運輸省による検討では、
- 羽田空港の沖合に拡張した場合、東京港の港湾計画との調整がきわめて難しい。
- 当時の港湾土木技術では不可能であった。
- アメリカ空軍管制区域（横田飛行場管轄の「横田ラプコン」）などとの兼ね合いから、航空機の離着陸経路の設定が著しい制約を受ける。
- 仮に拡張できたとしても、空港の処理能力は20 - 30パーセント程度の増加に留まる。

などを理由として、羽田空港の拡張のみでは長期的な需要に対応できないと判断された。

### 新空港建設

富里内定を報じる、1965年11月18日付の『毎日新聞』夕刊

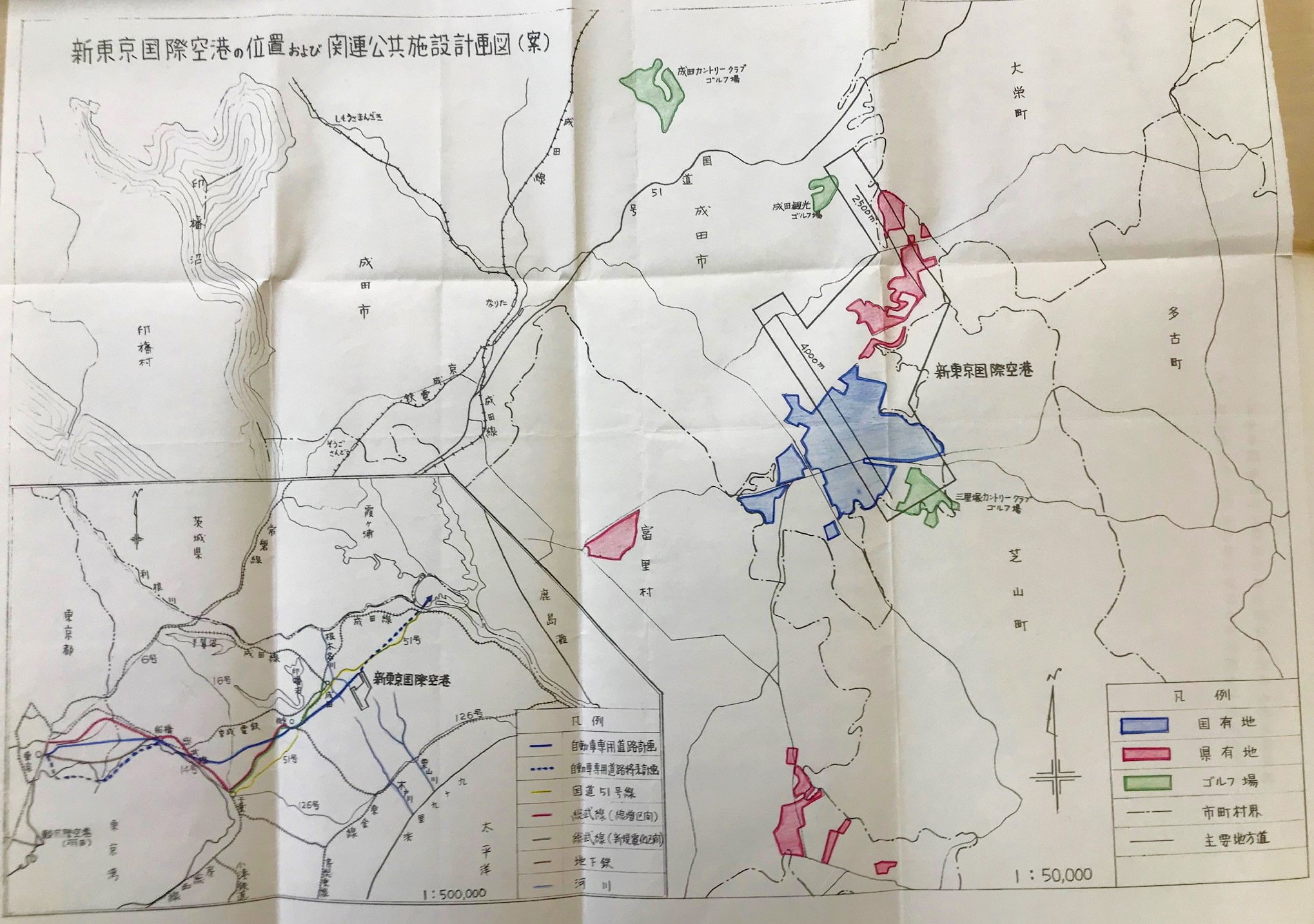
空港の位置および関連公共施設計画図（案）（国立公文書館）

このため、1962年（昭和37年）より運輸省は新たな国際空港の候補地についての本格的な調査を開始し、1965年（昭和40年）6月1日には「新東京国際空港公団法」が成立している。新空港の建設候補地としては、
- 千葉県浦安市（旧：東葛飾郡浦安町）沖の埋め立て地
- 千葉県富里市・八街市（旧：印旛郡富里村・八街町）
- 茨城県の霞ヶ浦沖の埋め立て
- 神奈川県横浜市金沢区の金沢八景沖の埋め立て地

などが挙げられ、官僚や地元に利権を持つ政治家らの駆け引きを経て、1965年（昭和40年）11月18日富里・八街での建設（仮称：富里・八街空港）がいったん内定した。しかし、日本共産党や日本社会党の指導のもとで、地元住民らからの激しい反対運動が起こる。
これを受けた佐藤栄作内閣（中村寅太運輸大臣）は、建設予定地を成田市三里塚（仮称：三里塚空港）にすることを、1966年（昭和41年）6月22日に友納武人千葉県知事に提案した。これは、国有地である宮内庁下総御料牧場や県有林を活用でき、またその周辺の土地の多くは比較的開墾からの日が浅い戦後開拓の入植地であったため、用地買収が容易に進むと考えたためである。
計画が迷走している間にも羽田空港の発着容量が限界に達しつつあったことや、全日空羽田沖墜落事故等航空機事故の頻発による航空施設に対する安全意識の高まりを背景に、反対運動と野党や左翼が再び結束することを恐れる佐藤内閣は、わずか2週間後の7月4日に、新東京国際空港の建設地を千葉県成田市三里塚とする閣議決定を行った。7月5日、関係政令を公布した。

### 反対運動
しかし、十分な説明もないままに行われたこのスピード決定は、移転の強制や騒音問題を懸念する周辺住民らからの猛烈な反対を却って招くこととなり、地元住民らは日本共産党や日本社会党の指導のもとで、三里塚芝山連合空港反対同盟を結成した。
その後、補償内容の提示・交渉により大多数の地権者らは移転に応じ反対同盟を離脱したが、反対同盟に残る者たちは機動隊投入などの政府の強行策に対しさらに反発を強め、当時興隆していた学生らを主体とする新左翼勢力と結びつくとともに、次第に過激化していった（別項成田空港問題を参照）。
空港をめぐる対立は、行政の強権発動ならびにこれに対抗する暴動やテロリズムに発展し、ついには東峰十字路事件、東山事件、芝山町長宅前臨時派出所襲撃事件、成田空港管制塔占拠事件で警察官に死者を出すに至った。当初は1972年10月開港を予定していたが、上記の反対運動に加えてジェット燃料輸送用のパイプラインの完成が遅れたため無期延期となり、周辺のホテルを含め施設はほとんど完成していたにもかかわらず具体的な開港のめどが立たなくなった。
1977年、内閣総理大臣に就任した福田赳夫の号令のもとで、開港を阻んでいた妨害鉄塔（5月6日に、千葉地裁から仮処分決定を得た空港公団が航空法違反物件として撤去）と燃料輸送（9月14日までに、鉄道による航空燃料の暫定的な輸送について全沿線自治体からの同意を取得）の問題が解消し、同年11月28日の運輸省告示第六百八号により、ようやく1978年3月30日開港という具体的なスケジュールが周知された。

### 反対運動の過激化と国民の乖離
1978年5月5日、京成電鉄が開港後の空港連絡列車「スカイライナー」に投入するため新製し、車庫に留置されていた京成電鉄AE車が放火され、4両が全半焼するという京成スカイライナー放火事件が発生した。また、5月19日にも京成本線5か所で同時多発列車妨害事件が引き起こされた。
京成電鉄を筆頭に、地元の列車内では反対派が事実上占拠しており、車内では竹槍をかざしながら対立組織に対する「検問」が日常茶飯事に行われていた。地元住民の生活の足である『京成電鉄へのテロ行為』は、もはや空港反対運動の枠を超えた、地域の社会基盤そのものへの破壊活動であり、空港周辺部以外の京成線沿線の住民からの反対派への白眼視を招いたのみならず、この頃始まった新左翼そのものの衰退や、当初の目的である開港阻止が叶わなかったことで『成田空港粉砕』を唱え、より先鋭化の傾向を見せる反対派に対して、国民感情は加速度的に乖離していった。
さらに、予定日の4日前に起きた成田空港管制塔占拠事件で空港の管制設備が破壊されたことで開港はさらに延期され、実際の開港日は同年5月20日となった。この事態を受けて、成田開港に意欲的に取り組んでいた福田内閣は「この暴挙が、単なる住民の反対運動とは異なる異質の法と秩序の破壊、民主主義体制への挑戦であり、徹底的検挙、取締りのため断固たる措置をとる」と声明を出し、衆参両院では「過激派集団の空港諸施設に対する破壊行動は、明らかに法治国家への挑戦であり、平和と民主主義の名において許し得ざる暴挙である」とする決議が与野党賛成のもとで可決された。「新東京国際空港の開港と安全確保対策要綱」「新東京国際空港の安全確保に関する緊急措置法」が制定され、これを契機に千葉県警察本部警備部に空港の安全確保を目的とする「新東京国際空港警備隊」（現・千葉県警察成田国際空港警備隊）が同年7月に発足している。
この様な管制塔占拠事件も含めて、空港反対派と新左翼は同列視されるようになり、大半の国民が反対運動そのものを「特異な思想を持った限られた人間による反社会的テロ行為」として捉えるようになっていった。また、政府の断固たる姿勢と開港、運用の開始、そのために空港とその周辺地域に敷かれた厳重な警備態勢は、反対派の存在を多くの国民から有名無実化させていった。

### 開港後
1978年（昭和53年）5月20日に成田空港はようやく開港を果たしたものの、それ以降も反対派を支援する新左翼活動家らによるテロ・ゲリラ事件などが多発した。これらの活動により、滑走路1本のみで開港した成田空港は、正常な運営や二期工事の着工さえ覚束ない状況に陥ったが、住人無視の反対同盟も運動のあり方をめぐって分裂した。
その後、千葉県全体に深刻な事態を与えた千葉県収用委員会会長襲撃事件も発生したが、運輸大臣江藤隆美による謝罪などを機に住人の一部と国側の歩み寄りが試みられ、1991年（平成3年）11月から東京大学名誉教授隅谷三喜男ほか4名の学識経験者ら（隅谷調査団）主宰のもとで「成田空港問題シンポジウム」が15回にわたって開催され、反対同盟旧熱田派・運輸相・空港公団・県が一定の合意に達した。引き続き1993年（平成5年）9月から12回にわたって開催された「成田空港問題円卓会議」では、日本国政府や千葉県は今後の成田空港の整備を民主主義的手続きで進めていき、土地収用法による土地の強制収用を永久に放棄することが確認された。
隅谷三喜男団長をはじめとする中立委員の努力や、日本国政府の謝罪（1995年に当時の内閣総理大臣村山富市が日本国政府を代表して謝罪した）などを受け、反対派住民の態度も次第に軟化した。その後、二期工事への用地買収に応じる地主が出てきた。
二期工事の中でも特に懸案であった「平行滑走路」については、1996年（平成8年）に、東峰地区の未買収地を避ける形で滑走路を建設する案が計画され、建設前には約100回にも及ぶ地元説明会が実施された。2002年（平成14年）に計画よりも短い暫定滑走路として供用を開始し、2005年（平成17年）には、さらに北に延伸することで計画通りの長さ（2,500メートル）が確保されたが、港内には未買収地が依然点在している。2006年（平成18年）1月15日、空港反対同盟熱田派元代表で地元住民の熱田一が、空港敷地内にある自宅敷地と、所有権を持つ「横堀墓地」を売却することを表明。「若者が世界へ飛び立ち、帰ってくることによって、日本の将来に役立つと考えた」と述べ、反対運動から完全に身を引いた。近年では地元住民のみならず、元学生だった地方出身の反対派の老齢化も進行し、さらにここ10年間は地元住民の反対派がほぼいなくなったことで、反対派による過激行為も完全に見受けられなくなっている。
ドイツのミュンヘン空港はこのような紛争を避けるため、徹底して成田国際空港の事例を研究し、反対派を十分に説得したうえで建設されている（ただし、同空港ではその後需給の逼迫を受けて新滑走路を含む拡張計画が出されており、これに対する反対運動が再燃している）。日本でも、成田国際空港での経験をもとに、のちに建設された大規模国際空港の関西国際空港や中部国際空港、さらに東京国際空港の新滑走路建設においては、騒音問題や土地収用問題などが発生しにくい、海上を埋め立てて造られている。

#### 警備体制とその縮小

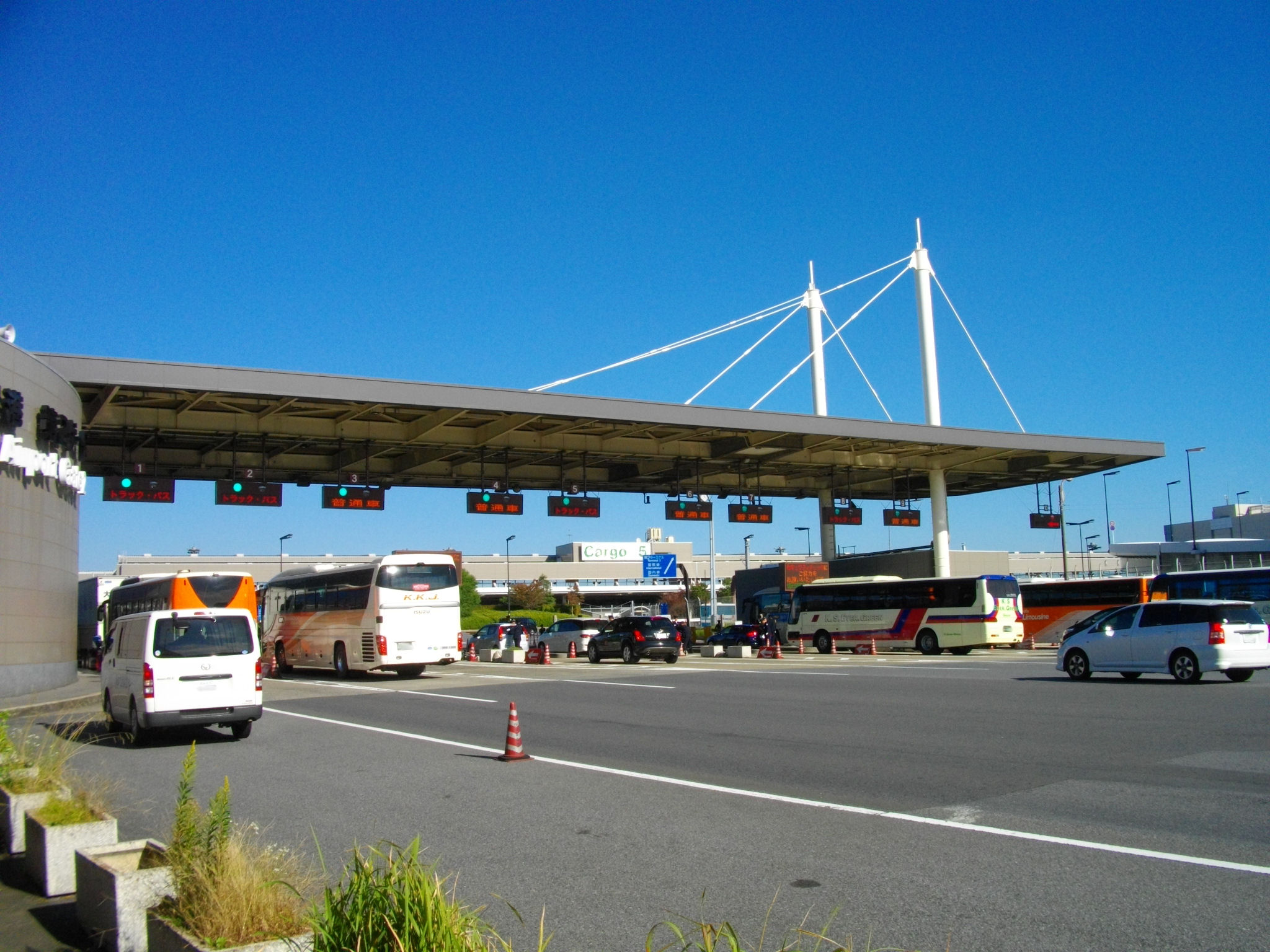
成田国際空港の旧自動車検問所

成田空港においては1978年の開港から2015年3月に至るまで、日本の空港としては唯一、世界の首都空港としても稀な「検問制度」があった。
警察官などから、従業員や外国人を含む空港施設への入場者全員に「セキュリティチェック」と称して、検問所での身分証明書の提示が課せられていた。また、専門の警察機動隊である「千葉県警察成田国際空港警備隊」（千葉県警察の部内呼称は「空警隊」）が検問所とターミナル内に常駐、巡回しており、世界的に見ても異例の厳重警備が敷かれた。その後、各国のテロ事件 の発生により、おもな目的は不特定多数が集まるターミナル施設でのテロリズム警戒に変化している。
入場に際しては、NAAの警備員がパスポートなど身分証明書を確認、旅客の場合は航空券の提示を求められる場合もあった。空港内店舗の従業員については社員証が必要（関係者専用の検問レーンがある）。近隣住民が通勤、通学などで駅を常時利用する場合、NAAから「入場証」が発行されていた。情勢によっては抜き打ちでカバンなど手荷物を開梱して、荷物検査をされる場合があった。
前述の警察による空港警備隊とは別に、NAAでも警備組織を子会社に置いて施設警備にあたっている。その人件費は2005年（平成17年）で94億円など、年間100億円近くになる。こうした警備費は空港経営に深刻な影響を及ぼしていた。
2000年代後半には、検問警備維持費の負担が大きく、改札検問による旅客流動の遅滞化、車両検問による渋滞発生が問題視されていた。京成成田空港線が開通する2010年（平成22年）7月をめどに、監視カメラの活用など警備の機械化を推進し改札検問を廃止し、ほかの検問についても順次縮小か廃止の方向を検討した。該当時点では正式決定はされておらず、2012年（平成24年）10月時点でも従来の状態となっていた。
2012年（平成24年）9月27日、NAAは定例記者会見で、現在の警備体制の見直しについて「速やかに関係機関と協議したい」と、前向きに取り組む方針を表明。すでに警備当局と事務レベルの協議を始めたことを明らかにした。この背景には、2012年夏以降にジェットスター・ジャパンやエアアジア・ジャパンなどの格安航空会社が就航したことや、羽田空港再国際化による競争激化が挙げられている。
千葉県警察本部長は科学技術の高度化などを例に挙げ、現行と同様の警戒体制を持つ機械警備の導入により検問体制の見直しに前向きな姿勢をとった。「ノンストップゲート」化に備えた警備システムの導入により、2015年（平成27年）3月30日の正午をもって検問は全面廃止となった。

### 年表

#### 空港開設まで
- 1962年（昭和37年）11月16日：新空港建設の方針を閣議決定。
- 1963年（昭和38年）
  - 6月10日：運輸省航空局が検討資料「新東京国際空港」を発行。4,000メートル滑走路2本、3,600メートル滑走路1本、2,500メートル滑走路2本の巨大空港案が計画される。立地箇所については特定はされていない。
  - 8月27日：富里案および霞ヶ浦案を運輸相が提示。富里・八街反対同盟が結成される。
- 1965年（昭和40年）
  - 6月1日：新東京国際空港公団法成立（1966年7月7日施行）。
  - 11月19日：閣僚会議懇談会が開かれ、富里案に内定する。
- 1966年（昭和41年）
  - 3月15日：富里村（現・富里市）、八街町（現・八街市）、山武町（現・山武市）、酒々井町、芝山町の5町村長が「富里空港返上声明書」を提出する。
  - 6月22日：佐藤栄作首相（当時）が友納武人千葉県知事（当時）に成田市三里塚案を提示。
  - 7月4日：佐藤栄作内閣が「s:新東京国際空港の位置及び規模について」を閣議決定し、建設地が正式に千葉県成田市三里塚地区の宮内庁下総御料牧場付近と定められる。
  - 7月30日：新東京国際空港公団（NAA）設立。
- 1967年（昭和42年）8月1日：「公共用飛行場周辺における航空機騒音による障害の防止等に関する法律」が公布、施行。
- 1971年（昭和46年）
  - 2月22日：建設予定地で第一次行政代執行が開始される。
  - 9月16日：建設予定地で第二次行政代執行が開始される。同日、東峰十字路事件が発生。
- 1977年（昭和52年）
  - 5月6日：4,000メートル滑走路の南側延長上に反対派によって建設された、高さ約30メートルおよび、約60メートルの鉄塔2基が航空法第49条違反の物件であるとして、空港公団は千葉地方裁判所に妨害物除去仮処分命令申請書を提出。千葉地裁の仮処分決定を受け、2基の鉄塔が除去される。
  - 5月7日：運輸省航空局のYS-11型機によって、航空保安施設のフライト・チェック（飛行検査）が実施される。
  - 8月22日：進入表面等の制限表面の上に出る立木の伐採が完了。
  - 11月11日：千葉県銚子市上空の飛行に関する合意を同市から得る。
  - 11月26日：飛行場および航空保安施設の完成検査に合格。空港公団は新空港の供用開始日を、運輸大臣福永健司に提出。
  - 11月28日：運輸大臣福永健司が開港日を昭和53年3月30日と告示。
  - 12月3日：ICAO（国際民間航空機関）および関係50か国に対し新空港開港に関わるノータム（航空情報）を発出し、新空港開港を宣言する。

#### 成田空港の開港
- 1978年（昭和53年）

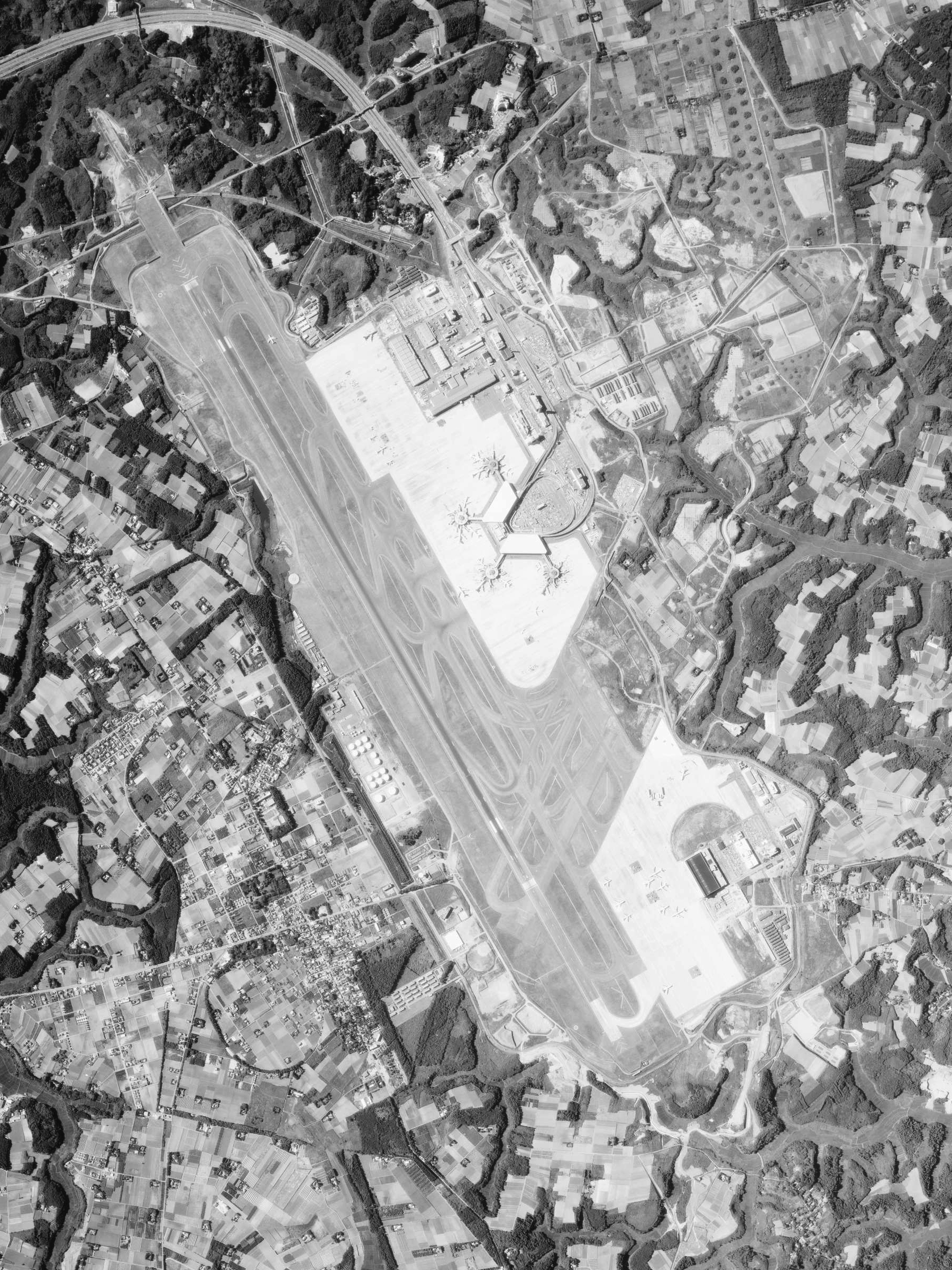
成田国際空港の白黒空中写真（1979年6月撮影）

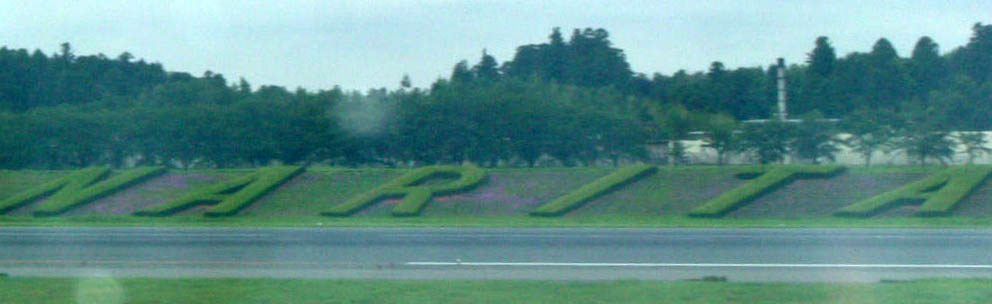
ローマ字で「成田」と書かれている成田国際空港A滑走路中心付近

  - 3月24日：財団法人空港保安事業センターが開設。
  - 3月26日：成田空港管制塔占拠事件の発生で3月30日開港が事実上不可能になる。
  - 3月28日：新東京国際空港関係閣僚会議において、新空港開港（3月30日）延期を正式に決定。運輸省も新空港開港延期に関わるノータムを、世界の航空関係機関に発出する。
  - 4月4日：新東京国際空港関係閣僚会議において『新東京国際空港の開港と安全確保対策要綱』を決定。新たな開港日を5月20日に決定。運輸省は新たにノータムを全世界に発出する。
  - 5月5日：宗吾車両基地に留置中の京成電鉄の特急車両「スカイライナー」に中核派が放火、1両が全焼（京成スカイライナー放火事件）。
  - 5月20日：開港。空港ターミナルビルでの記念式典は、厳戒の中、運輸大臣福永健司ほか関係者56名のみ出席、その様子を伝えるマスメディアだけの開港式となる。
  - 5月21日：開港後の初便である日本航空のロサンゼルス国際空港発のダグラス DC-8-62F貨物機が、到着第1便として着陸。正午過ぎに、旅客機到着第1便となるフランクフルト空港発の日本航空機が着陸。搭乗者には「新空港の開港は、まさに新しい航空輸送時代の幕開けとも申すべき出来事でございます」とのメッセージとともに朝田静夫社長のサインが入った搭乗記念証が配られた。京成電鉄空港線（京成成田駅 - 成田空港駅、現:東成田駅）が開業。京成上野駅からの特急「スカイライナー」が運行開始。新空港自動車道と新空港インターチェンジが供給開始。
  - 5月22日：出発第1便として、大韓航空の貨物機であるソウル（金浦国際空港）行きが離陸。その後、旅客機の出発第1番機として、グアム（グアム国際空港）行きが離陸。
  - 7月：新東京国際空港警備を目的として千葉県警察に新東京国際空港警備隊が創設される。

#### 1980年代
- 1983年（昭和58年）

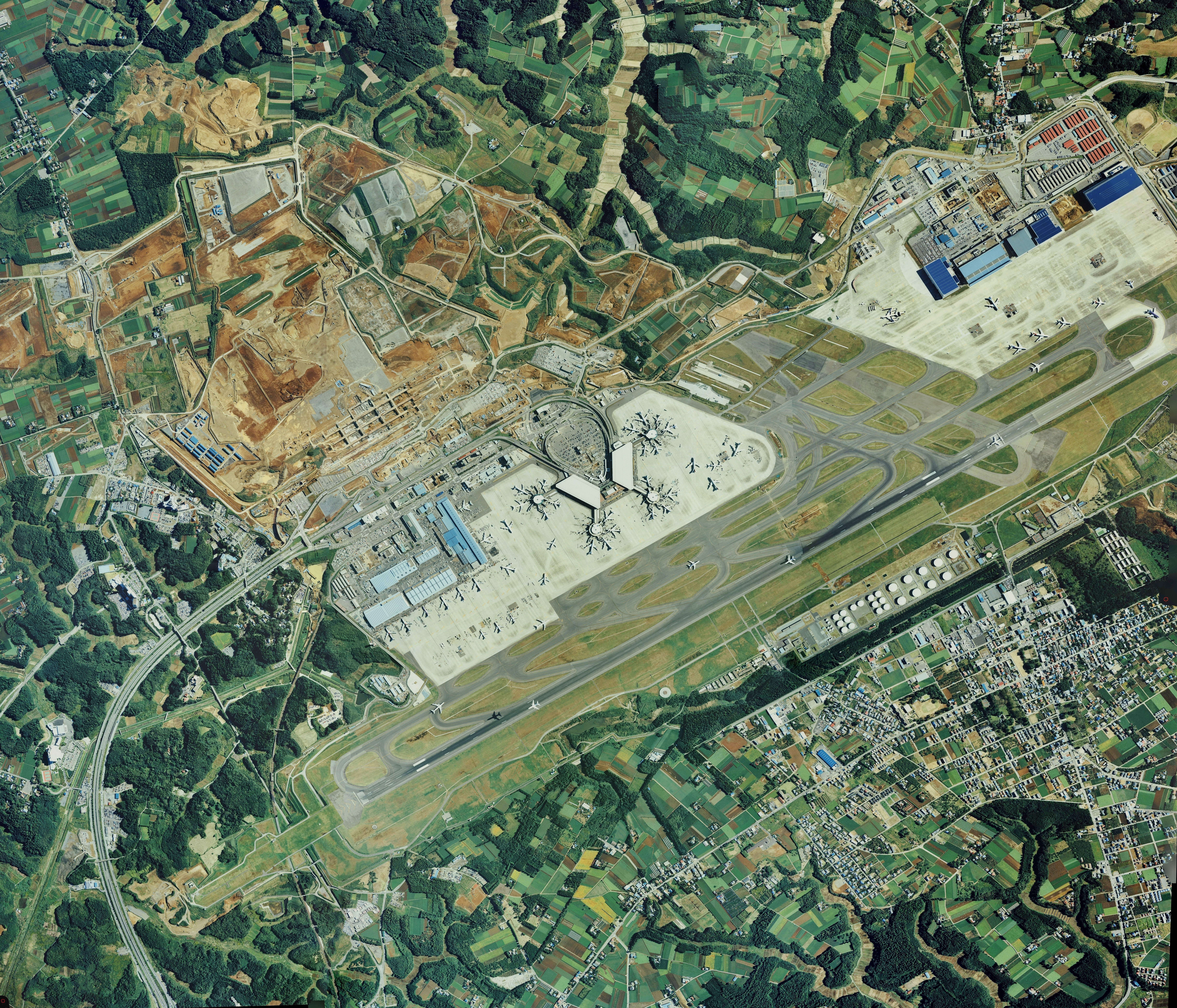
第2ターミナルと駐機場が造成中
（1989年撮影の20枚から合成作成）

  - 8月8日：航空燃料B系パイプライン供用開始（航空燃料暫定輸送終了）。
- 1984年（昭和59年）
  - 6月23日：開港以来の国際旅客5,000万人達成。
  - 8月1日：航空燃料A系パイプライン供用開始（1日あたり2万2,000キロリットル、年間最大800万キロリットル）。
  - 11月14日：燃料パイプライン1本が、過激派の襲撃によって停止する。
- 1985年（昭和60年）
  - 6月23日：第1ターミナル2階の荷捌き場でカナダのバンクーバーから到着したカナダ太平洋航空機に積まれていた航空貨物が爆発、2名が死亡し4名の負傷者が出る（成田空港手荷物爆発事件）。
- 1986年（昭和61年）
  - 10月29日：橋本龍太郎運輸大臣が、参議院本会議で成田新幹線建設断念を表明。
  - 11月26日：第2期工事に着工。
- 1988年（昭和63年）
  - 3月19日：開港以来の国際旅客1億人達成。
  - 5月：運輸大臣石原慎太郎が、成田新幹線成田空港駅を視察し、成田空港高速鉄道の整備を指示。
- 1989年（平成元年）2月28日：第1旅客ターミナルビル南ウイング附属棟完成。

#### 1990年代
- 1990年（平成2年）
  - 9月28日：開港以来の国際旅客1億5,000万人達成。
  - 11月6日：開港以来の発着回数が100万回達成。

- 1991年（平成3年）

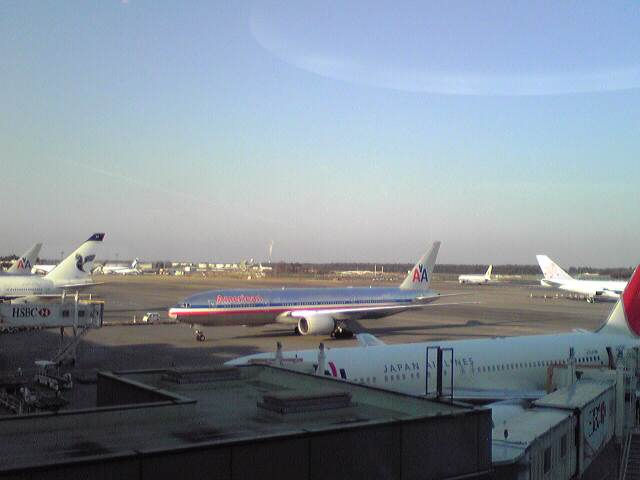
第2ターミナルに駐機するイラン航空、アメリカン航空、チャイナエアライン、中国国際航空、日本航空の各機材

  - 1月18日：開港以来の航空貨物取扱量1,000万トン達成。
  - 3月19日：成田空港高速鉄道による上下分離方式で、JR成田線成田駅 - 成田空港駅間、京成本線京成成田駅 - 成田空港駅間が開業。
  - 4月10日：Ａ滑走路脇にジャンボ花時計が設置される（工費約7,000万円）。
  - 8月1日：2期区域エプロン一部供用開始[119]。
  - 11月21日：第1回成田空港問題シンポジウム開催（以後15回開催）。
- 1992年（平成4年）
  - 2月20日：情報通信センター、北オペレーションセンター供用開始。
  - 12月3日：第2旅客ターミナルビル地下駅「空港第2ビル駅」供用開始[50]。
  - 12月6日：第2旅客ターミナルビル供用開始[50]、第1旅客ターミナルビル北ウイング、第1および第2サテライト閉鎖。
- 1993年（平成5年）
  - 2月2日：新管制塔供用開始（全高92.3メートル）。
  - 2月5日：開港以来の国際旅客2億人達成。
  - 5月24日：第15回成田空港問題シンポジウム開催（終了）。
  - 9月20日：第1回成田空港問題円卓会議開催（以後12回開催）。
- 1994年（平成6年）
  - 9月15日：A滑走路16（北側）進入方式フルカテゴリーII運用開始。
  - 10月11日：成田空港問題解決のための「第12回成田空港問題円卓会議」で、国と反対派が学識経験者による調停案を受入れ（円卓会議終了）。
  - 10月29日：空港内で心筋梗塞となり死亡した女性の夫の働きかけにより、空港公団が空港内に急患対応室を設置。
- 1995年（平成7年）4月8日：開港以来の国際旅客2億5,000万人達成、第2サテライト供用開始、第1旅客ターミナル改修開始。
- 1996年（平成8年）
  - 3月28日：ILSカテゴリーIIIa運用開始、およびストップ・バーシステム供用開始。
  - 7月1日：新東京国際空港公団（NAA）本社が成田空港内に移転。
- 1997年（平成9年）
  - 4月3日：開港以来の国際旅客3億人達成。
  - 10月13日：開港以来の航空貨物取扱量2,000万トン達成。
- 1998年（平成10年）
  - 1月22日：芝山鉄道線建設工事起工。
  - 2月1日：第1旅客ターミナルビル第1サテライトの供用開始。
  - 4月25日：1日の発着枠を360回から370回へと改定。
  - 5月27日：『エコ・エアポート基本構想』を発表。
  - 7月15日：『地域と共生する空港づくり大綱』発表。
  - 11月10日：NAAとアメリカのニューヨーク・ニュージャージー港湾公社の間で初の姉妹空港の締結を調印。
  - 11月18日：成田空港 - 羽田空港間で直通列車運転開始。
  - 12月23日：開港以来の航空機発着回数200万回達成。

- 1999年（平成11年）

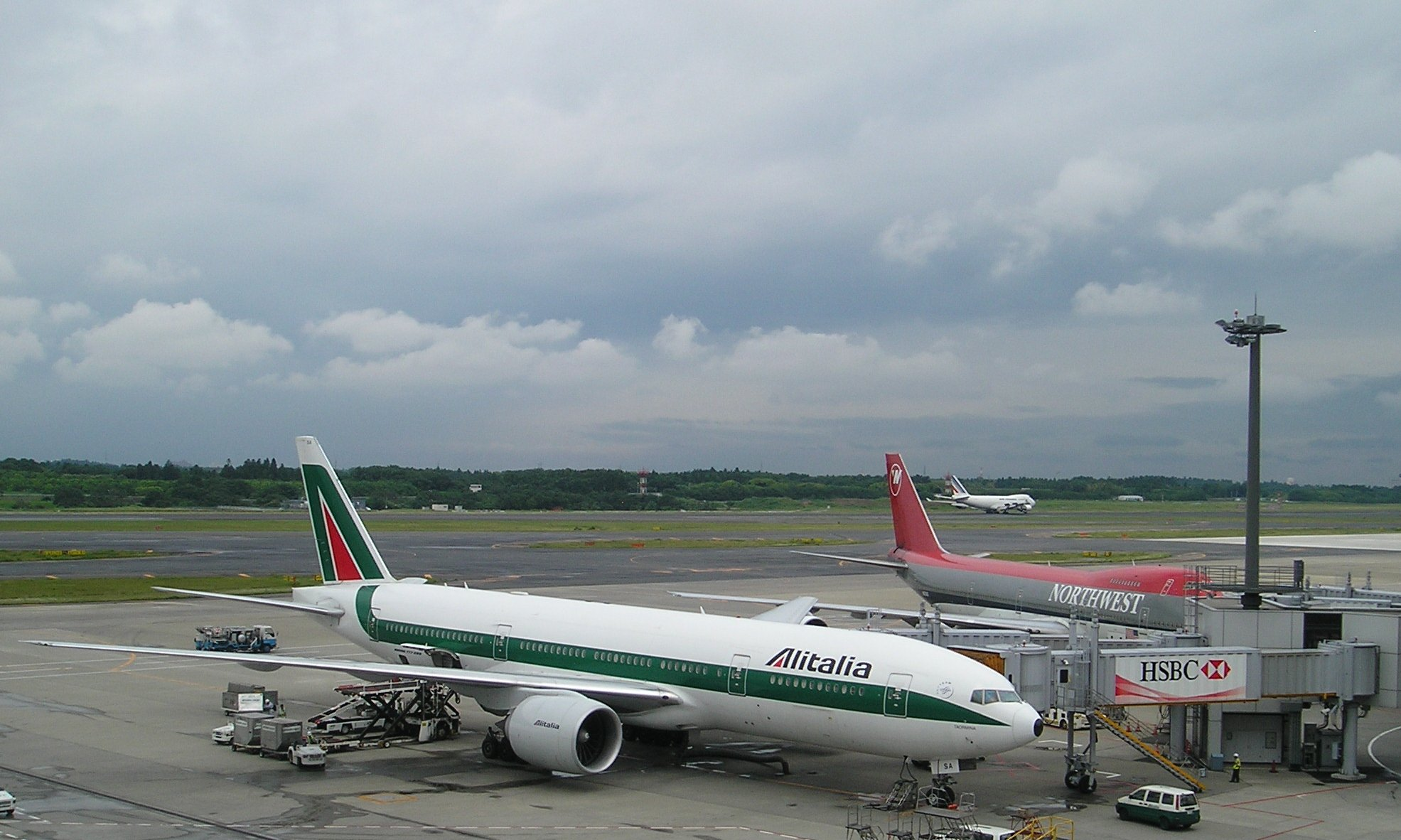
第1ターミナル北ウィングに駐機するアリタリア航空とノースウエスト航空の機材

  - 3月16日：第1旅客ターミナルビル北ウイング・中央ビル新館供用開始（南ウイング閉鎖）[120]。
  - 4月27日：新消音施設（ノイズリダクションハンガー）竣工。
  - 5月10日：平行滑走路2000年度完成目標断念を発表。
  - 9月3日：平行滑走路等の整備に関する工事実施計画の変更認可申請。
  - 9月12日：太陽光発電システム運用開始。
  - 12月3日：平行滑走路工事着工。

#### 2000年代
- 2000年（平成12年）

成田国際空港の空中写真（2022年6月27日撮影の30枚を合成作成）

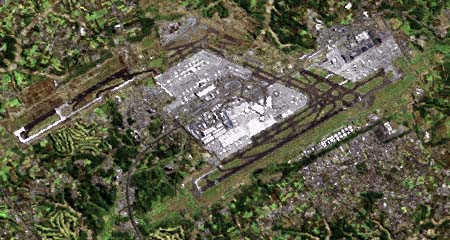
建設中のB滑走路
（2001年撮影の20枚から合成作成）

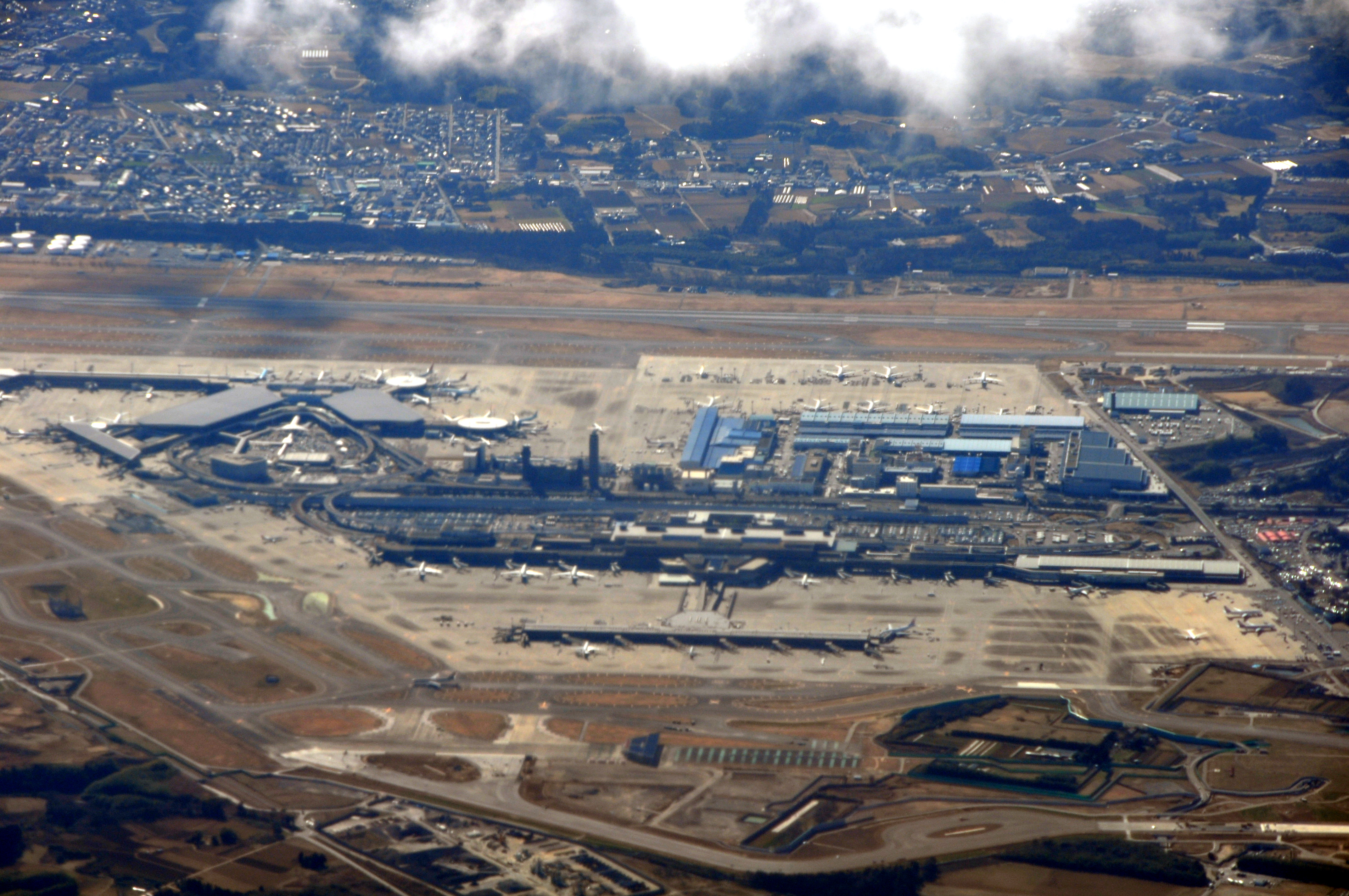
上空から（2009年）

  - 4月1日：コージェネレーションシステム導入・運用開始。
  - 7月7日：第1ターミナルビル第2サテライト供用開始。
- 2001年（平成13年）10月31日：暫定平行滑走路の完成。
- 2002年（平成14年）
  - 2月21日：暫定平行滑走路（B滑走路）の供用開始日に関するノータム（航空情報）を発出する。
  - 4月18日：2本目の滑走路・暫定平行滑走路の供用開始。これにより、「片肺空港」と呼ばれた成田空港の滑走路が2本となった。また、中華民国（台湾）のチャイナエアライン（中華航空）とエバー航空（長榮航空）が羽田から成田へ移管、中国国際航空など中華人民共和国の航空会社と翼を並べることとなる。
  - 4月25日：成田高速鉄道アクセス株式会社が設立。
  - 5月13日：回転翼航空機（ヘリコプター）の受け入れ条件を一部緩和。
  - 5月27日：第2旅客ターミナルビル出発ロビー北側増築部（Wカウンター・Yカウンター）の供用開始。
  - 9月25日：第2旅客ターミナルビルスイングゲートの供用開始。
  - 10月16日：空港南口ゲートの供用開始。
  - 10月27日：芝山鉄道の供用開始。
  - 12月16日：第1旅客ターミナル第3サテライトの供用開始。
- 2003年（平成15年）
  - 1月20日：公団、新東京国際空港の改称「成田国際空港」および新会社「成田国際空港株式会社」の名称について、扇千景国土交通大臣へ要望書を提出。
  - 4月17日：第2旅客ターミナルビル北側および地上通路沿いのスポットの供用開始。
  - 5月29日：開港以来の航空貨物取扱量3,000万トン達成。
  - 11月17日：航空燃料輸送量1億キロリットル達成。
- 2004年（平成16年）
  - 4月1日：新東京国際空港公団が民営化され「成田国際空港株式会社」に改組し、同時に空港の正式名称も新東京国際空港から「成田国際空港」に改称。第2給油センター供用開始。
  - 10月19日：第1ターミナルの第1サテライトと第2サテライトを結ぶ連絡通路が開通。
  - 11月25日：第1旅客ターミナルビルの第4サテライトが開業。
- 2005年（平成17年）
  - 6月8日：開港以来の離着陸回数が300万回達成。
  - 7月15日：暫定平行滑走路を本来の計画とは逆の北側延伸で、国交相と成田国際航空会社・社長が同意した。
  - 11月18日：旧新東京国際空港公団発注の成田空港電気設備工事で、空港公団主導による受注調整など官製談合の疑いが浮上、関わった電機企業各社とNAAが東京地方検察庁特別捜査部の捜索を受けた。
- 2006年（平成18年）
  - 4月13日：ILSカテゴリーIIIb運用開始。
  - 6月2日：航空会社再配置、第1旅客ターミナル南ウイング（第5サテライト）・第4 - 第5サテライト連絡地下通路が供用開始。
  - 7月10日：NAA、国に対し平行滑走路の北伸2,500メートル化に伴う飛行場変更申請。
- 2007年（平成19年）
  - 11月18日：開港以来の航空貨物取扱量4,000万トン達成。
  - 12月26日：第1旅客ターミナル中央エリアおよび北ウイングの供用開始。

- 2008年（平成20年）

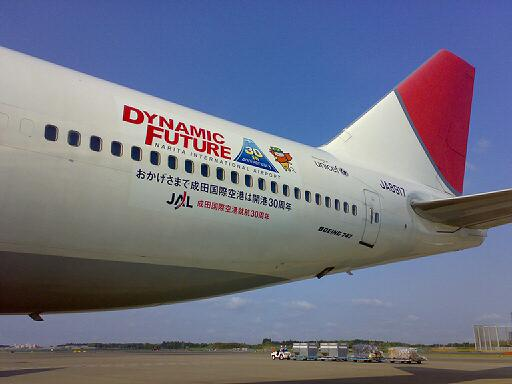
開港30周年記念塗装が施された日本航空のボーイング747-400型機

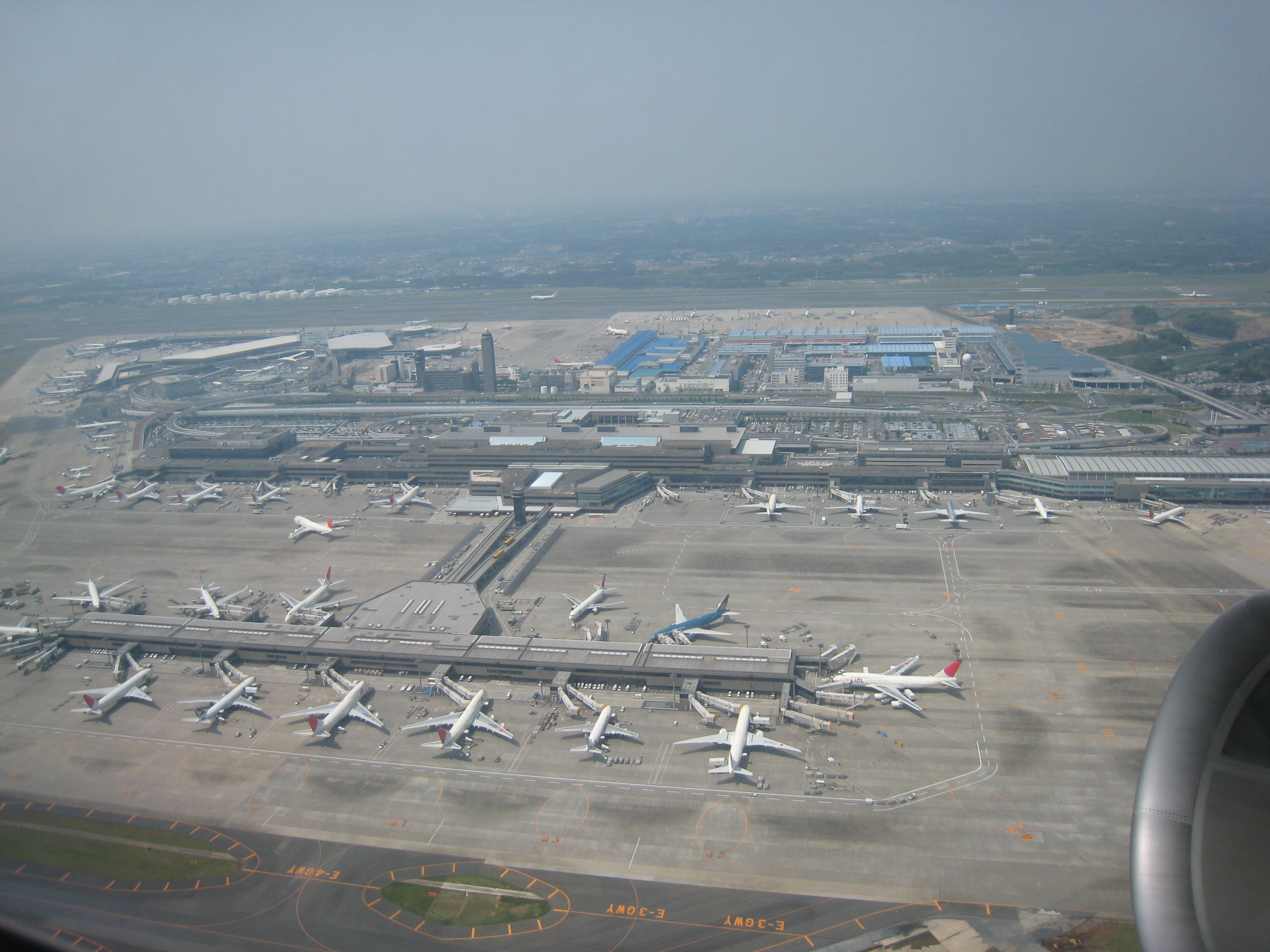
B滑走路を離陸した機内から撮影した空港全景

  - 3月16日：15日午後5時すぎから4時間近くにわたり、北朝鮮から発射された妨害電波により、成田空港の管制システムで混信が発生する。業務に支障は起きなかったが、総務省は国際電気通信連合（ITU）の無線通信規則に定める識別信号の送出を行っていないと認められたため、国際電気通信連合に通報した。
  - 4月1日：緊急地震速報を運用導入。
  - 5月20日：開港30周年を迎え記念式典が催され、これを記念して日本航空のボーイング747-400型機に特別塗装が施された。
  - 9月12日：旧NAA本社ビル跡地に第5駐車場（P5）がオープン。
  - 10月4日：第2ターミナル、サテライト到着コンコース和的整備がグッドデザイン賞を受賞する。
  - 10月16日：第7貨物ビルおよび貨物地区トラック待機場の供用開始。

- 2009年（平成21年）

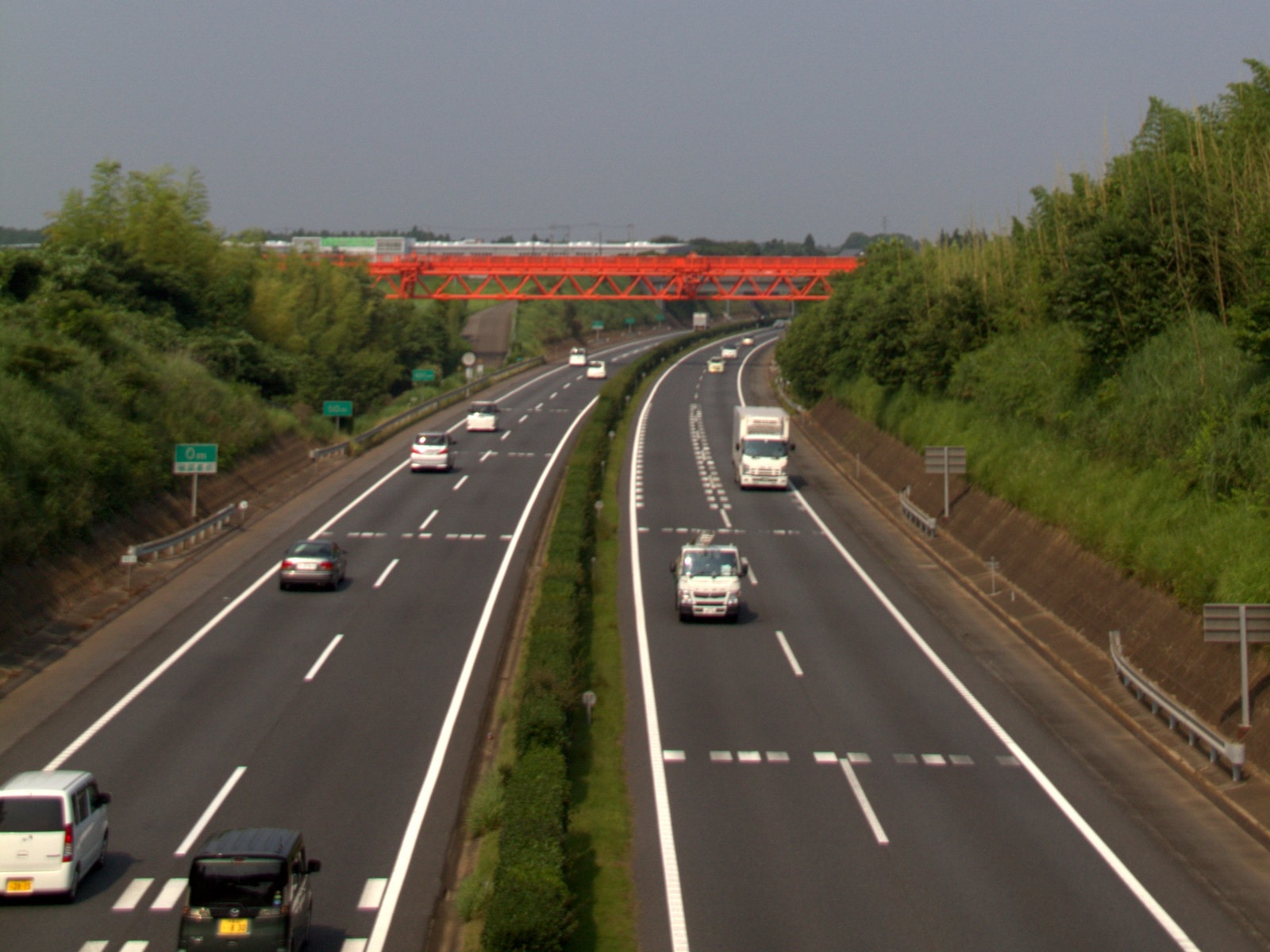
B滑走路の延伸により東関東自動車道上に架けられた航空灯火

  - 3月23日：フェデックス・エクスプレスのマクドネル・ダグラス MD-11FがA滑走路への着陸を失敗し大破炎上、乗員2名が死亡した（フェデックス・エクスプレス80便着陸失敗事故）。開港以来初の全損および死者の出た事故である。
  - 4月：上記の事故を受け、B滑走路2,500メートル供用開始時期を「2010年3月から2009年10月に前倒しする」方向でNAAと国土交通省が協議に入る[121]。
  - 5月20日：NAAと国土交通省の協議の結果、B滑走路2,500メートル供用開始日を「2009年10月22日」に正式決定。成田市の小泉一成市長は、同日、NAAによるB滑走路供用開始日が決定したことに伴い「航空機の発着時の安全性がより確保されるとのことで一定の理解をする」としたうえで、「NAAに対して、騒音の影響を受ける地域への丁寧な説明を要請している」と述べた。
  - 7月30日：B滑走路東側誘導路、供用開始[122]。
  - 10月22日：B滑走路、2,500メートル化供用開始[123]。
  - 12月15日：成田空港周辺の9市町長（成田空港圏自治体連絡協議会）は夜間の離着陸禁止の規制を緩和し、運航時間を延長する案をNAA側に示す。

#### 2010年代
- 2010年（平成22年）

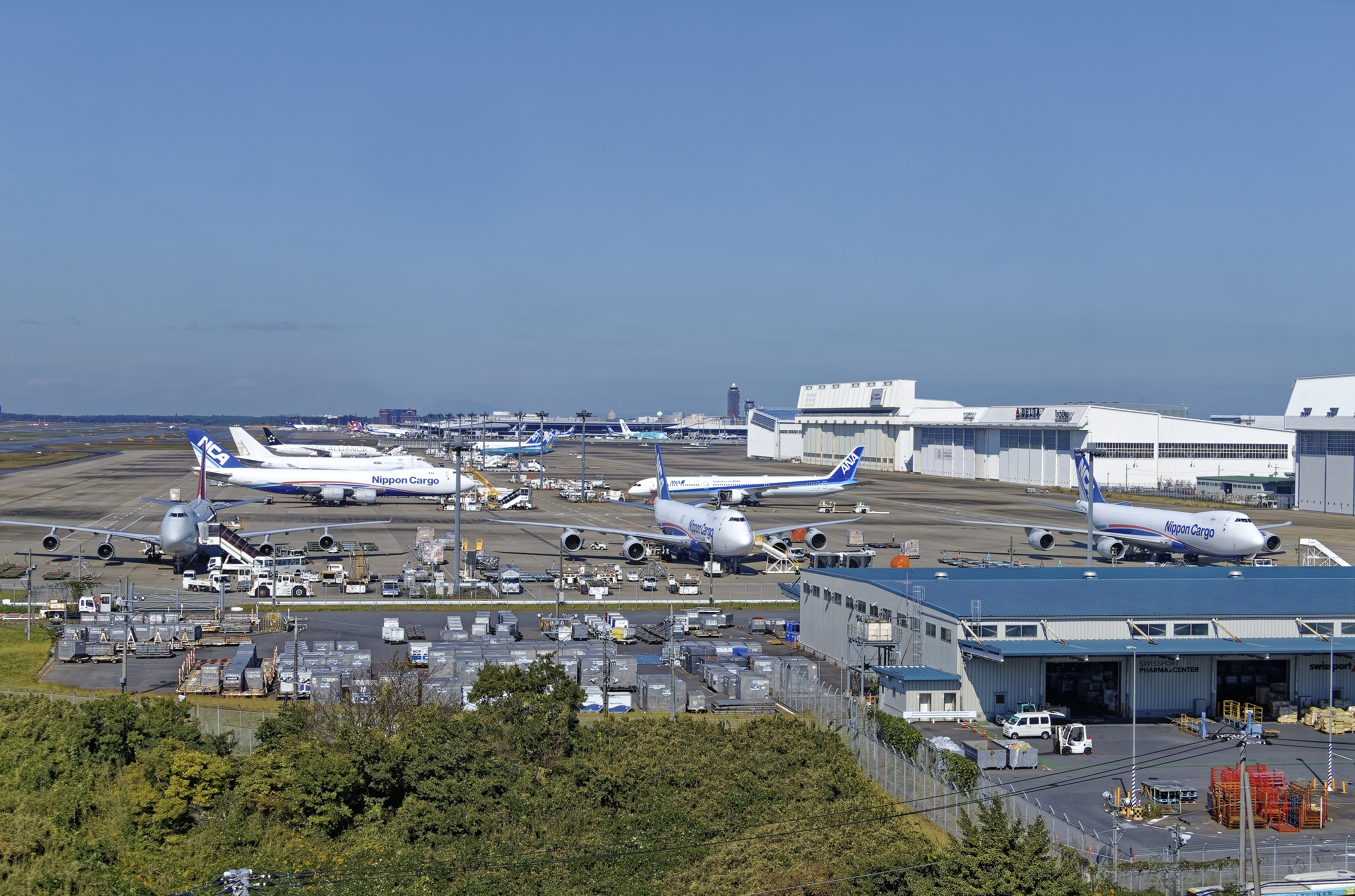
成田空港東部

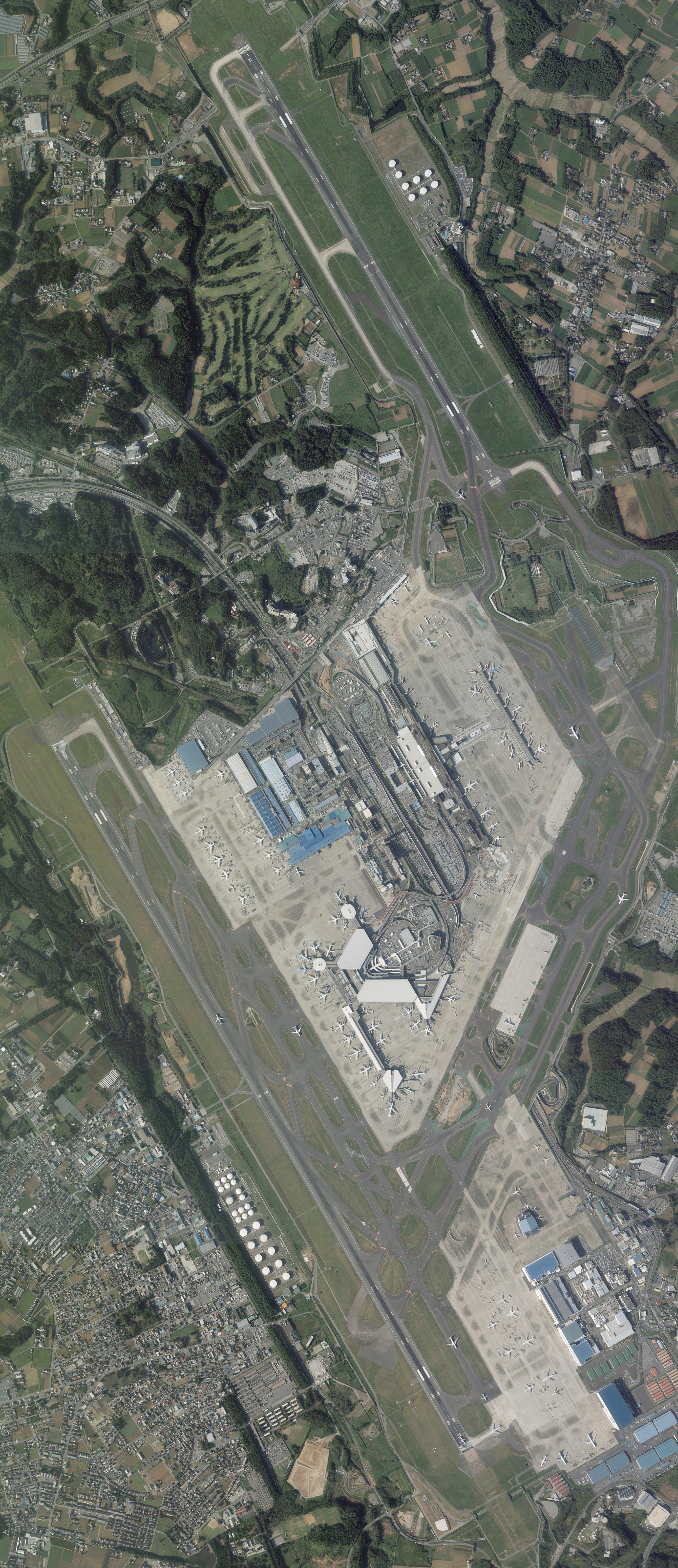
成田国際空港の空中写真（2014年9月撮影の合成写真）

  - 3月：千葉県の森田健作知事は、乗客のさらなる誘致と羽田空港との差別化、地元の雇用増加効果などを狙って旅客ターミナルの制限エリア内に外国人専用のカジノ施設を設けることを検討していることを発表した[124]。
  - 3月28日：A滑走路を離陸専用、B滑走路を着陸専用に使い分け開始。
  - 7月17日：京成電鉄の新路線として成田スカイアクセス線が開業。特急スカイライナーでの空港第2ビル駅 - 日暮里駅間が最速36分、都営地下鉄浅草線と京浜急行電鉄を経由して羽田空港へと直通する一般列車「アクセス特急（都営線・京急線内エアポート快特）」での成田空港駅 - 羽田空港第1・第2ターミナル駅間も最短1時間34分と、鉄道での空港アクセスが改善された。
  - 9月17日：利用者のさらなる利便性を図るための取り組みとして、第2ターミナルにおいて、NAAとJTBグローバルマーケティング&トラベルによる成田空港プレミアムコンシェルジュサービスの共同実証実験が期間限定（同年11月16日まで）で開始する。
- 2011年（平成23年）
  - 3月11日：東北地方太平洋沖地震（東日本大震災）発生、成田空港では震度5強を記録[125]。点検のため、空港は一時閉鎖となった[126]。成田空港関連では、70機がダイバートし[127]、8,500人が帰宅困難者となった[126]。
  - 6月23日：NAAが成田空港闘争の史実や反対派のヘルメットなどを展示した資料館「成田空港 空と大地の歴史館」を航空科学博物館駐車場傍に竣工し、開館。
- 2012年（平成24年）
  - 7月3日：京成バス・成田空港交通が東京駅八重洲口 - 成田空港間で、格安高速バス「東京シャトル」を運行開始。その後、好評につき増便し、京成バスシステム・リムジンパッセンジャーサービスが運行に加わった。LCC利用者からの評価が高く、当初予定の半値である運賃1,000円で運行。
  - 8月10日：平和交通が銀座数寄屋橋・東京駅八重洲口 - 成田空港間に運賃1,000円の格安高速バス「THE アクセス成田」を運行開始。2013年からはあすか交通が、2014年からはジェイアールバス関東が共同運行に加わる。
  - 10月23日：第2ターミナルビル北側に完成した、LCC専用の国内線ターミナルが利用開始。
  - 12月13日：A滑走路を、4,000メートルの全面運用を開始。
- 2013年（平成25年）
  - 3月7日：B滑走路の西側誘導路の約720メートル延長と横堀地区エプロンの供用開始。これによりA滑走路、B滑走路、2本の滑走路の発着数が1時間あたり58回から64回に増え、年間発着枠も25万回から27万回に拡大された。
  - 3月31日：オープンスカイ（航空自由化）開始。悪天候などやむを得ない場合に限り離着陸を午前0時まで延長。
  - 4月1日：国際線の着陸料を平均5.5パーセント値下げ。値下げは2005年以来となる。
  - 5月20日：空港開港から35年となる。いまだに建設計画自体が終了していないが、2012年（平成24年）末から、本来の機能が発揮可能となった。
  - 7月31日：地方自治体や民間事業者による「成田空港活性化協議会」発足[128]。
  - 9月27日：第2ターミナルビルとサテライトビルを結ぶ新たな連絡通路の供用を開始し、シャトルシステムの運行を終了した。
- 2014年（平成26年）
  - 10月30日： 第3ターミナルビル（LCC専用ターミナルビル）が第2ターミナルビルの北側に完成し、2015年（平成27年）4月8日より供用を開始すると発表。その後、予定通り第3ターミナルビル開業が実現し、増設された既存ターミナル駐機場とともに、訪日外国人旅行ブームによる外国人観光客急増に対応した。
- 2015年（平成27年）
  - 3月30日：1978年（昭和53年）5月20日の空港開港以来続けてきた、利用客らの身分証明書を1人ずつ確認する、成田空港入場前の検問が正午をもって廃止された。顔認識システムや監視カメラなどを利用した新しい機械警備システムの運用が開始。
  - 4月8日：第3ターミナルビルの利用開始。
  - 11月12日：携帯型機械翻訳装置「メガホンヤク」が試験導入された。
  - 12月31日：第3ターミナルがオープンした2015年（暦年）の年間総利用者数（国際線および国内線の合計）が、前年比5パーセント増の3,732万8,213人となり、開港以来過去最高記録を更新。
- 2016年（平成28年）
  - 3月15日：第1ターミナル第5サテライトにて、固定ゲートの増築部分がオープンした。
  - 3月18日：芝山町にA滑走路16Rから600メートル離れた場所に、新観光・航空機撮影スポット「ひこうきの丘」がオープン。多くの航空ファンに好評を博している。
  - 5月11日：2015年度運用実績（2015年4月 - 2016年3月）の発表により、国際線外国人旅客や国内線旅客の大幅増を受け、総旅客数は7パーセント増の3,794万1,435名となり、第3ターミナルオープンの効果も大きく黒字増大に貢献し、成田国際空港年間利用者数は2年連続で過去最高人数を記録した。国際線外国人旅客数は前年比21パーセント増の1,290万667名と、2年連続でこれまでの最高値を更新。東南アジアへの査証免除措置や円安基調の継続で、特にASEAN諸国からの訪日客増となった。国内線旅客数は、LCC路線好調で15パーセント増の688万5,598名となり、7年連続で最高記録を示す結果となった。国内・国際線発着回数も前年度比3パーセント増の合計23万5,190回となり、4年連続で過去最高を記録した。
  - 12月22日：成田国際空港のウェブサイトが全面リニューアルされる。
- 2017年（平成29年）
  - 5月1日 ：公式Instagramが開設される。
  - 7月6日 ：NAA元上席執行委員が収賄の疑いで逮捕される。
  - 7月28日 ：累計航空旅客数10億人を達成する。
  - 12月31日：成田空港の発着回数が2017年通年で25万1,639回（国際線発着回数：19万7,458回、国内線発着回数：5万4,181 回）となり、初めて25万回を超える。同年間の総旅客数も4,068万7,040人（国際線旅客数：3,314万6,791人、国内線旅客数：754万249人）となり、初めて4,000万人の大台を達成した。一方、通過客（国際線乗り継ぎ）は399万3,572人となり、400万人を割り込んだ。
- 2018年（平成30年）
  - 3月13日：夜、千葉県・国・地元9市町・NAAからなる四者協議会で、滑走路増設や運用時間延長を含む成田空港のさらなる機能強化について最終合意される。
  - 5月20日：空港開港から40年となる。
  - 7月3日：定期便を乗り入れる航空会社が、開港以来初の100社に到達。
  - 8月：総旅客数が単月で初めて400万の大台を超える（400万3,567人）。
  - 11月21日：国際空港評議会（ACI）から空港カーボン認証プログラムでレベル3を取得（国内初）。
  - 12月6日：高速離脱誘導路線形改良の先行部を供用。
- 2019年（令和元年）
  - 8月27日：出国手続きでの「顔認証ゲート」と入国時の税関での「電子申告ゲート」の対象を外国籍の旅行者にも拡大[129][130]。
  - 9月5日：第3ターミナル1階の到着ロビーを拡張[131]。拡張面積は約1,600平方メートル[131]。
  - 10月27日：開港以来初めて夜間発着時間延長[33]。
  - 11月5日：基本計画が53年ぶりに改定[36][37]。
  - 11月28日：物販・飲食エリア「成田アニメデッキ」が国際線第2ターミナルで開業[132]。

#### 2020年代
- 2020年（令和2年）
  - 3月26日：新型コロナウイルス感染症（COVID-19）による影響への救済として、料金・営業料の減免や支払の猶予など航空会社約100社をはじめとする約400社を対象とする100億円規模の支援実施をNAAが発表[133]。
  - 4月12日：COVID-19の世界的な蔓延にともない、航空機の発着回数が大きく減少したため、この日よりB滑走路を一時的に閉鎖[38]。
  - 4月20日：この日より、ターミナルの一部施設を閉鎖。対象は、第1ターミナルは第1・4サテライト、国内線エリア、第2ターミナルはサテライト（本館との連絡通路を含む）。
  - 7月22日：4月12日から閉鎖していたB滑走路を101日ぶりに再開[134]。
  - 9月10日：「ランプセントラルタワー」供用開始[21]。
- 2021年（令和3年）
  - 1月：ACIからAirport Health Accreditation(AHA)プログラムの認証取得（日本初）[135]
  - 3月17日：旧管制塔の取り壊しが開始[136]。
  - 3月25日：北総VOR/DME廃止。
- 2023年（令和5年）
  - 5月：新型コロナの5類移行後初の大型連休（4/28-5/7）の期間に国際線を利用した人は約56万6000人余り（日本人：約19万人、外国人：37万6000人）。コロナ前の2019年は109万人余りで、今年は半分程度まで回復。出国先は韓国が最多の19%、ついでアメリカ・台湾が多かった[137]。

## 本拠空港・ハブ空港（拠点空港）としている航空会社
以下の航空会社がこの空港を本拠空港もしくはハブ空港（拠点空港）としている。
旅客
- 日本航空（1978年の空港完成時から乗り入れ）
- 全日本空輸
- ZIPAIR Tokyo
- ジェットスター・ジャパン
- スプリング・ジャパン
- エアージャパン
- Peach Aviation
- ユナイテッド航空[138]

貨物
- 日本貨物航空
- 全日本空輸
- 日本航空

## 就航路線
- 臨時便、不定期便、チャーター便のみの就航会社を除く。
- 太字は同空港をハブ空港にしている航空会社。
- ( )内の記号は、最初が航空会社コード、2つ目が航空連合（アライアンス）。
  - 2つ目の( )がない航空会社はアライアンスに加盟していない航空会社となっている。
  - 下記の記号は右記のとおり。（OW）：ワンワールド、（ST）：スカイチーム、（SA）：スターアライアンス
    - すでにアライアンスへの加盟手続きを行った航空会社については加盟予定と記述。
- 語末の★は、格安航空会社（LCC）。
- 新型コロナウイルス感染症やロシアのウクライナ侵攻の影響により、長期運休となっている路線もある。詳細は航空各社のホームページを参照。

### 国際線
国際線の発着便数、乗り入れ航空会社数とともに日本最大規模を誇り、近年も新規乗り入れを行う航空会社が後を絶たない。旅客ターミナルは基本的に航空連合別に分かれており、第1ターミナル北ウイングはスカイチーム加盟各社、第1ターミナル南ウイングはスターアライアンス加盟各社、第2ターミナルはワンワールド加盟各社がそれぞれ中心になって使用している。ただしスカイチーム所属では中国東方航空、チャイナエアラインが第2ターミナルを使用するなど例外もある。なお、第3ターミナルは格安航空会社（LCC）の専用ターミナルとなっている。

#### 第1ターミナル

##### 北ウイング
| 航空会社                            | 就航地 |
| ----------------------------------- | --- |
| ZIPAIR Tokyo (ZG)★                  | 【東アジア】 ソウル/仁川 【東南アジア】 マニラ、バンコク/スワンナプーム、シンガポール 【北米】 ロサンゼルス、サンフランシスコ、サンノゼ、ヒューストン/IAH、バンクーバー 【太平洋】 ホノルル |
| Peach Aviation (MM)★                | 台北/桃園 |
| 大韓航空 (KE)(ST)                   | ソウル/仁川、釜山、済州 |
| ジンエアー (LJ)★                    | ソウル/仁川、釜山、務安（務安空港で発生した航空事故の影響により、当面の間運休中） |
| 中国南方航空 (CZ)                   | 上海/浦東、広州、大連、長春、瀋陽、ハルビン、鄭州、武漢、長沙、深圳 |
| 厦門航空 (MF)(ST)                   | 福州、厦門 |
| 四川航空 (3U)                       | 成都/天府 |
| 香港航空 (HX)                       | 香港 |
| アエロ・モンゴリア (M0)             | ウランバートル |
| ロイヤルブルネイ航空 (BI)           | バンダルスリブガワン |
| ベトナム航空 (VN)(ST)               | ハノイ、ホーチミンシティ、ダナン |
| タイ・ライオン・エア (SL)★          | 台北/桃園、バンコク/ドンムアン（台北/桃園経由） |
| ガルーダ・インドネシア航空 (GA)(ST) | デンパサール |
| エティハド航空 (EY)                 | アブダビ |
| エル・アル航空 (LY)                 | テルアビブ |
| KLMオランダ航空 (KL)(ST)            | アムステルダム |
| アエロメヒコ航空 (AM)(ST)           | モンテレイ（到着便のみ）、メキシコシティ（到着便のみモンテレイ経由） |
| ウエストジェット航空 (WS)           | カルガリー |

##### 南ウイング
| 航空会社                                        | 就航地 |
| ----------------------------------------------- | --- |
| 全日本空輸 (NH)(SA)                             | 【東アジア】 上海/浦東、大連、杭州、香港 【東南アジア】 マニラ、ハノイ、ホーチミンシティ、バンコク/スワンナプーム、クアラルンプール、シンガポール、ジャカルタ 【南アジア】 ムンバイ 【北米】 シカゴ/オヘア、ロサンゼルス、サンフランシスコ 【中南米】 メキシコシティ 【ヨーロッパ】 ブリュッセル 【太平洋】 ホノルル 【オセアニア】 パース |
| AirJapan (NQ)★                                  | ソウル/仁川、バンコク/スワンナプーム、シンガポール |
| エバー航空 (BR)(SA)                             | 台北/桃園、高雄 |
| アシアナ航空 (OZ)(SA)                           | ソウル/仁川 |
| エアソウル (RS)★                                | ソウル/仁川 |
| エアプサン (BX)★                                | ソウル/仁川、釜山 |
| 中国国際航空 (CA)(SA)                           | 北京/首都、上海/浦東、杭州、大連、重慶、成都/天府、天津（大連経由） |
| 深圳航空 (ZH)(SA)                               | 深圳 |
| タイ国際航空 (TG)(SA)                           | バンコク/スワンナプーム |
| シンガポール航空 (SQ)(SA)                       | シンガポール、ロサンゼルス |
| スクート (TR)★                                  | 台北/桃園、シンガポール（TR874/875およびTR898/899は台北/桃園経由） |
| オーストリア航空 (OS)(SA)                       | ウィーン（季節運航） |
| スイス インターナショナル エアラインズ (LX)(SA) | チューリッヒ |
| LOTポーランド航空 (LO)(SA)                      | ワルシャワ |
| ウズベキスタン航空 (HY)                         | タシュケント |
| ターキッシュ エアラインズ (TK)(SA)              | イスタンブール |
| ユナイテッド航空 (UA)(SA)                       | 【東アジア】 高雄、ウランバートル（季節運航） 【東南アジア】 セブ 【北米】 ニューヨーク/EWR、デンバー、ヒューストン/IAH、ロサンゼルス、サンフランシスコ 【太平洋】 グアム、サイパン、コロール（2025年10月29日より就航予定） |
| エア・カナダ (AC)(SA)                           | バンクーバー、トロント、モントリオール |
| ニュージーランド航空 (NZ)(SA)                   | オークランド |
| エチオピア航空 (ET)(SA)                         | ソウル/仁川、アディスアベバ（ソウル/仁川経由） |
| エジプト航空 (MS)(SA)                           | カイロ |

#### 第2ターミナル
| 航空会社                          | 就航地 |
| --------------------------------- | --- |
| 日本航空 (JL)(OW)                 | 【東アジア】 台北/桃園、上海/浦東（2025年10月26日より運航再開予定）、香港 【東南アジア】 マニラ、ハノイ、ホーチミンシティ、バンコク/スワンナプーム、クアラルンプール、シンガポール、ジャカルタ 【南アジア】 ベンガルール 【北米】 ボストン、ロサンゼルス、サンフランシスコ、サンディエゴ、シアトル、シカゴ/オヘア、バンクーバー 【ヨーロッパ】 フランクフルト 【太平洋】 ホノルル、グアム 【オセアニア】 メルボルン |
| チャイナエアライン (CI)(ST)       | 台北/桃園、高雄 |
| タイガーエア台湾 (IT)★            | 台北/桃園、高雄 |
| スターラックス航空 (JX)           | 台北/桃園 |
| ティーウェイ航空 (TW)★            | ソウル/仁川、大邱 |
| エアプレミア (YP)★                | ソウル/仁川 |
| 中国東方航空 (MU)(ST)             | 上海/浦東、南京、西安、武漢、昆明、青島、ハルビン、煙台 |
| 海南航空 (HU)                     | 北京/首都、西安、海口 |
| 吉祥航空 (HO)                     | 上海/浦東 |
| 深圳東海航空 (DZ)                 | 常州 |
| キャセイパシフィック航空 (CX)(OW) | 台北/桃園、香港（CX450/451は台北/桃園経由） |
| 香港エクスプレス航空 (UO)★        | 香港 |
| グレーターベイ航空 (HB)★          | 香港 |
| マカオ航空 (NX)                   | マカオ |
| MIATモンゴル航空 (OM)             | ウランバートル |
| フィリピン航空 (PR)               | マニラ、セブ |
| セブパシフィック航空 (5J)★        | マニラ、セブ、クラーク |
| ベトジェットエア (VJ)★            | ハノイ、ホーチミンシティ |
| タイ・ベトジェットエア (VZ)★      | バンコク/スワンナプーム（2025年12月15日より就航予定） |
| タイ・エアアジア (FD)★            | 高雄、バンコク/ドンムアン（高雄経由） |
| タイ・エアアジア X (XJ)★          | バンコク/ドンムアン |
| マレーシア航空 (MH)(OW)           | クアラルンプール |
| バティック・エア・マレーシア (OD) | クアラルンプール |
| エア・カンボジア (K6)             | 福州（2025年10月より就航予定）、プノンペン（2025年10月より就航予定、福州経由） |
| ネパール航空 (RA)                 | カトマンズ |
| スリランカ航空 (UL)(OW)           | コロンボ |
| フィンエアー (AY)(OW)             | ヘルシンキ |
| イベリア航空 (IB)(OW)             | マドリード |
| エミレーツ航空 (EK)               | ドバイ/DXB |
| カタール航空 (QR)(OW)             | ドーハ |
| アメリカン航空 (AA)(OW)           | ダラス/フォートワース |
| ハワイアン航空 (HA)               | シアトル |
| カンタス航空 (QF)(OW)             | メルボルン、ブリスベン |
| フィジー・エアウェイズ (FJ)(OW)   | ナンディ |
| エア タヒチ ヌイ (TN)             | パペーテ（季節運航） |

#### 第3ターミナル
| 航空会社                       | 就航地                                                  |
| ------------------------------ | ------------------------------------------------------- |
| ジェットスター・ジャパン (GK)★ | 【東アジア】 上海/浦東、台北/桃園 【東南アジア】 マニラ |
| スプリング・ジャパン (IJ)★     | 上海/浦東、北京/首都、天津、ハルビン、寧波、南京        |
| チェジュ航空 (7C)★             | ソウル/仁川、釜山                                       |
| イースター航空 (ZE)★           | ソウル/仁川                                             |
| エアロK (RF)★                  | ソウル/仁川、清州                                       |
| 春秋航空 (9C)★                 | 上海/浦東、石家荘                                       |
| エアアジア・フィリピン (Z2)★   | マニラ                                                  |
| ジェットスター航空 (JQ)★       | ケアンズ、ブリスベン                                    |

### 国内線
各路線ともに国際線との乗継を考慮して午前-午後成田着と夕方-夜間成田発を中心に運航されている。日本航空や全日本空輸では国際線の間合い運用として、国際線用の機材が充当される便も多く、また多くの便において外国航空会社とのコードシェアを行っている。
国内線は2012年夏以降、ジェットスター・ジャパンやスプリング・ジャパン、Peach AviationをはじめとするLCCの就航により大幅に拡大した。

#### 第1ターミナル
| 航空会社             | 就航地 |
| -------------------- | --- |
| 全日本空輸 (NH)(SA)  | 【北海道地方】 札幌/新千歳 【中部地方】 名古屋/中部 【近畿地方】 大阪/伊丹                                   |
| Peach Aviation (MM)★ | 【北海道地方】 札幌/新千歳 【近畿地方】 大阪/関西 【九州地方】 福岡 【薩南・沖縄地方】 奄美、沖縄/那覇、石垣 |

#### 第2ターミナル
| 航空会社          | 就航地                                          |
| ----------------- | ----------------------------------------------- |
| 日本航空 (JL)(OW) | 【中部地方】 名古屋/中部 【近畿地方】 大阪/伊丹 |

#### 第3ターミナル
| 航空会社                       | 就航地 |
| ------------------------------ | --- |
| ジェットスター・ジャパン (GK)★ | 【北海道地方】 札幌/新千歳、旭川 【近畿地方】 大阪/関西 【四国地方】 高松、松山、高知 【九州地方】 福岡、長崎、大分、熊本、宮崎、鹿児島 【沖縄地方】 沖縄/那覇 |
| スプリング・ジャパン (IJ)★     | 【北海道地方】 札幌/新千歳 【中国地方】 広島 |

### 貨物便
- 太字は同空港をハブ空港にしている航空会社。
- ( )内の記号は、最初が航空会社の2レターコード（国際線）、2つ目が航空連合（アライアンス）。
  - 2つ目の( )がない航空会社はアライアンスに加盟していない航空会社となっている。
  - 下記の記号は右記のとおり。（ST）：スカイチーム・カーゴ
    - すでにアライアンスへの加盟手続きを行った航空会社については加盟予定と記述。

| 航空会社                            | 就航地 |
| ----------------------------------- | --- |
| 日本航空 (JL)                       | 【日本】 名古屋/中部 【東アジア】 ソウル/仁川、上海/浦東、天津、大連、台北/桃園、香港 【東南アジア】 ハノイ |
| 日本貨物航空 (KZ)                   | 【東アジア】 上海/浦東、香港、台北/桃園 【東南アジア】 シンガポール、バンコク/スワンナプーム 【北米】 アンカレッジ、ロサンゼルス、シカゴ/オヘア、ニューヨーク/JFK、サンフランシスコ、ダラス/フォートワース 【ヨーロッパ】 アムステルダム、ミラノ/マルペンサ、フランクフルト（2025年9月4日より就航予定） |
| 全日本空輸 (NH)                     | 【東アジア】 ソウル/仁川、北京/首都、上海/浦東、大連、青島、厦門、広州、香港、台北/桃園 【東南アジア】 マニラ、ハノイ、ホーチミンシティ、バンコク/スワンナプーム、シンガポール 【北米】 シカゴ/オヘア、ロサンゼルス                                                                                     |
| スプリング・ジャパン (IJ)           | 札幌/新千歳、北九州、沖縄/那覇 |
| 大韓航空カーゴ (KE)(ST)             | ソウル/仁川、ロサンゼルス |
| チェジュ航空 (7C)                   | ソウル/仁川 |
| エアゼータ (KJ)                     | ソウル/仁川 |
| チャイナエアライン・カーゴ (CI)(ST) | 台北/桃園、ロサンゼルス |
| 中国国際貨運航空 (CA)               | 上海/浦東 |
| 中国貨運航空 (CK)(ST)               | 上海/浦東 |
| 中国郵政航空 (CF)                   | 上海/浦東、広州、鄭州、石家荘 |
| 順豊航空 (O3)                       | 西安 |
| 中州航空 (I9)                       | 威海 |
| 広東龍浩航空 (GI)                   | 煙台 |
| キャセイパシフィック航空カーゴ (CX) | 香港、台北/桃園 |
| エア・ホンコン (LD)                 | 香港 |
| シルクウェイウエスト航空 (7L)       | バクー |
| エミレーツ・スカイカーゴ (EK)       | ドバイ/DWC |
| ルフトハンザ・カーゴ (LH)           | ソウル/仁川、フランクフルト |
| アエロロジック (3S)                 | 【東アジア】 上海/浦東、香港 【北米】 シンシナティ 【ヨーロッパ】 ライプツィヒ |
| エールフランス・カーゴ (AF)(ST)     | パリ/CDG |
| カーゴルックス航空 (CV)             | ルクセンブルク、香港 |
| カーゴルックス・イタリア (C8)       | ミラノ/マルペンサ、香港 |
| フェデックス (FX)                   | 【日本】 大阪/関西 【東アジア】 ソウル/仁川、上海/浦東、広州、深圳、香港、台北/桃園 【東南アジア】 シンガポール 【北米】 アンカレッジ、メンフィス、オークランド 【ヨーロッパ】 パリ/CDG |
| ポーラーエアカーゴ (PO)             | 【日本】 名古屋/中部 【東アジア】 ソウル/仁川、上海/浦東、深圳、台北/桃園 【北米】 シンシナティ、ロサンゼルス 【ヨーロッパ】 ライプツィヒ |
| UPS航空 (5X)                        | 【日本】 大阪/関西 【東アジア】 上海/浦東、深圳 【北米】 アンカレッジ、ルイビル |
| アトラス航空 (5Y)                   | 【東アジア】 ソウル/仁川、厦門、香港、台北/桃園 【北米】 アンカレッジ、ロサンゼルス、シカゴ/オヘア 【ヨーロッパ】 リエージュ、ミラノ/マルペンサ |
| カーゴジェット (W8)                 | 杭州、バンクーバー |

### 定期路線一覧
原則として到着都市名（リンク先は到着空港）のみを記述するが、同一都市圏に2つ以上の空港が存在もしくは空港名に到着都市名が含まれていないなどの場合は「都市名/空港名」の様式で記述する（※は東京国際空港（羽田）便もあり）。

#### 国際線
- 東アジア
  -  台湾（中華民国）：台北/桃園※、高雄
  -  大韓民国：ソウル/仁川※、大邱、釜山、清州、済州、務安（務安空港で発生した航空事故の影響により、当面の間運休中）
  -  中華人民共和国：北京/首都※、上海/浦東※、瀋陽、長春、大連※、天津※、広州※、南京、杭州、福州、成都/天府、深圳※、西安、武漢、ハルビン、寧波、昆明、厦門、青島※、石家荘、常州、鄭州、長沙、重慶、海口、煙台、成都/双流（貨物便のみ）、威海（貨物便のみ）
  -  香港：香港※
  -  マカオ：マカオ
  -  モンゴル：ウランバートル

- 東南アジア
  -  フィリピン：マニラ※、セブ、クラーク
  -  ベトナム：ハノイ※、ホーチミンシティ※、ダナン
  -  タイ：バンコク/スワンナプーム※、バンコク/ドンムアン
  -  マレーシア：クアラルンプール※
  -  シンガポール：シンガポール※
  -  インドネシア：ジャカルタ※、デンパサール
  -  ブルネイ：バンダルスリブガワン
  -  カンボジア：プノンペン（2025年10月より運航再開予定、福州経由）
- 南アジア
  -  インド：ムンバイ、ベンガルール
  -  スリランカ：コロンボ
  -  ネパール：カトマンズ

- 中央アジア
  -  ウズベキスタン：タシュケント

- 中近東
  -  トルコ：イスタンブール※
  -  アラブ首長国連邦：アブダビ、ドバイ/DXB※、ドバイ/DWC（貨物便のみ）
  -  カタール：ドーハ※
  -  イスラエル：テルアビブ
  -  アゼルバイジャン：バクー

- 北米
  -  アメリカ合衆国：ニューヨーク/EWR※、シカゴ/オヘア※、デンバー、ロサンゼルス※、サンフランシスコ※、シアトル※、ダラス/フォートワース※、ヒューストン/IAH※、ボストン、サンディエゴ、サンノゼ、アンカレッジ（貨物便のみ）、ニューヨーク/JFK※（貨物便のみ）、メンフィス（貨物便のみ）、オークランド（貨物便のみ）、ルイビル（貨物便のみ）、シンシナティ（貨物便のみ）
  -  カナダ：バンクーバー※、トロント※、モントリオール、カルガリー
  -  メキシコ：メキシコシティ、モンテレイ（到着便のみ）

- ヨーロッパ
  -  フランス：パリ/CDG※（貨物便のみ）
  -  オランダ：アムステルダム
  -  ベルギー：ブリュッセル、リエージュ（貨物便のみ）
  -  ルクセンブルク：ルクセンブルク（貨物便のみ）
  -  ドイツ：フランクフルト※、ライプツィヒ（貨物便のみ）
  -  イタリア：ミラノ/マルペンサ※（貨物便のみ）
  -  オーストリア：ウィーン※（季節運航）
  -  スイス：チューリッヒ
  -  ポーランド：ワルシャワ
  -  フィンランド：ヘルシンキ※
  -  スペイン：マドリード

- 太平洋・オセアニア
  -  グアム：グアム※
  -  北マリアナ諸島：サイパン
  -  パラオ：コロール（2025年10月29日より運航再開予定）
  -  オーストラリア：ケアンズ、メルボルン、ブリスベン、パース
  -  ニュージーランド：オークランド
  -  フィジー：ナンディ
  -  タヒチ：パペーテ（季節運航）
  -  アメリカ合衆国：ホノルル※

- アフリカ
  -  エチオピア：アディスアベバ（ソウル/仁川経由）
  -  エジプト：カイロ

#### 国内線
- 北海道 : 札幌/新千歳※、旭川※
- 中部 : 名古屋/中部※
- 近畿 : 大阪/伊丹※、大阪/関西※
- 中国・四国 : 高松※、松山※、高知※
- 九州・沖縄 : 福岡※、北九州※（貨物便のみ）、長崎※、熊本※、大分※、宮崎※、鹿児島※、奄美※、沖縄/那覇※、石垣※

### 今後の就航路線
- 日本：トキエアが2025年のサマーダイヤ中に新潟・佐渡への定期便を就航する予定である。
- カザフスタン：エア・アスタナが2026年3月末にアルマトイ線を開設予定である。
- タイ：リアリークール航空がバンコク/スワンナプーム線を2026年初旬にも開設予定である。

### 不定期便
- マーシャル諸島：マジュロ
- アメリカ合衆国：アンカレッジ、フェアバンクス
- クロアチア：ザグレブ
- ハンガリー：ブダペスト

##### 統計
| 行き先       | 旅客数    | 国内線順位 |
| ------------ | --------- | ---------- |
| 新千歳空港   | 約182万人 | 上位06位   |
| 福岡空港     | 約140万人 | 上位10位   |
| 関西国際空港 | 約080万人 | 上位30位   |
| 那覇空港     | 約070万人 | 上位36位   |

## 運休・廃止路線
※は東京国際空港（羽田）便あり

### 国際線

#### アジア
- 台湾：台中
- 中国：北京/大興※、西寧、温州、臨沂、無錫
- マレーシア：クチン、コタキナバル
- タイ：プーケット
- インドネシア：マナド
- インド：デリー※、コルカタ
- バングラデシュ：ダッカ
- モルディブ：マレ
- カザフスタン：ヌルスルタン
- イラク：バグダード
- パキスタン：カラチ、ラホール、イスラマバード
- バーレーン：バーレーン
- サウジアラビア：ジェッダ、リヤド
- クウェート：クウェート
- レバノン：ベイルート
- イラン：テヘラン

#### 北米
- アメリカ合衆国：ラスベガス、マイアミ、ソルトレイクシティ、ミネアポリス※、デトロイト※、アトランタ※、ポートランド、ワシントンD.C./ダレス※
- プエルトリコ：サンファン
- カナダ：エドモントン
- メキシコ：ティファナ

#### 南米
- ペルー：リマ
- ブラジル：リオデジャネイロ、サンパウロ

#### ヨーロッパ
- ギリシャ：アテネ
- イタリア：ヴェネツィア、ローマ※
- スペイン：バレンシア
- ドイツ：ベルリン、ハンブルク、デュッセルドルフ、ミュンヘン※
- イギリス：ロンドン/ヒースロー※
- スイス：ジュネーヴ
- デンマーク：コペンハーゲン※
- スウェーデン：ストックホルム※
- ロシア：モスクワ/シェレメーチエヴォ、モスクワ/ドモジェドボ、サンクトペテルブルク、ペトロパブロフスク・カムチャツキー、ハバロフスク、イルクーツク、ノヴォシビルスク、ウラジオストク

#### 太平洋・オセアニア
- ミクロネシア連邦：チューク
- パプアニューギニア：ポートモレスビー
- オーストラリア：シドニー※、アデレード、ダーウィン、ゴールドコースト
- ニュージーランド：クライストチャーチ
- ニューカレドニア：ヌメア

### 国内線
- 北海道 : 女満別※、釧路※、函館※
- 東北 : 庄内※、仙台
- 中部 : 新潟
- 近畿 : 大阪/神戸※
- 中国 : 米子※
- 九州・沖縄 : 宮古/下地島※

### 過去に運航されていた路線
斜字 - 現在、存在しない航空会社

#### 国際線
| 航空会社                                | 就航地 |
| --------------------------------------- | --- |
| 日本航空                                | ソウル/金浦、ソウル/仁川、釜山、高雄、広州、青島、厦門、西安、杭州、デンパサール、デリー、カラチ、テヘラン、アブダビ、バグダード、ジェッダ、クウェート、バーレーン、アテネ、コペンハーゲン、ベルリン、ハンブルグ、デュッセルドルフ、ミュンヘン、ミラノ、ローマ、アムステルダム、マドリード、ロンドン/ヒースロー、パリ/シャルル・ド・ゴール、ヘルシンキ、チューリッヒ、モスクワ/ドモジェドヴォ、モスクワ/シェレメーチエヴォ、ウラジオストク、ハバロフスク、ニューヨーク/JFK、ワシントン/ダレス、ダラス/フォートワース、アンカレッジ、メキシコシティ、サンパウロ/ヴィラコッポス、サンパウロ/グアルーリョス、リオデジャネイロ、シドニー、ブリスベン、パース、オークランド、ナンディ、サイパンなど |
| 日本アジア航空                          | 台北/桃園、高雄、香港 |
| JALウェイズ                             | バンコク/ドンムアン、バンコク/スワンナプーム、ジャカルタ、デンパサール、ハノイ、ホーチミン、マニラ、ホノルル、コナ、シドニー、ブリスベン、グアム |
| 日本エアシステム                        | ソウル/仁川、上海/浦東、広州、西安、昆明、香港、シンガポール、ホノルル |
| 全日本空輸                              | ソウル/仁川、ソウル/金浦、北京/首都、広州、デンパサール、プノンペン、ヤンゴン、デリー、パリ/シャルル・ド・ゴール、ロンドン/ヒースロー、ロンドン/ガトウィック、フランクフルト、ミュンヘン、デュッセルドルフ、ウィーン、ローマ/フィウミチーノ、モスクワ/シェレメーチエヴォ、ウラジオストク、ワシントンD.C./ダレス、ヒューストン、バンクーバー、シアトル/タコマ、シドニー、グアム、サイパン |
| エアージャパン                          | 香港、ホノルル |
| エアーニッポン                          | 台北/桃園 |
| スカイマーク                            | サイパン |
| エアアジア・ジャパン(2011-2013)         | ソウル/仁川、釜山、台北/桃園 |
| バニラ・エア                            | ソウル/仁川、香港、台北/桃園、高雄、ホーチミンシティ、セブ |
| チャイナエアライン                      | ホノルル |
| トランスアジア航空                      | 台北/桃園 |
| マンダリン航空                          | 台中 |
| タイガーエア台湾                        | 台中（定期チャーター便） |
| 大韓航空                                | ロサンゼルス |
| チェジュ航空                            | 務安、大邱 |
| エアプサン                              | 大邱 |
| フライガンウォン                        | 襄陽 |
| 中国民航                                | 上海/虹橋、北京/首都、大連、サンフランシスコ |
| 中国国際航空                            | 深圳、西寧、サンフランシスコ |
| 中国南方航空                            | 北京/大興 |
| 中国北方航空                            | 瀋陽、大連 |
| 中国西南航空                            | 成都、重慶 |
| 中国西北航空                            | 上海/浦東、西安 |
| 山東航空                                | 済南 |
| 長竜航空                                | 温州、臨沂 |
| 吉祥航空                                | 無錫 |
| 香港ドラゴン航空                        | 香港 |
| バンブー・エアウェイズ                  | ハノイ |
| フィリピン・エアアジア                  | セブ |
| タイ国際航空                            | プーケット、チエンマイ、シアトル/タコマ、ロサンゼルス、ダラス/フォートワース、トロント |
| ノックスクート                          | バンコク/ドンムアン |
| マレーシア航空                          | 台北/桃園、ロサンゼルス、クチン、ペナン、コタキナバル |
| エアアジアX                             | クアラルンプール |
| シンガポール航空                        | 台北/桃園、バンコク/スワンナプーム |
| ガルーダ・インドネシア航空              | ジャカルタ、マナド |
| インドネシア・エアアジア X              | ジャカルタ、デンパサール |
| エア・インディア                        | デリー、ムンバイ、カルカッタ、バンコク/ドンムアン、バンコク/スワンナプーム、大阪/伊丹 |
| エアランカ                              | 福岡、マレ、シンガポール |
| パキスタン国際航空                      | ラホール、カラチ、イスラマバード、マニラ、バンコク/ドンムアン、北京/首都 |
| ビーマン・バングラデシュ航空            | ダッカ、バンコク/ドンムアン、バンコク/スワンナプーム、シンガポール |
| サウジアラビア航空                      | ジェッダ |
| イラン航空                              | テヘラン、北京/首都、ソウル/仁川 |
| イラク航空                              | バグダード、バンコク/ドンムアン |
| カタール航空                            | 大阪/関西 |
| ウズベキスタン航空                      | 大阪/関西 |
| エチオピア航空                          | 香港 |
| エジプト航空                            | マニラ、バンコク/ドンムアン |
| アエロフロート・ロシア航空              | モスクワ/シェレメーチエヴォ、ハバロフスク、ロンドン/ヒースロー、パリ/シャルル・ド・ゴール、フランクフルト、ローマ/フィウミチーノ、アムステルダム、マドリード、コペンハーゲン |
| ウラジオストク航空                      | ウラジオストク、ハバロフスク、ユジノサハリンスク |
| トランスアエロ航空                      | モスクワ/ドモジェドヴォ、サンクトペテルブルク |
| ヤクーツク航空                          | ユジノサハリンスク、ペトロパブロフスク・カムチャツキー |
| S7航空                                  | ウラジオストク、イルクーツク、ハバロフスク、ノヴォシビルスク |
| オーロラ航空                            | ウラジオストク、ユジノサハリンスク |
| ブリティッシュ・エアウェイズ            | ロンドン/ヒースロー、アンカレッジ |
| ヴァージン・アトランティック航空        | ロンドン/ヒースロー、ロンドン/ガトウィック、モスクワ |
| ブリティッシュ・カレドニアン航空        | ロンドン/ヒースロー |
| エールフランス                          | パリ/CDG、ヌメア、パペーテ、アンカレッジ、モスクワ、大阪/伊丹 |
| UTA                                     | パリ/オルリー、パリ/CDG、ヌメア |
| AOMフランス航空                         | パリ/シャルル・ド・ゴール、モスクワ |
| ルフトハンザドイツ航空                  | フランクフルト、フランクフルト/ハーン、デュッセルドルフ、ハンブルク、ミュンヘン、カラチ、大阪/関西 |
| アリタリア-イタリア航空                 | ヴェネツィア、ローマ、ミラノ、アンカレッジ、モスクワ、香港、デリー |
| イベリア航空                            | バレンシア、アンカレッジ、ムンバイ、モスクワ/シェレメーチエヴォ |
| サベナ・ベルギー航空'                   | ブリュッセル、アンカレッジ、モスクワ |
| スイス航空                              | チューリッヒ、ジュネーヴ、アンカレッジ、モスクワ |
| エーデルワイス航空 運航はスイス国際航空 | チューリッヒ |
| オーストリア航空                        | モスクワ |
| KLMオランダ航空                         | モスクワ、アンカレッジ |
| スカンジナビア航空                      | コペンハーゲン、 ストックホルム、アンカレッジ、モスクワ |
| トルコ航空                              | ドバイ、モスクワ、バンコク/ドンムアン |
| オリンピック航空                        | アテネ、バンコク/ドンムアン |
| ノースウエスト航空                      | シアトル/タコマ、ポートランド、サンフランシスコ、ロサンゼルス、ラスベガス、ダラス/フォートワース、ミネアポリス、インディアナポリス、デトロイト、シカゴ/オヘア、ニューヨーク/JFK、ニューヨーク/ラガーディア、メンフィス、フィラデルフィア、ワシントン、マイアミ、タンパ、インディアナポリス、オーランド、アンカレッジ、ホノルル、グアム、サイパン、ソウル/金浦、ソウル/仁川、釜山、北京/首都、上海/虹橋、上海/浦東、広州、台北/桃園、高雄、マニラ、バンコク/ドンムアン、バンコク/スワンナプーム、シンガポール、クアラルンプール、名古屋/中部、大阪/関西、沖縄/那覇など |
| パンアメリカン航空                      | サンフランシスコ、ロサンゼルス、ニューヨーク/JFK、ソウル/金浦、北京/首都、上海/虹橋、台北/中正、香港/啓徳、マニラ、バンコク、シンガポール、ホノルル、グアムなど |
| コンチネンタル航空                      | ヒューストン/インターコンチネンタル、ニューヨーク/ニューアーク、グアム、サイパン、香港など |
| コンチネンタル・ミクロネシア            | グアム、サイパン |
| ユナイテッド航空                        | ソウル/仁川、台北/桃園、北京/首都、上海/虹橋、上海/浦東、香港、バンコク/スワンナプーム、シンガポール、マニラ、シアトル/タコマ、ニューヨーク/ジョン・F・ケネディ、シカゴ/オヘア、ワシントンD.C./ダレス、ボストン、オーランドなど |
| デルタ航空                              | 名古屋/中部、大阪/関西、ソウル/仁川、釜山、台北/桃園、北京/首都、上海/浦東、広州、香港、バンコク/スワンナプーム、シンガポール、ホーチミン、ロサンゼルス、サンフランシスコ、ミネアポリス、デトロイト、アトランタ、ポートランド、シアトル、ソルトレイクシティ、ニューヨーク/ジョン・F・ケネディ、グアム、ホノルル、サイパン、コロール |
| アメリカン航空                          | ニューヨーク/ジョン・F・ケネディ、 サンノゼ、シアトル/タコマ、シカゴ/オヘア、ロサンゼルス、ボストン |
| カナディアン航空                        | トロント、ハリファックス、バンクーバー、モントリオール、エドモントン、香港 |
| アエロメヒコ航空                        | ティファナ |
| ヴァリグ・ブラジル航空                  | ロサンゼルス、サンパウロ/グアルーリョス、リオデジャネイロ、リマ |
| カンタス航空                            | シドニー、ケアンズ、パース、ダーウィン、アデレード |
| ジェットスター航空                      | マニラ、ダーウィン、メルボルン、ゴールドコースト |
| ニュージーランド航空                    | クライストチャーチ、ナンディ、ブリスベン |
| ニューギニア航空                        | ポートモレスビー、チューク |
| エア タヒチ ヌイ                        | 大阪/関西 |
| エアカラン                              | ヌメア |
| SCAT航空                                | ヌルスルタン |

#### 国内線
| 航空会社                        | 就航地                                                                              |
| ------------------------------- | ----------------------------------------------------------------------------------- |
| 日本航空                        | 大阪/関西、沖縄/那覇（いずれもコードシェア便としては継続。）                        |
| 全日本空輸                      | 仙台、新潟、大阪/関西、福岡、那覇                                                   |
| アイベックスエアラインズ        | 札幌/新千歳（以上は全便がANAとのコードシェア便）、大阪/伊丹、小松、仙台、新潟、広島 |
| スカイマーク                    | 旭川、札幌/新千歳、名古屋/中部、大阪/神戸、米子、福岡、鹿児島、沖縄/那覇、石垣      |
| エアアジア・ジャパン(2011-2013) | 札幌/新千歳、福岡、沖縄/那覇                                                        |
| ジェットスター・ジャパン        | 名古屋/中部、庄内、宮古/下地島                                                      |
| 春秋航空日本                    | 札幌/新千歳、大阪/関西、高松                                                        |
| バニラ・エア                    | 札幌/新千歳、函館、大阪/関西、奄美、沖縄/那覇、石垣                                 |
| Peach Aviation                  | 鹿児島                                                                              |

#### 貨物便
| 航空会社                       | 就航地 |
| ------------------------------ | --- |
| 日本航空                       | 台北、アムステルダム、パリ/オルリー、アンカレッジ、ニューヨーク/ニューアーク、ロサンゼルス、サンフランシスコなど |
| 日本貨物航空                   | 北京 |
| アシアナ航空                   | ソウル/仁川 |
| トランス・メディテラネアン航空 | ベイルート、大阪/伊丹、カラチ、ボンベイ、バンコク、マニラ、台北、アムステルダム、パリ/オルリーなど               |
| フライング・タイガー・ライン   | 大阪/伊丹、ソウル/金浦、ホノルル、シアトル、ロサンゼルス、サンフランシスコ、シカゴ、ニューヨークなど             |

## 空港へのアクセス
成田空港への交通機関、また成田空港から東京国際空港（羽田空港）への交通機関の詳細: 
成田国際空港へのアクセス（空港連絡鉄道）として成田空港高速鉄道が所有する成田空港駅（成田第1ターミナル）、空港第2ビル駅（成田第2ターミナル・成田第3ターミナル）には成田エクスプレス、スカイライナーなどの特急列車をはじめ、東日本旅客鉄道（JR東日本）の成田線（空港支線。総武快速線直通）、京成電鉄の京成本線・京成成田空港線（成田スカイアクセス）の電車が乗り入れ、東京駅や上野駅など、東京都心のターミナル駅（新幹線）に接続。空港と東京都心との所要時間は有料特急「スカイライナー」で最速36分。また、東成田駅（京成電鉄と芝山鉄道の芝山鉄道線、旧成田空港駅である）への、空港第2ビル駅・成田空港第2ターミナルビルへの地下連絡通路でのアクセスも可能である。成田空港の東側から鉄道でアクセスする場合は、東成田駅を利用するしかない。
また、成田空港線・北総線・京成電鉄線・都営浅草線・京急線経由の直通アクセス電車の「エアポート快特（アクセス特急）」が成田空港と羽田空港（東京国際空港）の2つの空港駅を結んでいる。
バス路線では、東京シティエアターミナルや横浜シティエアターミナルをはじめ、各地への高速バス・リムジンバス、路線バスなど空港へのアクセスは多岐にわたる。
成田空港からの高速バス（リムジンバス）、路線バスの行き先の詳細情報は運行会社に関係なく公式サイトの「バス 空港から各地に行く」に記載されている。

### 歴史

#### 鉄道路線

成田スカイアクセス、京成電鉄本線、JRの路線図

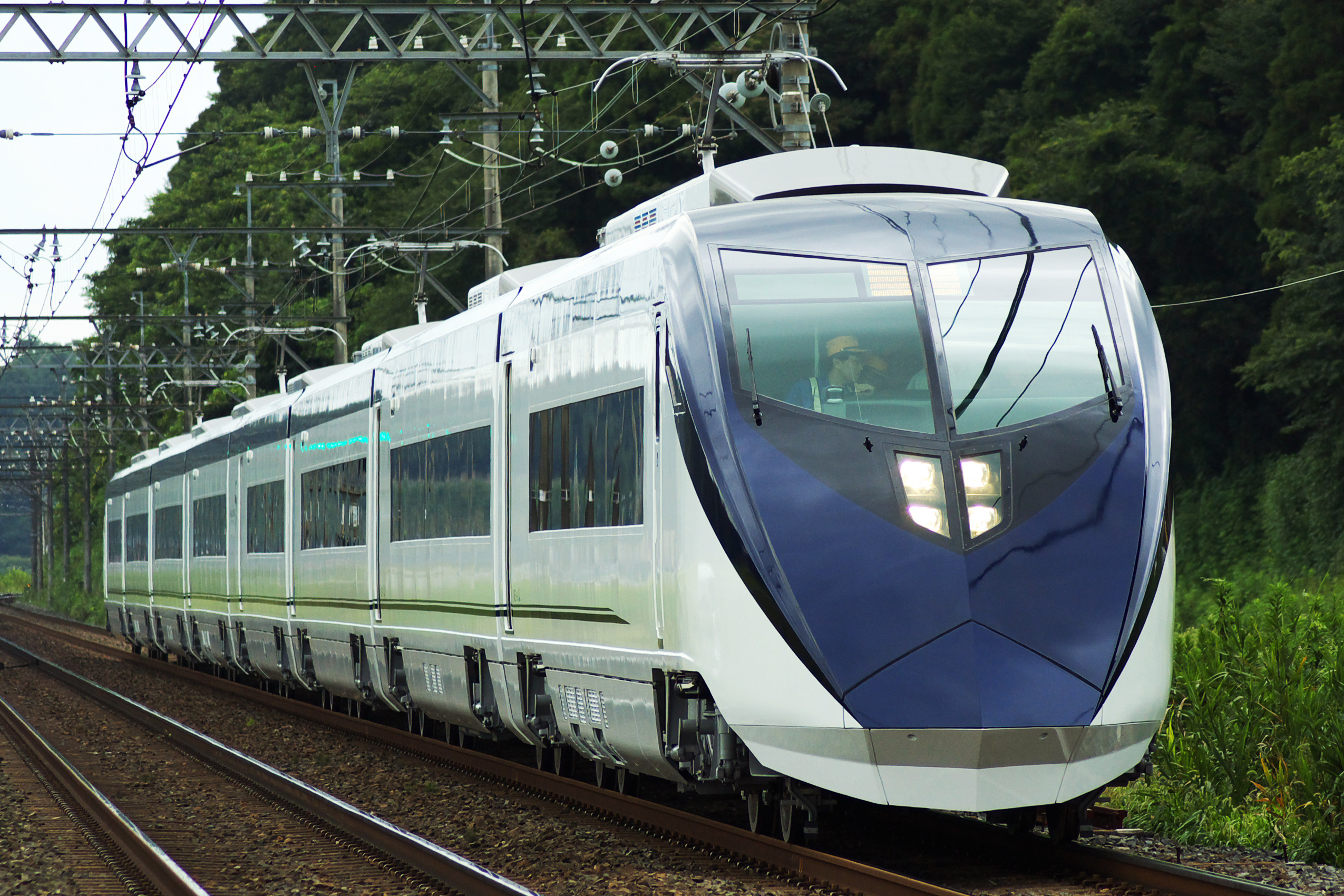
京成電鉄のスカイライナー

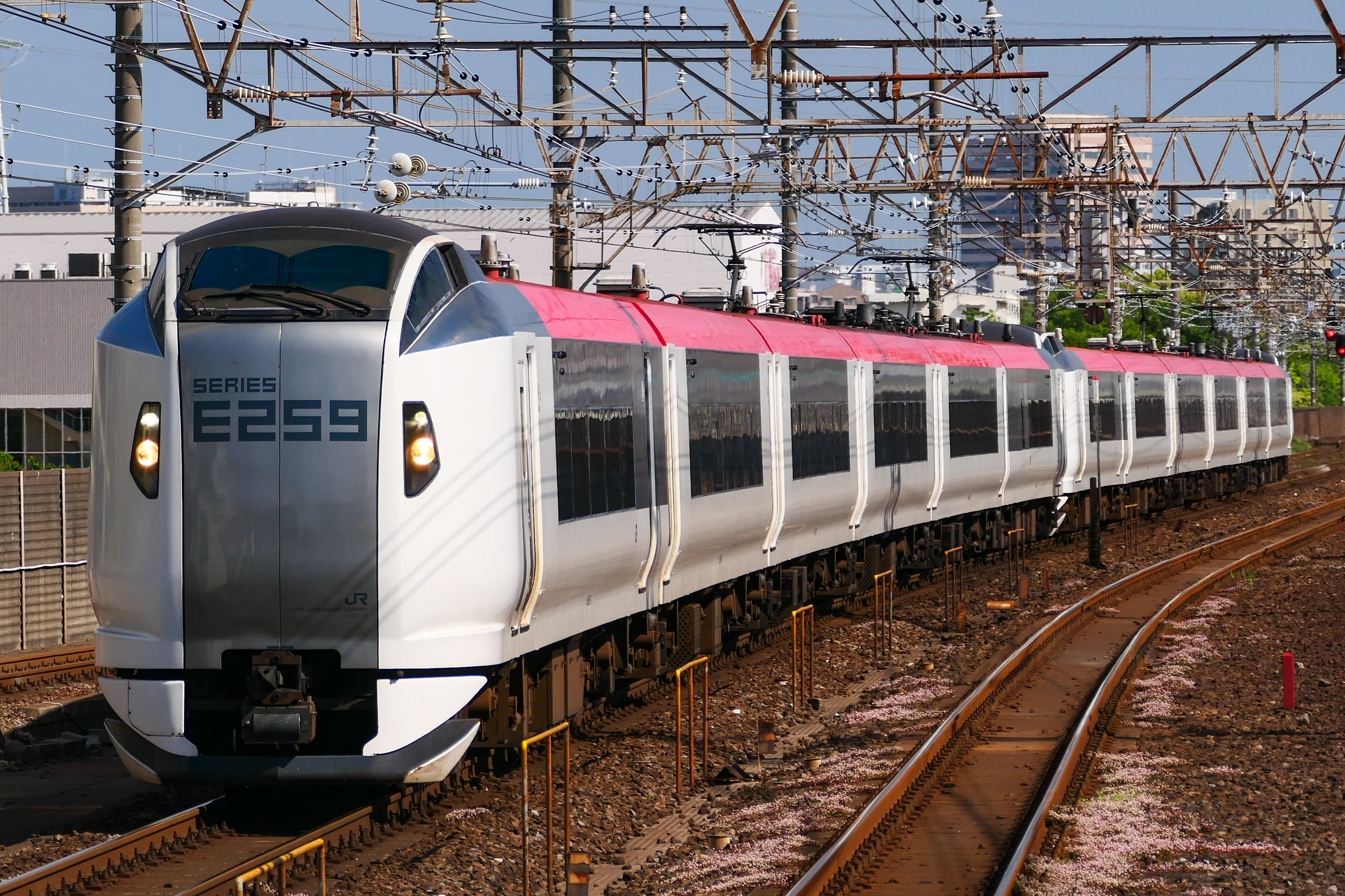
JR東日本の成田エクスプレス

成田国際空港から東京都心までは50 - 60キロ程度の距離があり、都心への所要時間が比較的長い。このため、当初は東京駅から成田新幹線を建設して結ぶ計画で、開港時には第1ターミナル地下に鉄道駅の施設がほぼ完成していた。しかし、騒音公害などの被害が出ることを嫌った沿線自治体（特に東京都江戸川区や千葉県東葛飾郡浦安町〈現・浦安市〉）や住民の反対運動が激しく、計画および建設は中止となった。1970年には国際空港電鉄という民間企業が、西船橋駅 - 成田国際空港間を25分で結ぶ高速モノレールの免許申請をしているが、これも構想のみで終わっている。
さらに空港自体の建設が難航したため、千葉県内の道路や鉄道などの公共事業のインフラストラクチャー計画は大幅に狂うこととなった。1978年の開港時には京成電鉄が成田空港駅（現在の東成田駅）まで「スカイライナー」の運行を開始した。しかし、空港ターミナルビルへは空港敷地内の旧成田空港駅から有料の連絡バスへ乗り継ぐ必要があり、その不便さから利用客は伸びなかった。空港アクセス鉄道問題解決への動きは進展がなく、都心部と空港ターミナルを直結する軌道系交通機関が存在せず、もうひとつの主要アクセス手段である定期高速バスも、渋滞にはまると移動時間が読めなかった。そのため、日本国外の旅行ガイドブックで「エラーポート」と酷評されるほど、東京都区部からの距離の遠さと所要時間の長さは、世界のハブ空港と比較して見劣りした。当初、成田新幹線計画が混迷したこともあって別の方法も模索され、1982年に新東京国際空港アクセス関連高速鉄道調査委員会が運輸省（当時）にA・B・Cの3案を答申し、1984年に運輸省はB案（北総線延伸）を採択し推進することを決定した。
1987年、石原慎太郎運輸大臣（当時）は「不便な国際空港」と呼ばれていた成田国際空港の状況を見て、建設途中で中止となった成田新幹線（東京駅 - 成田空港駅間）の路盤と駅などの設備の一部を活用し、東日本旅客鉄道（JR東日本）と京成電鉄の路線をそれぞれ分岐・延伸のうえ、成田空港に乗り入れる上下分離方式案（成田空港高速鉄道）を指示した。これらの路線は1991年に開業し、空港ターミナル（現・第1ターミナル）直下に駅が設置され、「成田エクスプレス」が東京駅まで最短50分で結ぶ など利便性が向上した。また、京成電鉄では京成本線のそれまでの「成田空港駅」を「東成田駅」に改称し、新たに開業した成田空港高速鉄道との分岐地点である駒井野信号場 - 東成田駅間を京成東成田線として分離し、支線扱いの路線とした。翌1992年には第2ターミナルの開業にあわせ、空港第2ビル駅が設置された。
滞っていたB案も、鉄道アクセスの充実のため京成線の短絡線として北総線を経由する成田スカイアクセス（成田新高速鉄道）プロジェクトとして進められた。2010年7月17日に有料特急「スカイライナー」の運行が開始され、都心部の日暮里駅から成田空港への所要時間は最速36分まで短縮された。また武蔵野線沿線住民は、東松戸駅の開業による相乗効果で北総鉄道北総線から成田国際空港へアクセスする経路が得られた。
その他、都心と成田国際空港を時速300キロのリニアモーターカーで結ぶ「羽田・成田リニア新線構想」を、神奈川県知事の松沢成文や千葉県知事の森田健作（いずれも当時）が提唱している。ルートは両空港間以外にも、横浜市から東京都区部や千葉市を経由して成田空港に至るもので、新宿やさいたま新都心までの支線の整備も検討されている。この構想が実現すれば、両空港間のアクセスが約27分と短縮される。この構想について、国土交通省が2009年2月に総事業費3兆円と試算を示したが、財源など実現に向けての課題もある。

#### バス路線

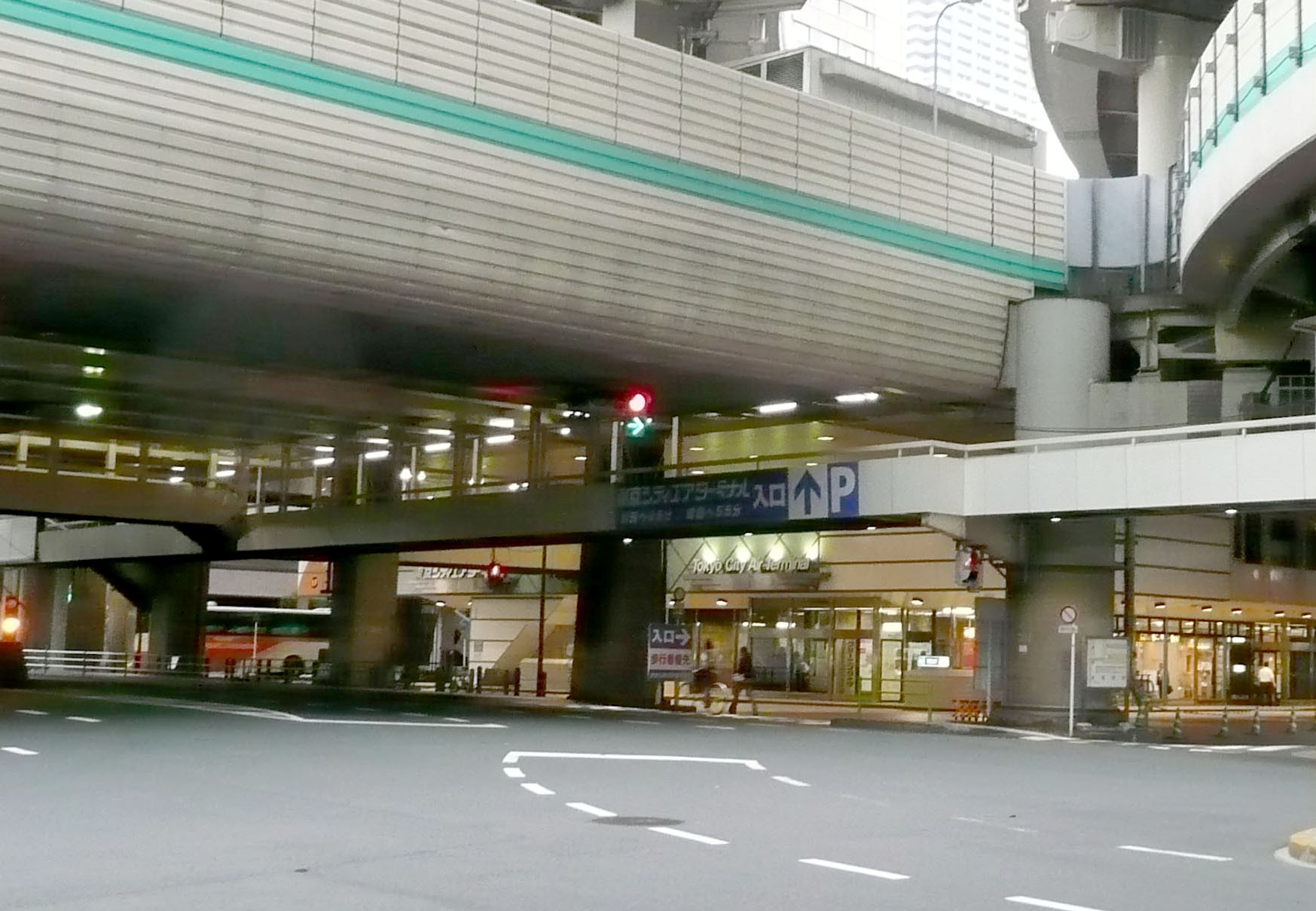
東京シティエアターミナル

1978年の開港時に、東京空港交通などが運行する定期バス「リムジンバス」が、空港ターミナルと東京シティエアターミナル（所要時間60分前後）や主要ホテルなどの東京都区部や千葉県内の主要駅、羽田空港との間を、5 - 60分に1本程度の頻度での運行を開始した。1979年に運用を開始した横浜シティ・エア・ターミナルとの間も10 - 60分に1本程度の頻度で運行され、成田空港と東京都区部、羽田空港、横浜を結ぶ主要な交通機関となった。
しかし、開港当時は首都高速湾岸線の多くが完成しておらず京葉道路 - 東関東自動車道経由のルートしかなかったため、箱崎ジャンクション付近を中心に首都高速都心環状線（C1）とその放射路線において渋滞が慢性的に起きていた。この渋滞に巻き込まれると、成田空港と東京都区部、羽田空港、横浜方面との所要時間が読めないことが問題となった。
その後、1980年代に入り首都高速湾岸線の多くが完成し、リムジンバスが箱崎ジャンクションの渋滞を避けて東京へ向かうことが可能となった。1983年には高速湾岸分岐線が開通したことから、定期バスにより成田空港と羽田空港、横浜方面を結ぶアクセスが改善した。さらに1997年には東京湾アクアラインが開通したため、首都高速湾岸線や首都高速1号羽田線の渋滞時には、これを避けて館山自動車道経由で、羽田空港および横浜方面へ向かうことが可能になった。
なお、東京シティエアターミナルや横浜シティエアターミナルでは、日本航空やパンアメリカン航空、エールフランス航空や大韓航空などの主な航空会社の搭乗手続きや出国審査の手続きが可能だった。しかし、2001年に発生したアメリカ同時多発テロ事件の影響による各航空会社のセキュリティ強化および行政改革の一環として、2002年に搭乗手続き業務、出国審査業務ともに終了した。
2012年7月3日より、京成グループが東京駅 - 成田空港間で格安高速バス「東京シャトル」の運行を開始した。シートスペースの狭さと手荷物を自分で運ぶなどの不便さはありながら、同区間を運行するリムジンバスの3分の1程度という安価な運賃と、早朝から深夜までの高頻度運行により、格安航空会社の就航も相まって利用者を伸ばした。また、同年8月10日からは平和交通も、銀座駅・東京駅 - 成田空港間で格安高速バス「THEアクセス成田」の運行を開始し、2014年12月にはジェイアールバス関東が参入した。この両者は2020年2月1日、東京シャトルの姉妹路線である「有楽町シャトル」とともに統合し、「エアポートバス東京・成田」として運行している。2022年8月1日からは池袋駅、渋谷駅 - 成田空港間の格安高速バス（LCB）も運行を開始した。
2015年、首都圏中央連絡自動車道（圏央道）が大栄ジャンクションで東関東自動車道と接続したことにより、茨城県南部方面とのアクセスが改善された。2017年にはつくば中央IC - 境古河IC間が開通し、埼玉県西部や東京都西部、神奈川県方面との交通アクセスが改善された。
新木場駅、葛西、浦安、二子玉川、八王子、大宮、宇都宮、町田、相模大野などの郊外都市への直行便も増えてきている。
第3ターミナルのバス乗り場は2023年3月1日の新カーブサイド供用開始に伴い、乗り場位置が到着ロビー寄りに移動し移動距離が短縮された。
新型コロナウイルスの影響で休止していた成田空港発着の高速バスが続々と運行を再開している。感染拡大前の2020年2月に53路線あった。徐々に運行を再開し、2023年7月20日時点で31路線になった。新たに仙台とを結ぶ昼行便なども運行を始めた。

### 鉄道

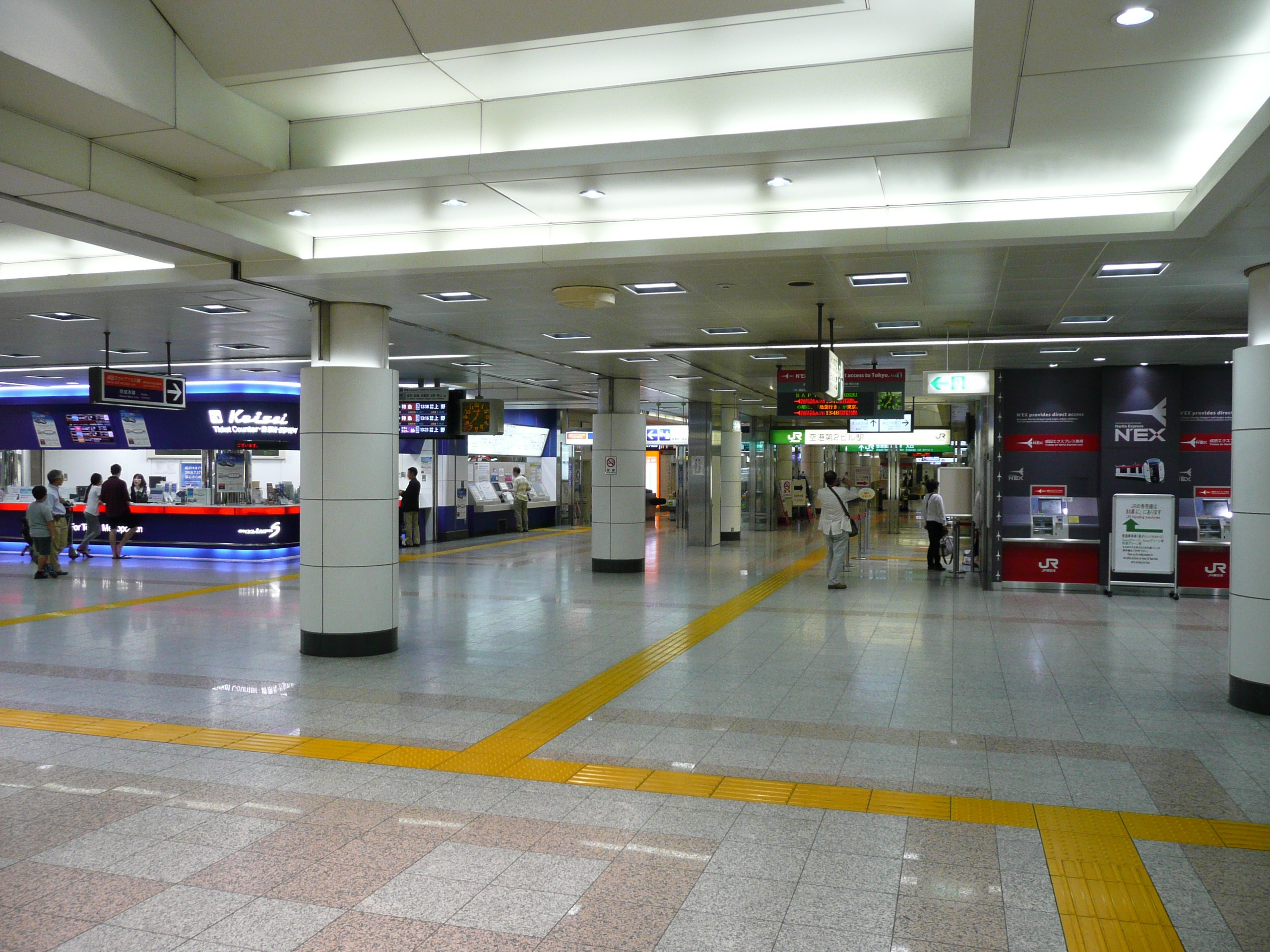
空港第2ビル駅(第2ターミナル)

東日本旅客鉄道（JR東日本）
 成田線（空港支線）
- 空港第2ビル駅 - 成田空港駅

京成電鉄
 本線・ 成田空港線（成田スカイアクセス線）
- 空港第2ビル駅 - 成田空港駅

 東成田線
- 東成田駅

芝山鉄道
 芝山鉄道線
- 東成田駅

第1ターミナルは成田空港駅が、第2ターミナルは空港第2ビル駅がそれぞれ最寄りとなる。なお第3ターミナルについては、空港第2ビル駅からアクセス通路（約480メートル、徒歩で約8分）、もしくは無料連絡バスでのアクセスとなる。
東成田駅は成田国際空港貨物ターミナル地区や成田エアポートレストハウスなどに近く、主に空港勤務者などが利用している。駅改札の横から、空港第2ビル駅を経由して第2ターミナルへ抜ける全長500メートルの地下通路が延びているほか、各ターミナルへの無料ターミナル間連絡バスも出ている。
現在の成田空港駅が開業する1991年までは、東成田駅が「成田空港駅」を名乗っていた。現在も成田空港駅時代の廃墟が残っており、愛好家に人気がある。

### バス
成田空港からの高速バス、路線バスの行き先とのりばの詳細情報: 
高速バス・リムジンバス

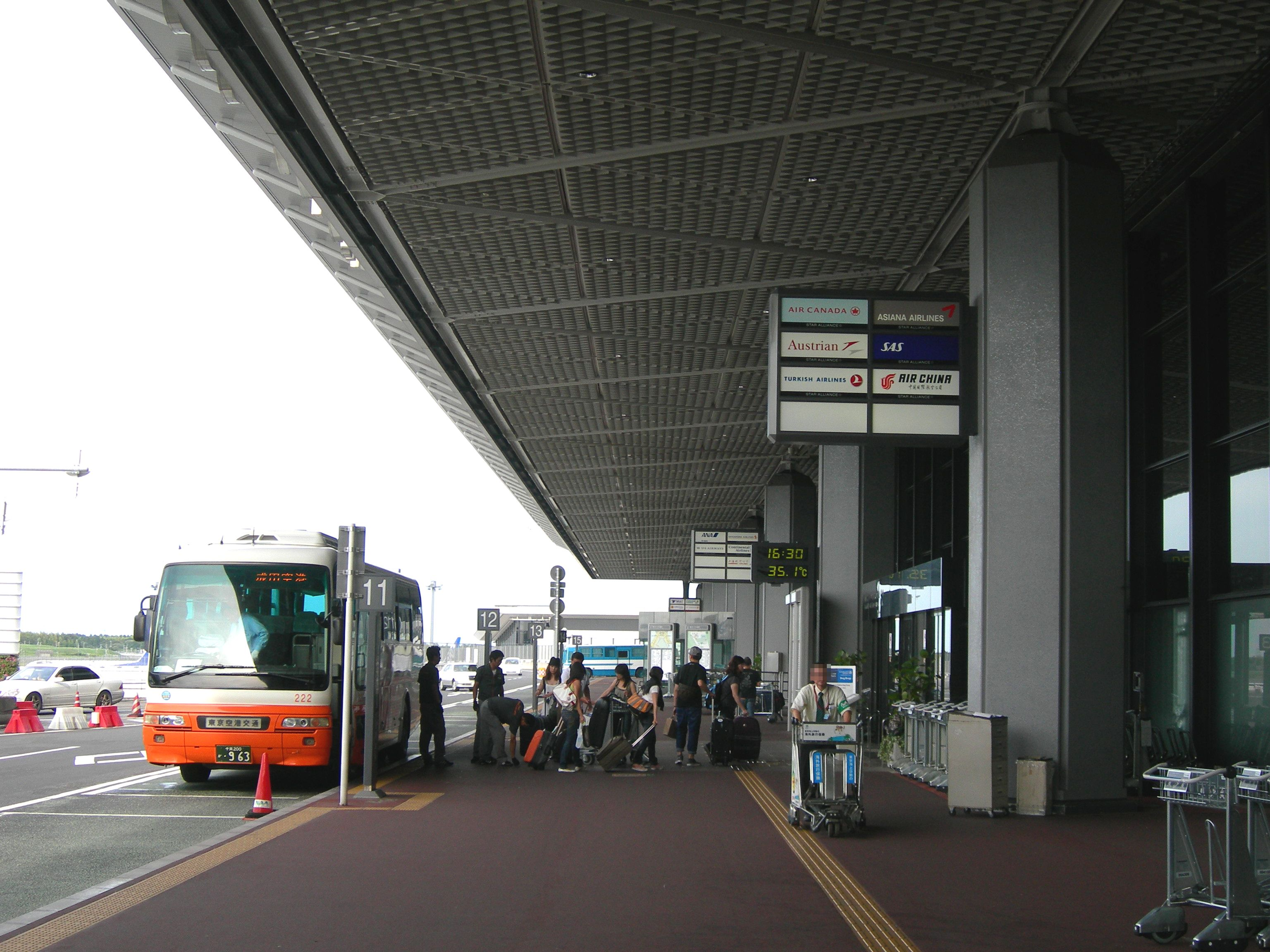
成田空港に到着した東京空港交通のリムジンバス

東京空港交通が東京シティエアターミナル（水天宮前駅）、横浜シティ・エア・ターミナル（横浜駅東口）、羽田空港、東京ディズニーリゾートのほか、東京都区部や横浜市内の主要ホテルなどとの間を高頻度で運行する。
格安高速バスもあり、京成バス・京成バス千葉ウエスト・京成バス千葉イースト・平和交通・JRバス関東が東京駅、銀座駅、江東区東雲との間に「エアポートバス東京・成田」を運行している。このほか、東京空港交通・京成バス・国際興業・WILLER EXPRESSが池袋駅西口との間に、東急バスが渋谷駅西口との間に格安高速バスを運行している。
京成バス・京成バス千葉イーストなどが首都圏やその隣接県の主要駅、バスターミナルなどとを結ぶ高速バスも運行している。発着地により共同運行会社も乗り入れる。
一般路線バス
京成バス千葉イースト・JRバス関東が運行している。航空科学博物館・南部工業団地・成田駅・栗源の各方面の近距離路線バスが第2ターミナルから運行されている。芝山町・山武市（松尾・蓮沼地区）・横芝光町（横芝屋形海岸）方面への空港シャトルバスと多古方面の多古-成田空港間シャトルバスも運行されている。

### 高速道路
- 新空港自動車道
  - 新空港IC

### 自動車

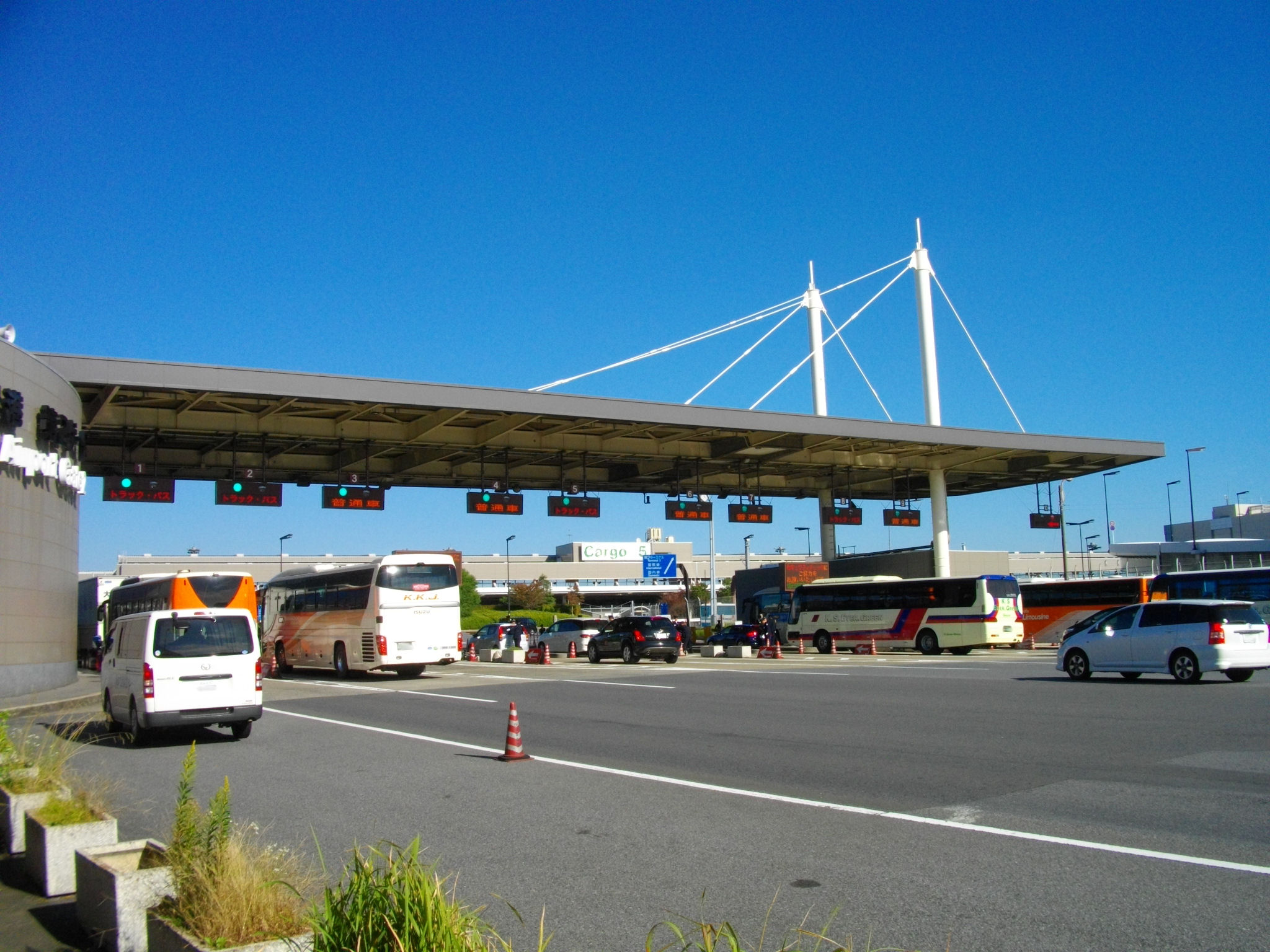
空港第2ゲート

自動車で空港へアクセスする場合、以下3つのルートがある。
- 東関東自動車道から新空港自動車道を経由し、新空港ICから、第1ゲートもしくは、第2ゲートより入場。
- 国道295号（通称：空港通り）から第2ゲートより入場。
- 国道296号から千葉県道106号八日市場佐倉線または千葉県道62号成田松尾線を経由し、第6（南）ゲートより入場。

貨物地区進入時へチェックを受ける必要があり、入門証を常備しない車輌は臨時入門証の発行を受けなければならない。日本国外からの要人の訪日や空港内における事件・事故・デモ活動などによって一時的にゲートが封鎖される場合がある。また、社会情勢次第では入場時に身分証の提示を求めることもある。

### タクシー
- 定額運賃タクシー
  - 東京都内[234][235]、神奈川県内[236]、埼玉県内へゾーン内均一運賃で運行[237]
  - 長野県全域および新潟県中越、下越からゾーン内均一運賃で運行（中央タクシー）

### ヘリコプター

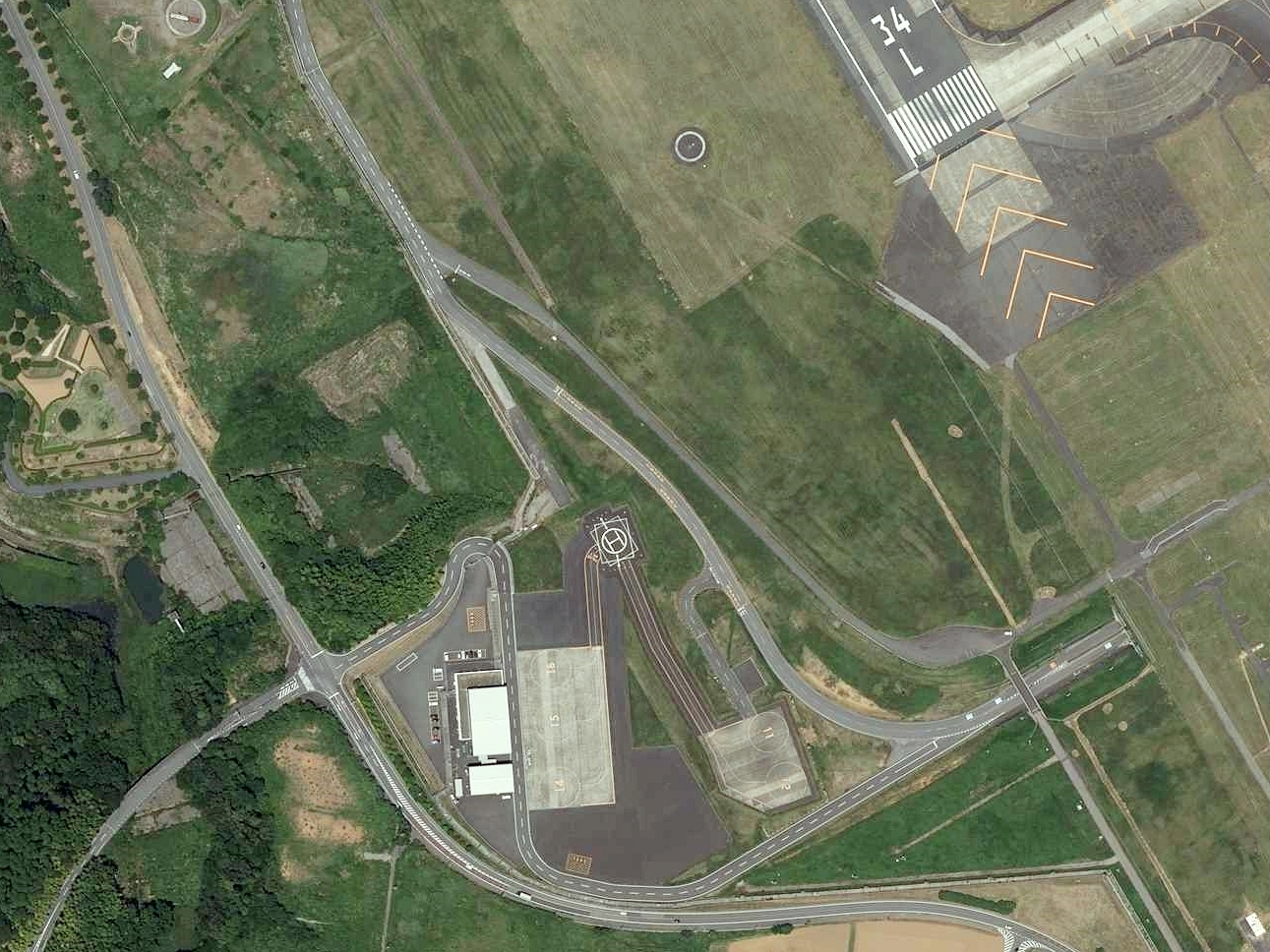
成田国際空港のヘリポート空中写真（2022年）
滑走路34Lの南端近くに所在。

ヘリコプターは成田空港内のヘリパッドで離着陸が可能で、新木場の東京ヘリポートから約20分、横浜から約40分で成田空港に到着できる。現在はチャーター路線のみだが、AIROSが希望のヘリポートから成田空港までヘリコプター送迎の予約を行うことが可能。なお、以下の会社において、関東各地と成田国際空港を結ぶヘリコプターの定期路線がかつて就航していた。2017年現在は全社廃止されている。
かつて就航していた定期路線
- シティ・エアリンク : 羽田空港、横浜みなとみらい21 （1988年6月20日〜1991年11月19日）
- 雄飛航空 : 東京ヘリポート、群馬ヘリポート、川島ヘリポート（埼玉県）
- 森ビルシティエアサービス : アークヒルズヘリポート（東京都港区）

## サービス

### トランジットツアー（Narita Transit Program）

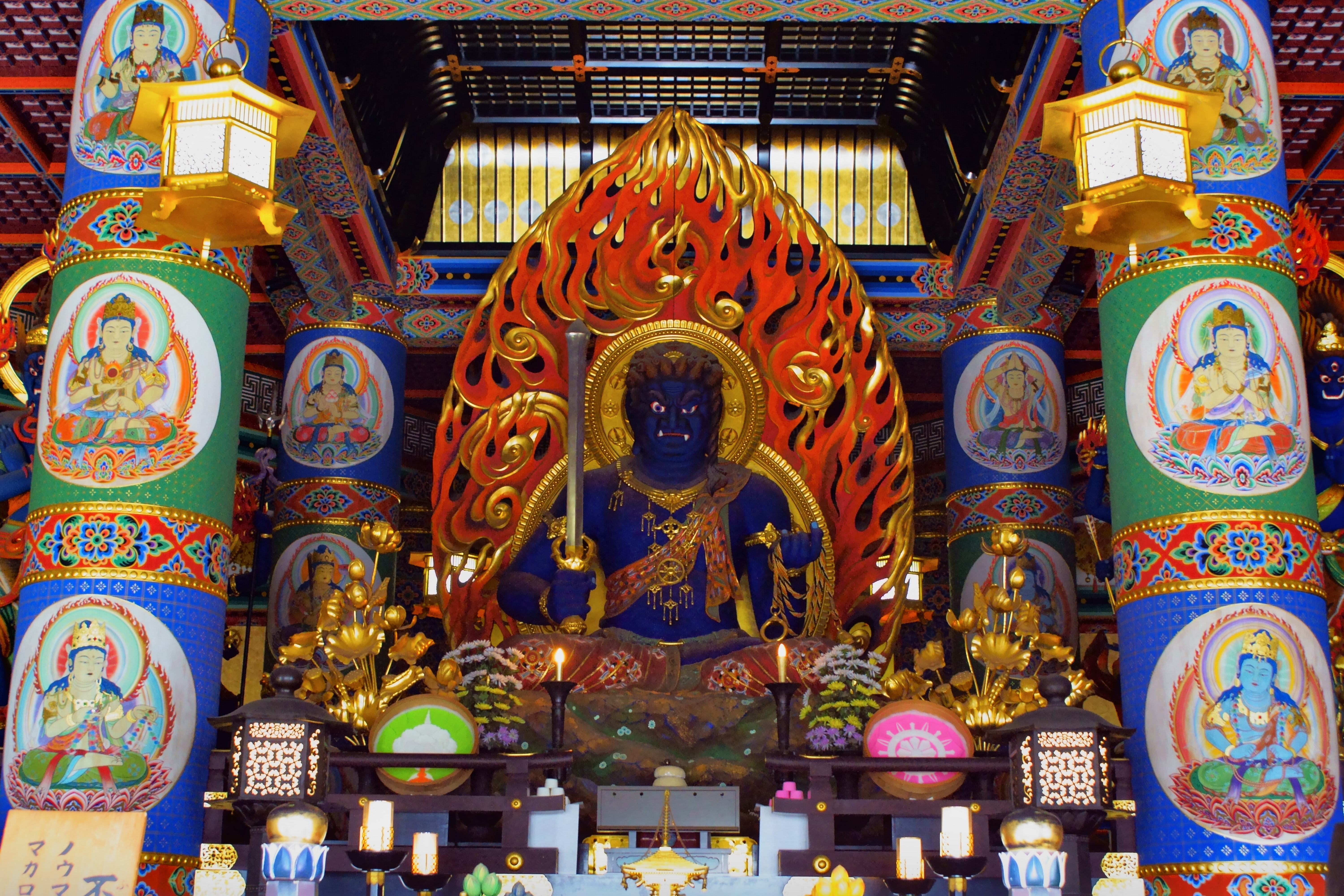
不動明王（成田山新勝寺）

空港乗り継ぎ乗客を対象として、成田山新勝寺での護摩体験や酒蔵見学など、空港周辺で日本文化を体験するガイドつきの有料ミニツアーや、イオンモール成田へのショッピングツアーを実施している。なお、ツアー案内は英語のみである。

### 成田空港パスポート（N.Pass）
空港周辺地域の住民を対象に、NAAは「成田空港パスポート」を発行している。取得した住民には駐車場料金などの割引特典が付与される。

## 空港周辺施設

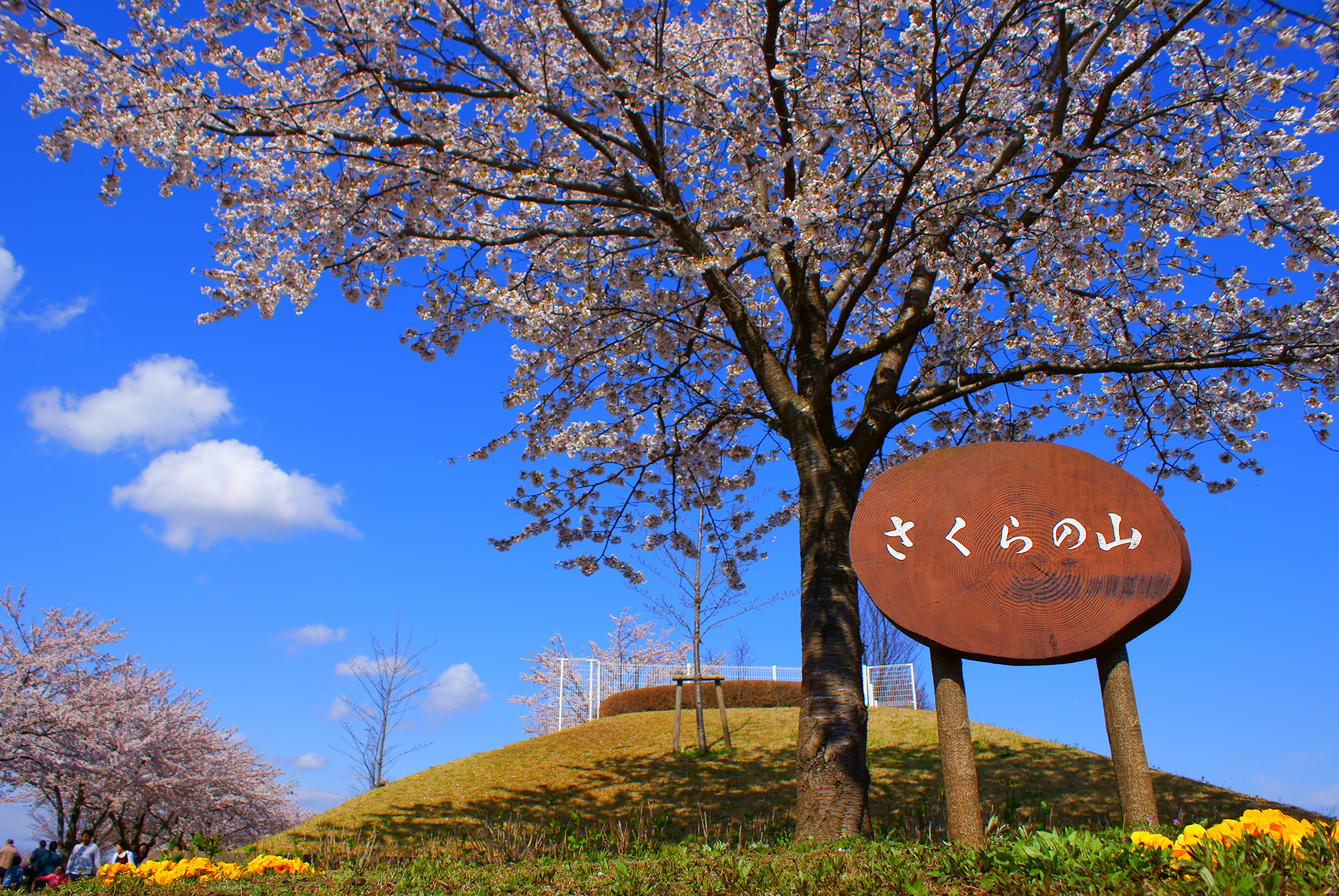
成田市さくらの山公園。展望デッキからは飛行機の離着陸を間近で見ることができる。

- 航空科学博物館・成田空港 空と大地の歴史館（山武郡芝山町） - 成田空港のA滑走路南隣にある。
- 三里塚記念公園 - 宮内庁下総御料牧場の歴史を後世に伝えるために、旧御料牧場跡地に開設された公園。中には三里塚御料牧場記念館があり、御料牧場百年余の歴史について解説されている。
- 成田市さくらの山（成田市）・三里塚さくらの丘（NAA）- 空港のすぐそばにあり、A滑走路北側アプローチから離着陸する飛行機がよく見え、駐車場・公衆便所などが整備された公園。両方の公園に桜の名前がつくのは、空港建設で移転した宮内庁下総御料牧場が桜の名所として親しまれてきたため。
- 十余三東雲の丘（とよみしののめのおか・成田市）- B滑走路北側延伸の際に建設された、防音堤およびその周辺を公園として整備し、防音堤天端を展望台として見学者に開放している。B滑走路を離着陸する航空機を間近に見ることができる。
- ひこうきの丘（山武郡芝山町） - 2016年（平成28年）3月18日に供用開始。A滑走路南端に位置し、A滑走路から600メートル離れた場所に位置する。南側アプローチの際には「飛行機の離陸」、北側アプローチの際には「飛行機の着陸」がよく見え、駐車場・簡易便所・飲料の自動販売機が整備された公園。開放時間は6時から23時までである。場所は航空科学博物館から徒歩10分ほど。

### 周辺の駐車場
国道51号が国道295号（空港通り）と立体交差する寺台インターチェンジから空港へ向かうと、空港の数キロ手前から、空港内駐車場よりも廉価な料金で営業している駐車場業者が多数存在する。ターミナルビル前のカーブサイド（車両乗降場）での自動車受け渡し（いわゆるバレーパーキング）は、成田空港の規則で禁止されているため、ホテルと同様に、マイクロバスによるターミナルビルまでの無料送迎サービスを実施して、利用者の便宜を図っている。
1日あたりの駐車料金を看板に提示している店舗が多いが、実際には日帰り駐車の利用を断る店舗が多い。

### 周辺のホテル
空港周辺には、国道295号や成田インターチェンジ沿いを中心とした空港周辺の山林・丘陵部には、空港利用者需要を見込んだ、日本や諸外国のホテルチェーンによる、200室以上の大規模なホテルも複数運営されている。これらのホテルは、開港当時の空港アクセスが不便で、出発前日・到着後の宿泊（前後泊）需要が旺盛であった（旧）成田空港駅の時代に開業した。
しかし、鉄道駅のターミナル直結が実現し、東京駅や京成上野駅、日暮里駅までの所要時間が特別急行列車で30‐50分台になると、自宅と空港間の直行直帰が時間的に容易となったことから前後泊需要が縮小した。そしてホテルチェーン経営会社の判断から、不動産投資ファンドや投資銀行系の特定目的会社へ売却され、外資系を中心とする他ホテルチェーンの看板へ衣替えされて、宿泊営業を継続しているものが多い。
これらのホテルでは空港ターミナル間との送迎バスが定期運行されており、宿泊客の利便性を図っている。そのほか、成田サークルバスも運行されている。空港ターミナルビルまでの直線距離は、ほとんどが半径5キロ以内であるものの、空港内の道路がターミナル施設などを大回りして国道295号に入るため、乗車時間はおおむね10分-20分程度要する。宿泊すると1-2週間程度までは、駐車料金を無料とするサービスを用意している場合もある。また、少数ではあるが、個人経営のペンションや民宿も存在する。
なお、完成当初から乗り継ぎ客をメインの顧客とするほかに、乗り入れ航空会社の乗務員、空港職員や航空会社の社員、近隣のゴルフ場の前泊や近隣住人の披露宴の利用も多い。
- 空港周辺の大型ホテル
  - アートホテル成田（小菅、1974年開業）
  - 成田東武ホテルエアポート（取香、1975年開業）
  - インターナショナルリゾートホテル 湯楽城（富里市七栄、1978年開業）
  - 東横イン成田空港（取香、1978年開業）
  - ホテル日航成田（取香、1978年開業）
  - ホテルマイステイズプレミア成田（大山、1985年開業）
  - ANAクラウンプラザホテル成田（堀之内1989年開業）
  - 成田ゲートウェイホテル（大山、1992年開業）
  - ヒルトン成田（小菅、1993年開業）
  - マロウドインターナショナルホテル成田（駒井野、1995年開業）
  - インターナショナルガーデンホテル成田（吉倉、1996年開業）

### 成田市街地
空港から離れた京成成田駅・JR成田駅周辺といった市街地では、もともと成田山新勝寺という観光名所があるため、古くから地場系の中規模ホテルや民宿が点在している。2005年以降は京成成田駅東口（成田市役所側）の区画整理事業の進捗により、駅前にチェーン系の宿泊特化型ビジネスホテルの開業が相次いだ。
施設についての詳細: 

## 管理会社・成田国際空港株式会社

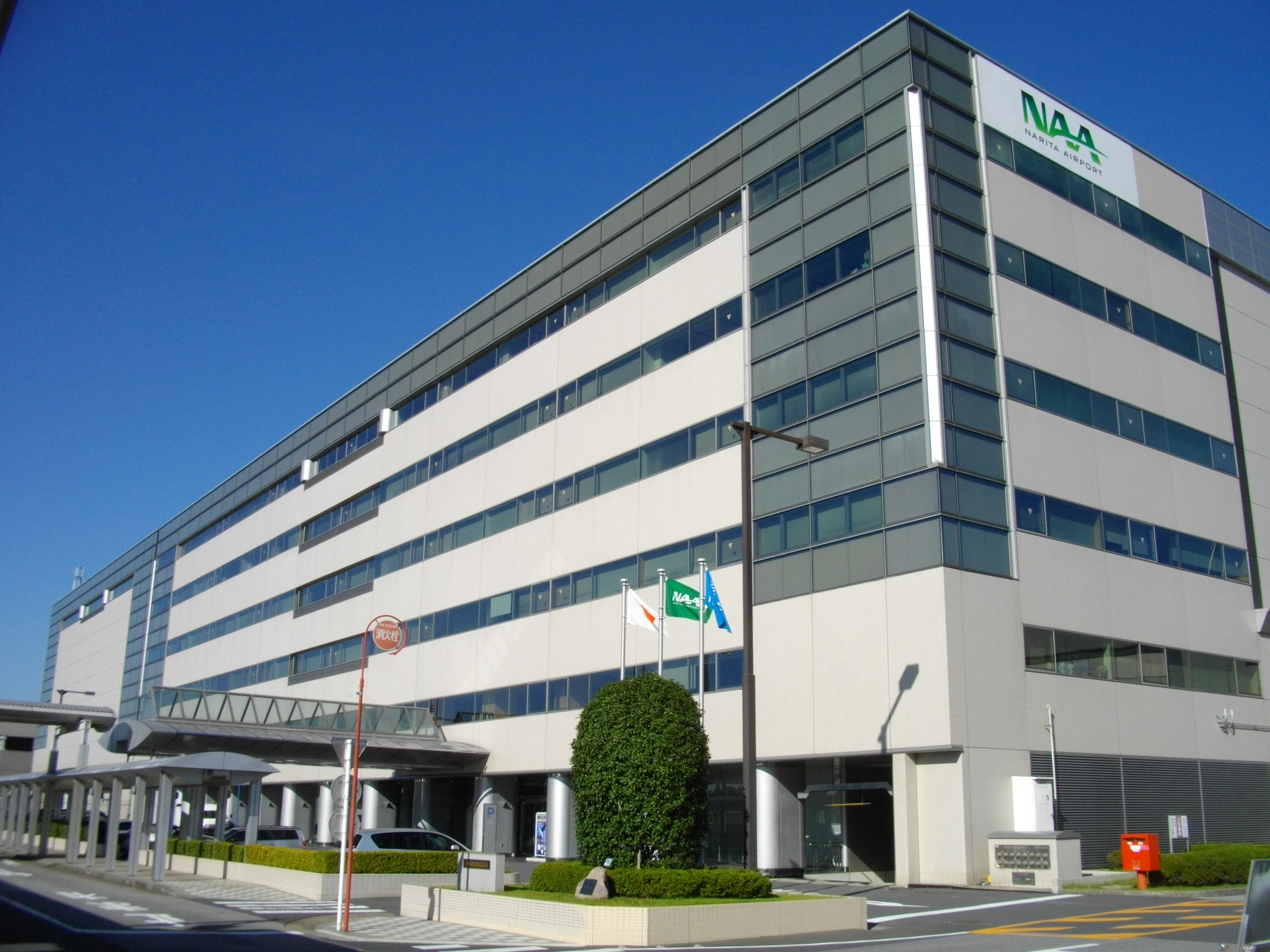
成田国際空港株式会社ビル

成田国際空港株式会社（なりたこくさいくうこう 英語: Narita International Airport Corporation; NAA）は、2004年4月1日、成田国際空港株式会社法により成田国際空港の設置および管理を目的として設立された。
新東京国際空港公団の業務を承継した特殊会社で、全株式を日本国政府（国土交通大臣 90.01パーセント、財務大臣 9.99パーセント）が所有し、日本国政府から資金の無利子貸付を受け、また当分の間出資や債務保証を受ける。一方、営業年度ごとの事業計画や新株発行、社債の募集、資金の借入については国土交通大臣の認可を要する。
なお、同社の略称であるNAAは、前身の新東京国際空港公団の英字略称（New Tokyo International Airport Authority; NAA）を継承した形で使用している。

### 姉妹空港提携
- 韓国空港公社（KAC）
  - 締結：1997年（平成9年）7月
- ニューヨーク・ニュージャージー・ポートオーソリティ（PANYNJ）
  - 締結：1998年（平成10年）11月、再締結：2005年（平成17年）10月
- Fraport AG
  - 締結：2005年（平成17年）2月
- 仁川国際空港公社（IIAC）
  - 締結：2009年（平成21年）6月
- 桃園國際機場股份有限公司
  - 締結：2016年（平成28年）9月

## 空港用地内の地名と住所
成田国際空港用地においては、地名変更や地番整理は実施されておらず、従前の地名と、かつての沢伝いの境界線がそのまま残されている。空港用地の大部分は千葉県成田市に属するが、一部は千葉県山武郡芝山町および香取郡多古町にまたがっており、用地内にはこれら1市2町の計18の大字（おおあざ）が介在し、これらの境界線が複雑に入り組んでいる。郵便番号では、このうち成田市天浪をのぞく17の大字に「成田国際空港内」と「その他」の区分が設定されている。空港内のおもな施設の正式の住所は以下の通りである。
- 第1旅客ターミナルビル - 成田市三里塚字御料牧場1番地の1
- 第2旅客ターミナルビル - 成田市古込字古込1番地の1
- 第3旅客ターミナルビル -成田市取香字上人塚148番地の1
- 成田国際空港株式会社 - 成田市古込字古込1番地の1
- 国土交通省東京航空局成田空港事務所 - 成田市古込字込前133
- 成田国際空港警察署 - 成田市古込字込前133
- 成田空港合同庁舎 - 成田市駒井野字天並野2159
- NTT新東京国際空港ビル - 成田市駒井野字天並野2112
- 成田市消防本部三里塚消防署空港分署 - 成田市木の根字神台19

第1・第2・第3旅客ターミナル、貨物地区などがある空港中心部の地名は、成田市三里塚、古込（ふるごめ）、駒井野、木の根、天浪（てんなみ）、取香（とっこう）、東三里塚に分かれている。このうち、三里塚、古込、駒井野、木の根は上掲のターミナルビルや公共施設などの住所として使われている。天浪は大部分がA滑走路の用地であるが、旅客第1ターミナルビルからA滑走路を隔てて反対側の動物検疫所小動物検疫舎の住所は天浪字西原である。取香は新空港インターチェンジ付近の地名で、貨物地区内に飛地がある。運送会社などが入居する「貨物管理ビル」（取香字天浪800）は、当該飛地内にある。東三里塚はA滑走路南方に位置し、空港用地南端の南部貨物ビルの住所は東三里塚字岩之台である。
B滑走路の敷地は大部分が成田市東峰（とうほう）、天神峰（てんじんみね）、十余三（とよみ）に属し、ごく一部が成田市吉岡（きちおか）および堀之内に属する。A滑走路敷地の一部は成田市小菅に属する。
横風用C滑走路（未供用）用地には芝山町香山新田および菱田の各一部が介在する。用地内の成田市と芝山町の境界は複雑に入り組んでおり、芝山町菱田の区域は旅客第1ターミナルビル付近まで食い込んでいる。空港南部の整備地区付近にも芝山町大里および岩山に属する部分がある。また、新空港インターチェンジ付近には香取郡多古町一鍬田（ひとくわだ）の飛地が存在する。

## 空港内での主な航空機事故
- 2003年1月27日：ソウル発の全日本空輸（運航はエアージャパン）908便、ボーイング767-300（JA605A[244]）がB滑走路への着陸に失敗し約70メートルオーバーランし草地に突っ込み、誘導路灯や滑走路末端補助灯を壊して停止。けが人はなかった。
- 2009年3月23日：広州発のフェデックス・エクスプレス80便、マクドネル・ダグラス MD-11F貨物機が、6時49分にA滑走路への着陸に失敗。左主翼が接地し反転、滑走路脇で炎上、操縦士と副操縦士の両名が死亡した。開港以来初の航空機墜落全損死亡事故となり、事故後A滑走路は開港以来最長の26時間21分にわたり閉鎖された。

## 発行物
- 1978年（昭和53年）5月20日、新東京国際空港開港記念の額面50円の記念切手が発行された。

## 成田国際空港が登場する作品
かつて、改装前の旅客ターミナル（現・第1ターミナル）は、4階出発ロビーから3階出国審査に降りる階段が中央にあり、セキュリティチェックも3階で行われていたため、この出国審査へと続く階段が、数々の映画やドラマの「別れ」を印象づけるシーンで多用された。1983年（昭和58年）公開の日本映画『探偵物語』では、薬師丸ひろ子演じる恋人と別れた松田優作が立ち尽くす映像が、エンドロールに2分近く使われた。
ドラマ
- 『大空港』（1978年 - 1980年・松竹／フジテレビ）
- 『9番目のムサシ』
  - 第2シリーズの「MISSION3」 - 旧名称の新東京国際空港
  - 第3シリーズの「Mission6」 - 現行名称の成田国際空港
- 『スチュワーデス物語』（1983年 - 1984年・TBS）
- 『金曜日の妻たちへ』（1983年・TBS）
- 『ずっとあなたが好きだった』（1992年・TBS）
- 『高校教師』（1993年・TBS）
- 『スチュワーデスの恋人』(1994年・TBS)
- 『スチュワーデス刑事』（1997年 - 2006年・フジテレビ）
- 『GOOD LUCK!!』（2003年・TBS）
- 『アテンションプリーズ』（2006年・フジテレビ）
  - スペシャル ハワイ・ホノルル編（2007年）
  - スペシャル オーストラリア・シドニー編（2008年）
- 『あぽやん〜走る国際空港』（2013年・TBS）
- 『ミス・パイロット』（2013年・フジテレビ）
- 『コード・ブルー ドクターヘリ緊急救命 THE THIRD SEASON』（2017年・フジテレビ）
- 『恋はつづくよどこまでも』（2020年・TBS）
- 『ラストマン-全盲の捜査官-』（2023年・TBS）

映画
- 『探偵物語』（1983年）
- 『劇場版コード・ブルー ドクターヘリ緊急救命』（2018年）

## 成田空港の今後
- 2009年（平成21年）10月13日、鳩山政権の国土交通大臣前原誠司は、定例記者会見にて「日本のハブ空港は、仁川国際空港である。これを日本に取り戻さないといけない」と発言し、東アジアで高まる国際航空路線の獲得競争に対抗するため、日本国政府として今後は羽田空港に重点を置き、同空港のハブ空港化を進めていく方針を表明した[245]。これにより、従来までの「国内線は羽田・国際線は成田」という棲み分けが見直されることとなり、地元自治体・政治家・企業関係者などに波紋を与えた。しかし、翌日になって前原大臣は千葉県知事森田健作と対談し、従来通り羽田・成田の運用を基本的には崩さない趣旨を伝えた。
- 地元産業界からの強い要望もあり、NAAはB滑走路と第2旅客ターミナルビル地区を結ぶ第三誘導路の完成と、B滑走路をボーイング747やエアバスA380の大型機発着に問題がなくなる、3,500メートル以上に延伸することを検討した[246]。
- 2009年（平成21年）12月12日、国土交通省は、アメリカ・ワシントンD.C.で開かれていた日米航空交渉で、『航空自由化（オープンスカイ）協定』で合意したと発表。成田・羽田の両空港については発着便数に余裕のない混雑空港として、これまで通り政府間の協議で便数を決定するとし、2010年3月に年2万回分の国際便が増枠される成田空港については、現在約3割のシェアを持つアメリカ発着枠の削減を目指す方向で日米が一致した。

### 新滑走路建設構想
- 新しい滑走路の造設が計画されている。2014年、国交省の有識者会議では、B滑走路の東側に平行する新滑走路を建設することで、1日あたり50 - 200便の増便が可能になるとされた。2015年、地元選出の与党議員らは、新滑走路建設を求めて周辺自治体やNAAが参加する協議会を立ち上げ、検討を進めることを明らかにした[247]。費用は1000億円から2000億円とされる。
- 2015年から、年間発着容量50万回をめどとする空港機能強化のための施策が、NAA・千葉県・周辺市町村・国交省の四者協議会において議論されてきた。この中でB滑走路の北側延伸、従来C滑走路と呼称されてきた横風用滑走路の計画撤回、予定地のエプロンなどへの転用、2014年に「D滑走路」と仮称された新平行滑走路（新C滑走路）のセミオープンパラレル形式での建設が提案され、2016年（平成28年）9月27日の協議会で、四者間で確認書が締結された[248]。その後、NAAによる住民説明が行われ、新滑走路や既存滑走路の延長・駐機場増設などの空港拡張案について、2018年3月13日に四者間での最終合意に達している[249]。
- 2019年9月27日、成田空港株式会社は『成田空港の更なる機能強化 環境影響評価書』（環境アセスメント）を公表[250]、2019年11月7日に「成田空港の更なる機能強化」について航空法に基づく空港等の変更許可申請などを国土交通大臣あてに行った。変更許可申請のおもな内容は、①B滑走路を1,000メートル延長し3,500メートルとすること、②C滑走路（3,500メートル）の新設、③新誘導路7,471メートルの新設、④空港の敷地面積を1,099ヘクタール拡大し2,297ヘクタールとすること、である。成田空港株式会社は、国土交通大臣の許可が下り次第速やかに工事に着手し、完成時期を2029年3月31日としている[251]。
- 2020年1月31日、国土交通省航空局は成田空港のB滑走路の延伸、C滑走路の新設など空港等変更について認可した[252][253]。成田空港のさらなる機能強化に向けた施設変更で、B滑走路の延伸、C滑走路の新設などが含まれる。滑走路Bは、1,000メートルを延伸し、全長3,500メートル[254]、幅60メートルに拡張する[253]。新設する滑走路Cは、長さ3,500メートル、幅45メートルである[253]。空港等の敷地面積は、現在の1,198ヘクタールから2,297ヘクタールに拡大、誘導路の長さ7,471メートル、幅23メートルの新設も予定している。完成予定期日は2029年3月末である。なお、空港の変更にともない必要となる航空灯火の変更と、航空保安無線施設の設置許可申請についても、あわせて許可された[255]。ただし、これの差し止めを求める三里塚芝山連合空港反対同盟北原派の住民は、2022年8月3日付で成田国際空港会社などを相手取って千葉地方裁判所に提訴した[256]。

### ターミナル統合計画
2022年9月、成田国際空港株式会社（NAA）は、現在3つに分かれているターミナルを将来的に1つに統合する計画を明らかにした。NAAは統合の理由として「旅客の利便性向上」「施設を集約することで延床面積を縮小できる」を挙げているほか、第1ターミナルはオープンから40年以上、第2ターミナルも同じく30年以上が経過し設備の老朽化が進んでいることから、統合ターミナルを新設することでそれらを解消する狙いもある。NAAは同年10月より関係者を集めた「『新しい成田空港』構想検討会」にて具体的な検討を行った。2023年3月の中間取りまとめでは、現在の第2ターミナルの南側に統合ターミナルを建設し、段階的に現ターミナルを閉鎖して統合ターミナルに移行する方向性が示されている。